# Medici

Familienwappen der Medici

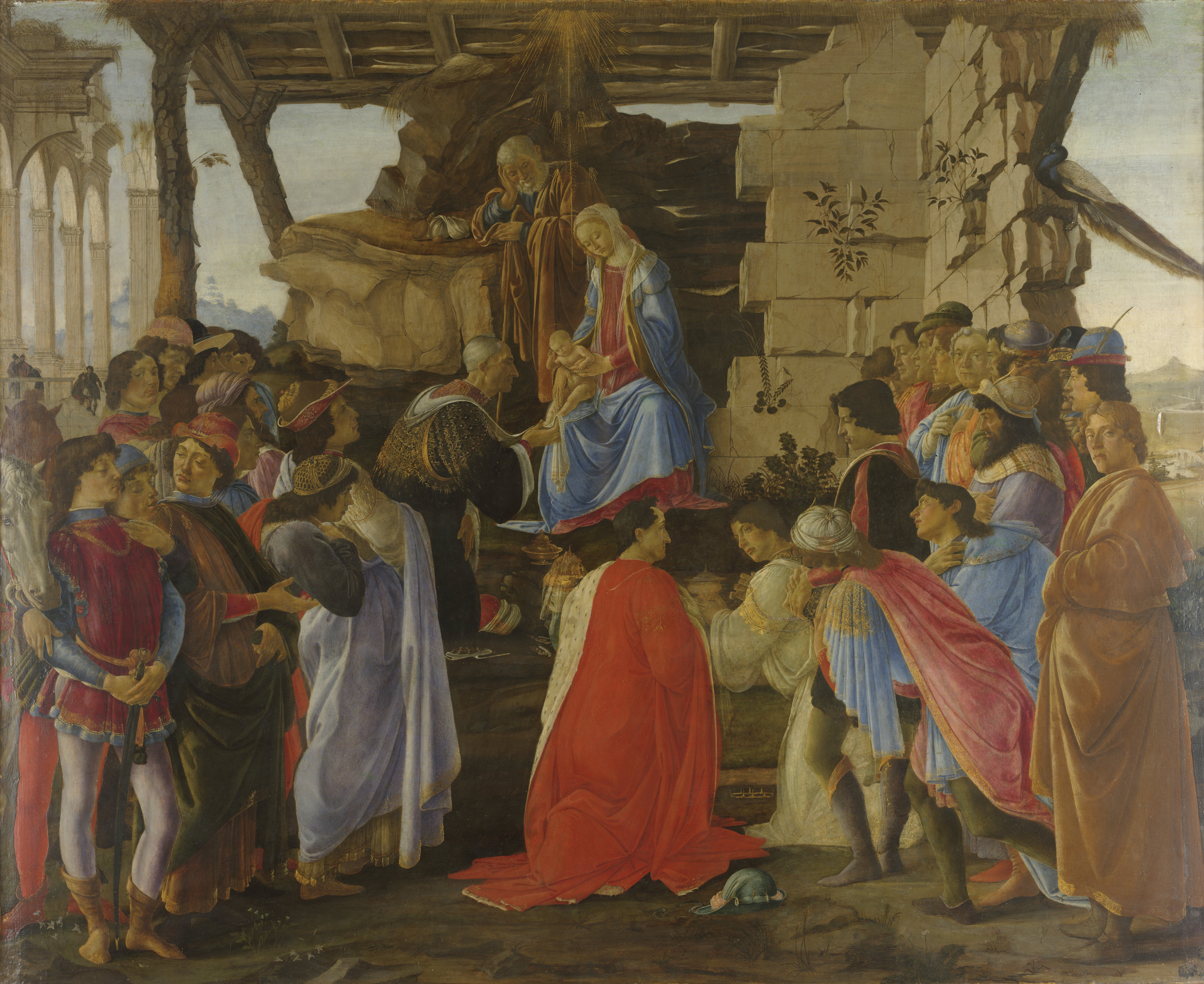
Anbetung der Heiligen drei Könige von Sandro Botticelli (vorne rechts im Bild), mit den Mitgliedern der Medici-Familie als Könige: Cosimo kniend, Piero und Giovanni als Rückenfiguren im Mittelpunkt, dazu Angehörige des Medici-Hofes (ca. 1475)

Die Familie der Medici (italienisch [ˈmɛːditʃi]; vollständig de’ Medici) aus Florenz bildete vom 15. bis ins 18. Jahrhundert eine einflussreiche italienische Dynastie, aus der Großherzöge der Toskana, drei Päpste und zwei Königinnen von Frankreich hervorgingen.
Die Medici erwarben ihren Reichtum überwiegend im Textilhandel, der von der Gilde Arte della Lana betrieben wurde. Auf dieser Basis begründeten sie ein modernes Bankwesen und dominierten – auch durch ihre Beziehungen zum Papsttum – die europäische Finanzwelt der frühen Neuzeit. Ihr Mäzenatentum ermöglichte und prägte die Renaissance in Florenz.

## Wappen

Familienwappen der Medici seit 1465

Die Medici führten einen Rossstirnschild, eine besondere Schildform, die nur in der italienischen Heraldik auftritt.
Blasonierung: „In Gold fünf rote Pillen (Kugeln), 2:2:1 gestellt, erhöht um eine größere blaue, belegt mit drei goldenen Lilien 2:1.“
Wappenerklärung: Die Herkunft der Kugeln als Wappensymbole ist ungeklärt; die bekannteste Hypothese sieht darin Pillen („Medici“ bedeutet im Italienischen: „Ärzte“); andere leiten sie von einer abgewandelten Übernahme des Wappenschilds der Florentiner Geldwechslerzunft her, die einen mit Münzen belegten Schild hatte. Eine weitere Hypothese sieht darin Beschläge, die auf Waffenschilden zur Abschwächung von Schwerthieben angebracht wurden. Im 14. Jahrhundert waren es acht rote Kugeln (Pillen) (3:3:2), dann sechs rote, zunächst 3:2:1 gestellt, dann 1:2:2:1. Die Lilien des französischen Staatswappens (bzw. des Dynastiewappens der Kapetinger) wurden 1465 von König Ludwig XI. als Gnadenzeichen (Wappenbesserung) verliehen.
Das Vollwappen der Großherzöge der Toskana: „Auf dem schräggestellten, goldverbrämten, schwarzen Stechhelm mit goldener Blattkrone auf gelehntem Schild mit rot-goldenen Decken ein rotgezungter, goldbewehrter, schwarzer (oder naturfarbener), auffliegender Sperber, mit Schnabel und erhobener rechter Klaue einen durch einen goldenen Ring gezogenes silbernes Band mit der Devise semper (lat.: immer) haltend.“
Die frühere Helmzier der Medici: „Auf gekröntem Helm mit Helmdecken außen gold mit roten Kugeln bestreut, innen silbern-schwarzer Eisenhutfeh ein wachsender schwarzer Hund mit silbernem Halsband.“

## Familiengeschichte
Die Medici führen ihre Abstammung auf einen 1102 urkundlich erwähnten Medico di Potrone zurück. Er war Burgmann auf der Burg Potrone im Mugello, etwa 26 km nördlich von Florenz, und stand im Dienst der Familie Ubaldini, Herren des Mugello. Wenn diese Herleitung zutrifft, würden die Medici (wörtlich: Ärzte) dem Ministerialenstand entstammen. Später ließen sie von Genealogen eine Legende spinnen, wonach dieser Medico über Wunderheilkräfte verfügt habe, die nur königliches Blut gewähre, und führten seine Abstammung auf einen unehelichen Sohn Karls des Großen zurück; womit die Kaufmannsfamilie den Bogen zu den ältesten Dynastien Europas geschlagen, ja diese übertrumpft hätte.
Ein Chiarissimo de’ Medici wird 1201 als Mitglied des Stadtrates genannt. Als Amtsinhaber in der Gilde der Kaufleute lassen sie sich erstmals in der zweiten Hälfte des 13. Jahrhunderts nachweisen. Sie gehörten zum bürgerlichen Patriziat der Stadt, die wie die meisten oberitalienischen Städte des Mittelalters republikanisch-oligarchisch regiert wurde (siehe dazu ausführlicher die Artikel Geschichte von Florenz bzw. Italienischer Adel).
Mit Salvestro de’ Medici (1331–1388), der 1378 zum Gonfaloniere gewählt wurde, traten sie erstmals ins Rampenlicht. Er spielte eine schillernde Rolle in den Auseinandersetzungen zwischen den konservativen Gilden, darunter der Textilhändlergilde Arte della Lana, und den revolutionär gesinnten Wollwebern (Ciompi-Aufstand). Für kurze Zeit übte er diktatorische Macht aus, wurde aber 1382 verbannt. In dieser Zeit waren die Medici eine wohlhabende, aber keineswegs die führende Kaufmannsfamilie in Florenz. Im 14. Jahrhundert gehörten vielmehr die Florentiner Familien Bardi und Peruzzi zu den größten Bankiers Europas.

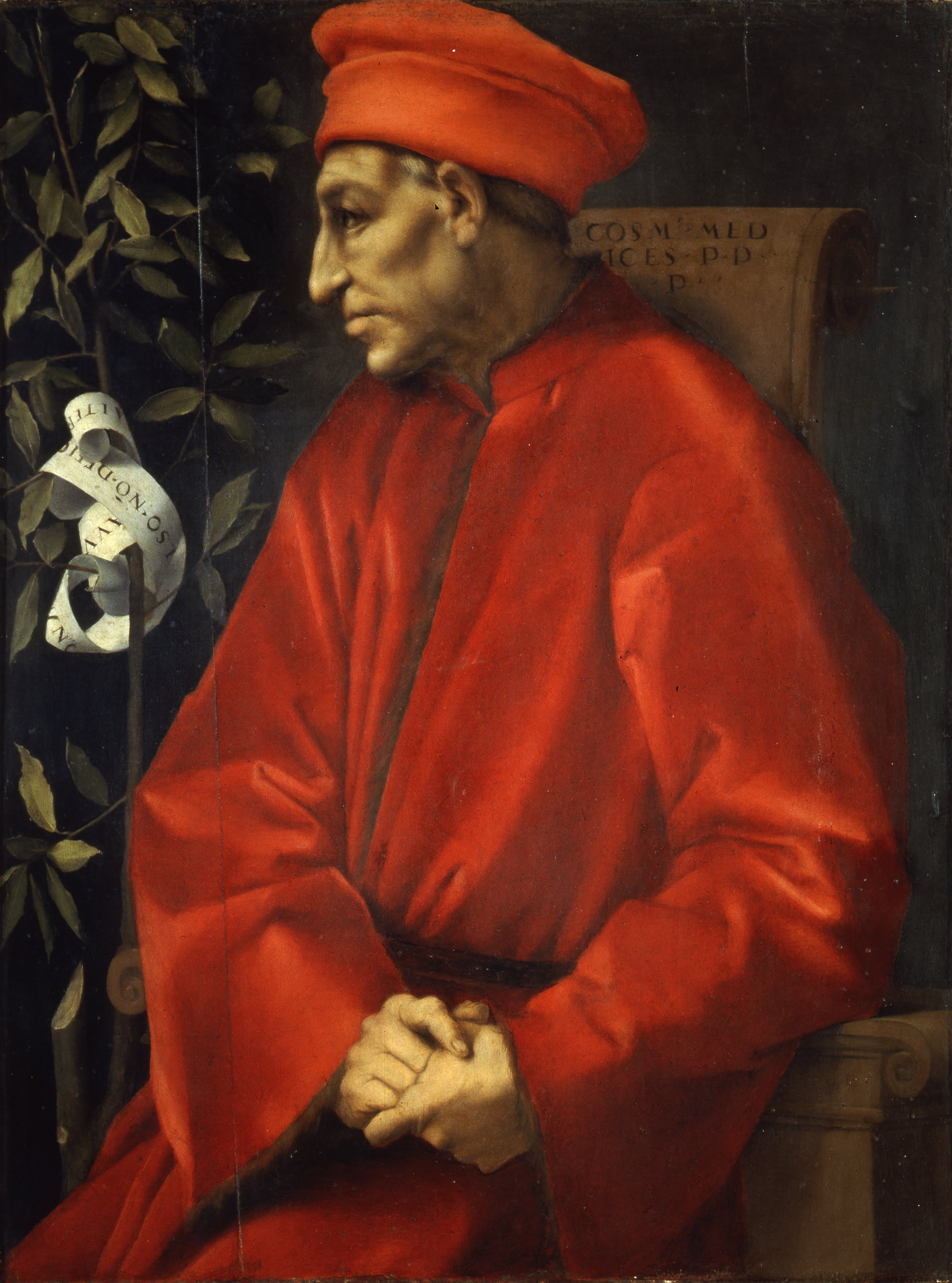
Cosimo de’ Medici (1389–1464)

Mit Salvestros Neffen Giovanni di Bicci de’ Medici (1360–1429) und der Entwicklung des Banco Medici begann der Aufstieg der Familie. Giovanni wurde zum Bankier des Gegenpapstes Johannes XXIII., der vom Konzil von Konstanz 1415 abgesetzt wurde. In Florenz vermittelte bzw. taktierte er zwischen dem Stadtadel (unter Führung des Gonfaloniere Maso degli Albizzi) und dem Volk.
Der ältere Zweig der Familie, die Medici di Cafaggiolo, beherrschte danach Florenz bis 1537 mit zwei Unterbrechungen (1494–1512 und 1527–1530), darunter vor allem Cosimo de’ Medici, genannt „il Vecchio“, der Alte, (1389–1464). 1433 wurden bei der Wahl zur neuen Signoria überwiegend Anhänger der Albizzi (unter der Führung von Rinaldo degli Albizzi) ausgelost, so dass der Bewerber Cosimo de’ Medici zuerst inhaftiert und dann nach Urbino verbannt wurde, nachdem ein Mordversuch auf ihn misslungen war. Er widersetzte sich jedoch dem Urteil und ging nach Venedig ins Exil, von wo aus er die Geschäfte des von ihm zu einem bedeutenden Unternehmen gemachten Banco Medici weiter leitete. Unter anderem wegen einer ungerechten Steuerpolitik der Albizzi und päpstlicher Interventionen konnte Cosimo de’ Medici bereits Anfang 1434 nach Florenz zurückkehren. Die Anhänger der Albizzi wurden nun ihrerseits verbannt. Die Albizzi unterwarfen sich den Medici und überließen ihnen die Herrschaft. Cosimo de’ Medici war nunmehr der mächtigste unter den etwa 80 Bankiers von Florenz. 1444 gab er bei dem Architekten Michelozzo den Bau des Palazzo Medici Riccardi in Auftrag, der 1460 vollendet wurde.

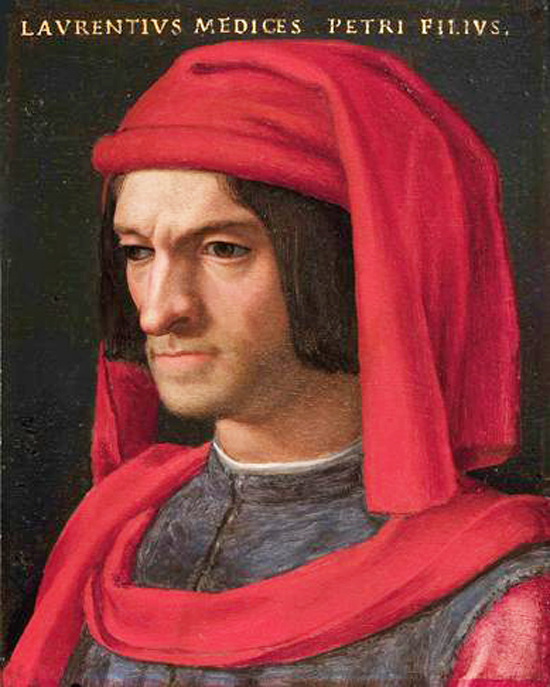
Lorenzo il Magnifico (1449–1492)

Cosimos Sohn Piero di Cosimo de’ Medici (1416–1469) war durch seinen Reichtum de facto der führende Bürger von Florenz. Sein Sohn Lorenzo il Magnifico („der Prächtige“, 1449–1492) war ebenfalls offiziell nur Bankier, regierte aber ohne rechtliche Amtsgewalt mit Geld und geschickter Politik faktisch die Stadt, während seine Protegés die offiziellen Ämter ausübten. Er erfuhr durch den Frieden von Lodi 1454 eine Stärkung seiner Position, überstand in der Folge aber nur knapp die Pazzi-Verschwörung des Jahres 1478, der sein Bruder Giuliano zum Opfer fiel. Den Beinamen il Magnifico erhielt Lorenzo wegen seiner großzügigen Förderung der schönen Künste, vor allem von Literatur, Malerei und Bildhauerei, darunter die Künstler Sandro Botticelli und Michelangelo Buonarroti. Unter seiner Herrschaft wurde Florenz zur wichtigsten Stadt der Künste während der Renaissance.
Sein ältester Sohn Piero di Lorenzo de’ Medici übernahm die Bankgeschäfte und die politische Führungsrolle, während der zweite Sohn, Giovanni, als Leo X. 1513 zum ersten Papst aus der Familie gewählt wurde († 1521). Noch im Jahr seiner Wahl erhob er seinen Neffen, Pieros Sohn Lorenzo, in den päpstlichen Adelsstand (somit die erste Nobilitierung eines Medici) während Pieros jüngster Bruder Giuliano 1515 mit dem Herzogtum Nemours belehnt wurde (womit bereits der Aufstieg in den Hochadel vollzogen war). 1516 wurde dann Lorenzo mit dem Herzogtum Urbino belehnt, wenn auch nur vorübergehend. 1523 wurde der Vetter Giulio als Clemens VII. (1523–1534) zum zweiten Medici-Papst gewählt. (Der dritte, Alessandro Ottaviano de´ Medici, ein Neffe Leos X., regierte als Papst Leo XI. im April 1605 nur für einige Wochen.)
Piero di Lorenzo de’ Medici wurde 1494 bei der Errichtung von Girolamo Savonarolas „Gottesstaat“ vertrieben. Erst 1512 gelang dessen Sohn Lorenzo die Rückkehr, der 1527 aber die erneute Vertreibung folgte. Nur mit Hilfe seines Vetters Giulio (inzwischen Papst Clemens VII.) und des Kaisers war es im Anschluss an die Krönung Kaiser Karls V. 1530 in Bologna möglich, diese zweite Vertreibung aus der danach kurzzeitig erneuerten Republik Florenz (1527–1530) rückgängig zu machen.

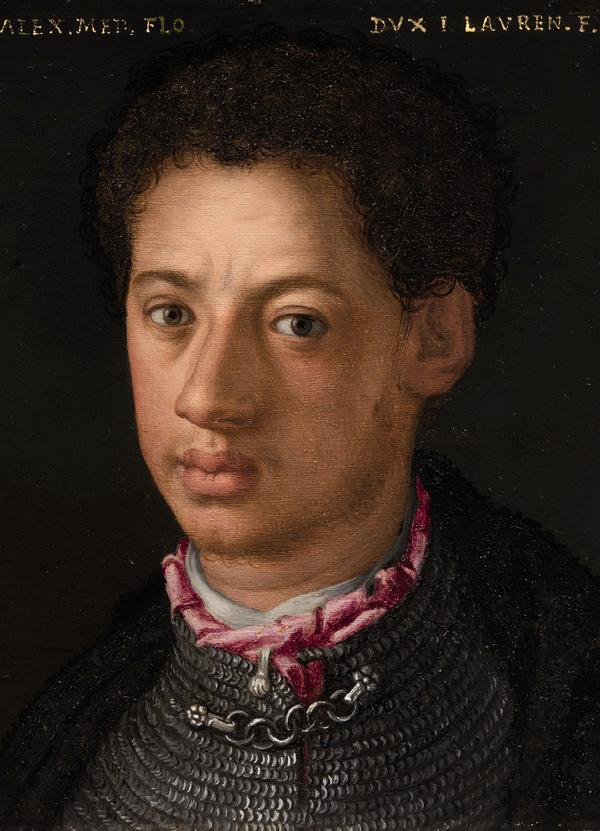
Alessandro de’ Medici (1510–1537), ab 1531 erster Herzog von Florenz

Die Umwandlung der Republik in eine Monarchie war jedoch nicht aufzuhalten. Lorenzo di Piero war 1516 von seinem Onkel, Papst Leo X., zum Herzog von Urbino ernannt worden, sein unehelicher Sohn Alessandro de’ Medici (möglicherweise auch ein Sohn des Papstes Clemens VII.) regierte seit 1523 bis zu seiner Vertreibung 1527 die Republik Florenz ähnlich einem Fürsten, nach seiner Wiedereinsetzung ab 1531 offen als vom Kaiser ernannter „Herzog der Republik“. Seine Ermordung 1537 durch Lorenzino de’ Medici, einen Verwandten aus der jüngeren Linie der Medici, wird als letztes Aufflackern der Republik begriffen, kann aber auch einfach die gekränkte Eitelkeit eines bei einer Erbregelung Übergangenen gewesen sein. Lorenzos Tochter, Alessandros Halbschwester, war Caterina de’ Medici, die 1533 den späteren französischen König Heinrich II. heiratete. Alessandro selbst hatte 1536 Margarete von Parma, eine uneheliche Tochter Kaiser Karls, geheiratet.

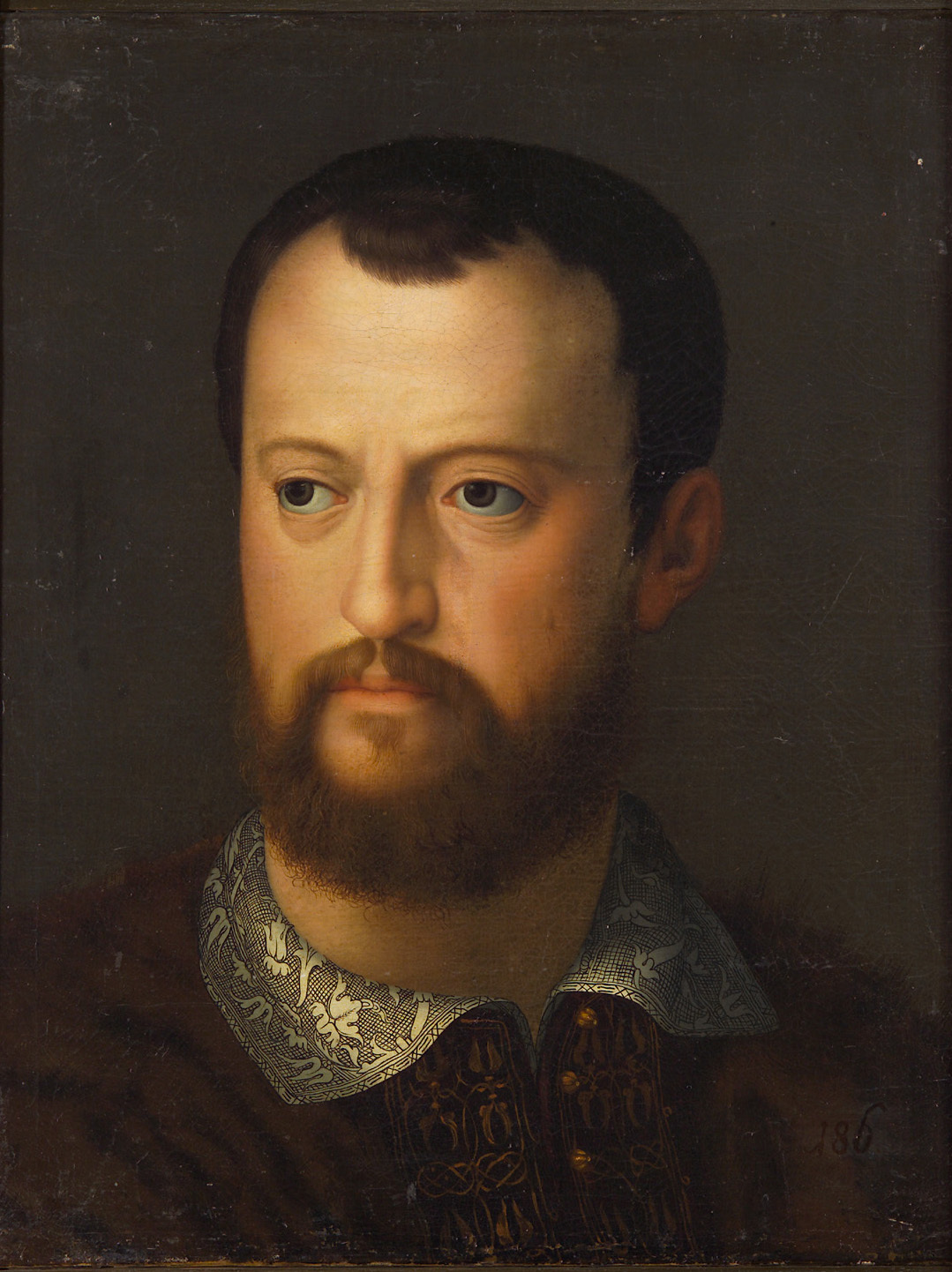
Cosimo I. (1519–1574), 1569 erster Großherzog der Toskana

Nach dem Tod Alessandros setzte sich der von diesem favorisierte Cosimo I. aus der jüngeren Linie der Medici durch. Seit 1537 als Herzog in Florenz und seit 1569 als päpstlicher Großherzog der Toskana, hatte er die Erblichkeit der Medici-Herrschaft eingeführt. Der Titel des Großherzogs wurde Francesco I. 1575 von seinem Schwager Kaiser Maximilian II. bestätigt, da die Toskana nicht dem Kirchenstaat unterstand, sondern zu Reichsitalien gehörte. Seine Nachkommen, unter denen vor allem Cosimo II. (1590–1621) als Beschützer Galileo Galileis, und Maria de’ Medici, die Tochter Francescos und Ehefrau des französischen Königs Heinrich IV., herausragen, regierten die Toskana bis zu ihrem Aussterben 1737.
Nach dem Tod des letzten, kinderlosen Großherzogs Gian Gastone 1737 fiel das Großherzogtum aufgrund des Erlöschens der regierenden Medicis im Mannesstamm als erledigtes Fahnlehen an das Reich zurück und konnte von Kaiser Karl VI. neu vergeben werden. Es ging – entsprechend einer Vereinbarung zwischen den europäischen Mächten – auf Franz Stephan von Lothringen über, den Schwiegersohn des Kaisers und Ehemann Maria Theresias, der 1745 selbst zum Kaiser gewählt werden sollte. Dieser trat dafür sein ererbtes Herzogtum Lothringen an Frankreich ab. Das Privatvermögen der Medici fiel hingegen an die überlebende Schwester Gian Gastones, die Pfälzer Kurfürstinwitwe Anna Maria Luisa de’ Medici (1667–1743). Diese hinterließ die gesammelten Kunstschätze der Medici der Stadt Florenz, darunter den Palazzo Pitti und die heute in den Uffizien ausgestellte Gemäldesammlung.
Eine bedeutende netzwerkanalytische Studie von John Padgett und Christopher Ansell zeigt, dass eine Grundlage für den Aufstieg der Medici die besondere Struktur ihres Beziehungsnetzes zwischen den Jahren 1400 und 1434 nach dem Ciompi-Aufstand war. Das Netzwerk der Medici zeigt bei den Beziehungen der Medici in ihrer Partei eine Trennung von Heirats- und ökonomischen Beziehungen. So handelten sie zwar mit den aufsteigenden Wolltuchhändlern, heirateten aber hauptsächlich in noble Familien, die nicht aus ihrem Viertel, San Giovanni, kamen. Dies führte dazu, dass sie in ihrer Partei, anders als die Oligarchen, also die herrschende Elite um die Albizzi, eine zentrale und mächtige Position innehatten und nicht durch andere Familien erpressbar waren.

## Kunst, Architektur und Wissenschaft

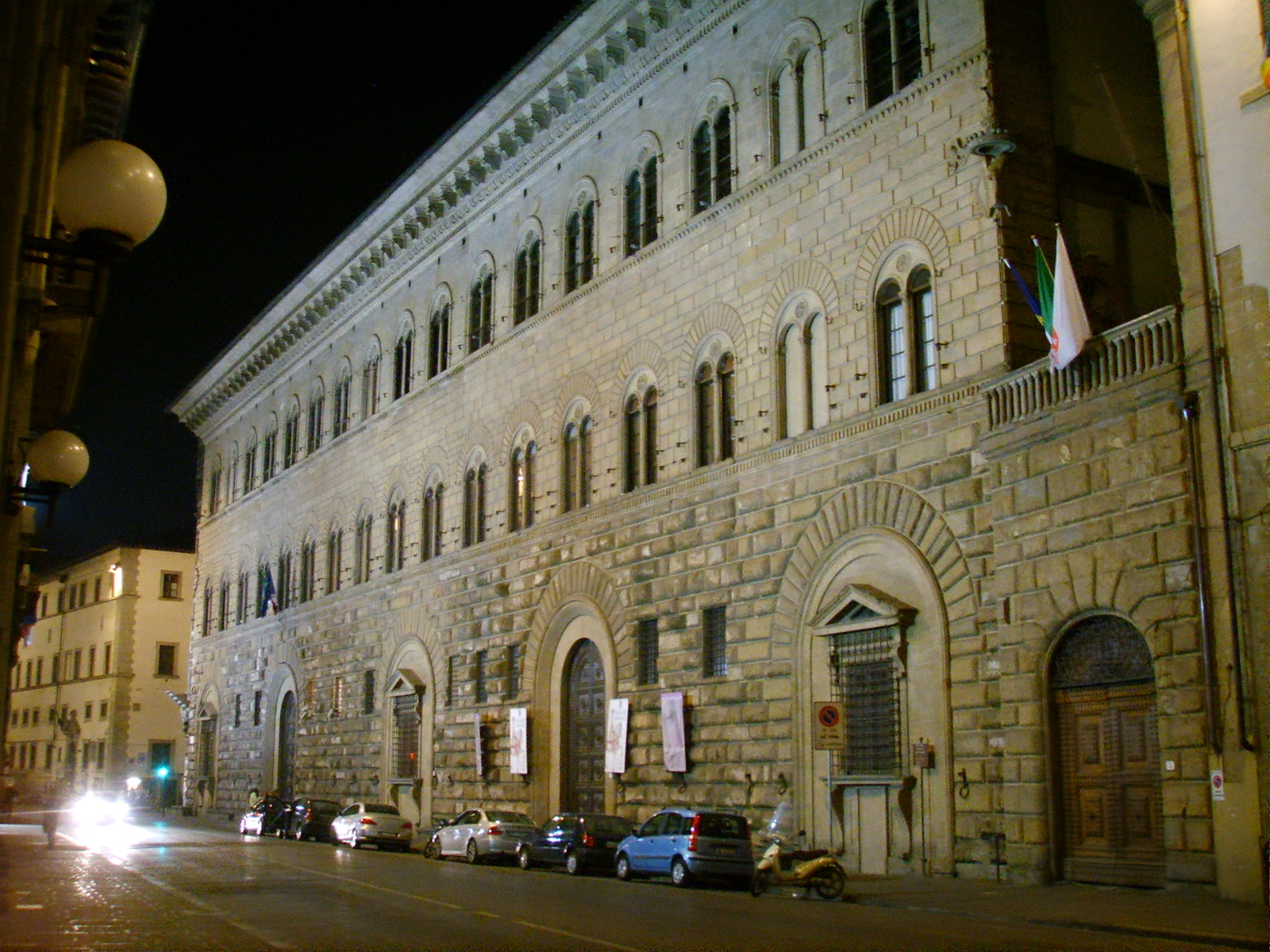
Palazzo Medici Riccardi, erbaut ab 1444

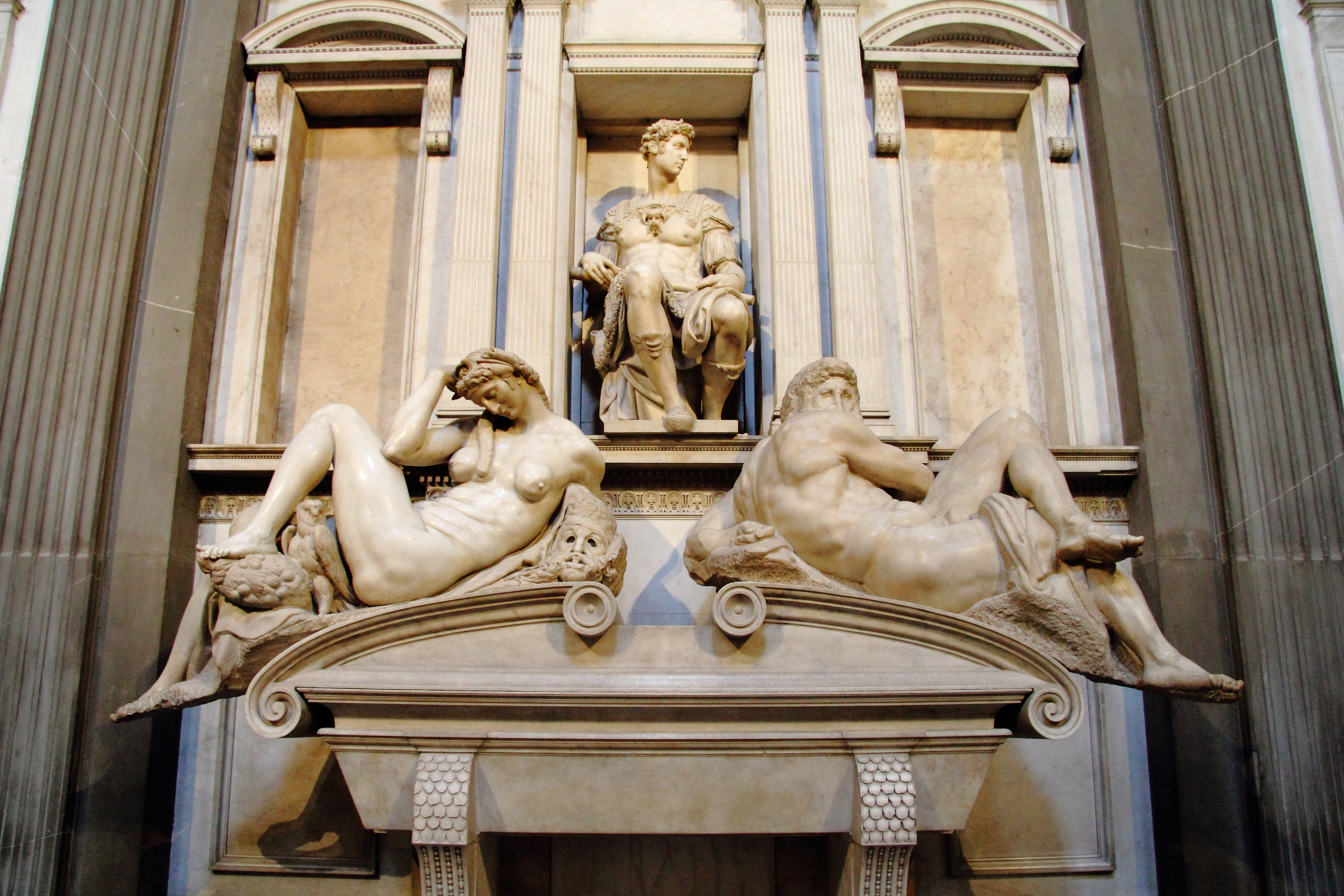
Grabmal Giulianos II. von Michelangelo (um 1530)

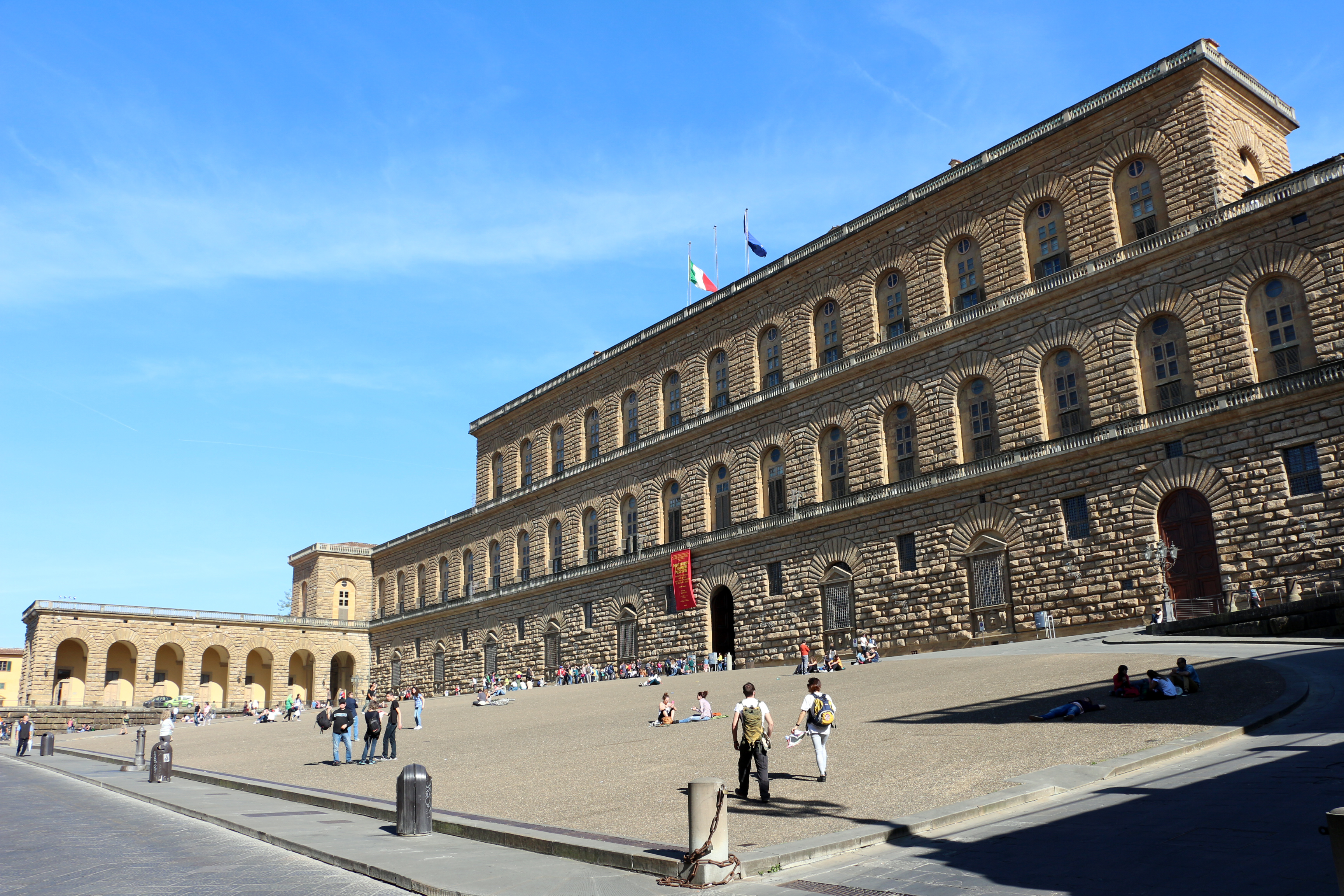
Palazzo Pitti, ab 1549 Residenz der Herzöge und Großherzöge

Die größten Leistungen mit Hilfe des Geldes der Medici wurden in Kunst und Architektur vollbracht. Giovanni di Bicci förderte Masaccio und beauftragte Filippo Brunelleschi 1419 mit dem Wiederaufbau der Basilica di San Lorenzo di Firenze, die zur Grablege der Medici wurde. Die Künstler, die Cosimo de’ Medici beauftragte, waren Donato di Niccolò di Betto Bardi (Donatello) und Filippo Lippi. Ihr wichtigster Beitrag war jedoch die Förderung Michelangelos, der für eine Reihe von Familienmitgliedern arbeitete, beginnend mit Lorenzo il Magnifico, mit dem er den Mittagstisch teilte. Zu seiner Zeit wurden in Florenz bedeutende Künstler und Gelehrte gefördert wie Angelo Poliziano, Cristoforo Landino, Giovanni Pico della Mirandola, Francesco Granacci, Sandro Botticelli, Marsilio Ficino, Niccolò Machiavelli und Leonardo da Vinci. Über die reine Beauftragung von Künstlern hinaus waren die Medici auch erfolgreiche Sammler, deren Erwerbungen heute den Kern der Uffizien, des Kunstmuseums der Stadt Florenz, bilden.
In der Architektur gehen einige der bedeutendsten Bauwerke in Florenz auf die Medici zurück:
- Die Basilica di San Lorenzo mit der Alten Sakristei Brunelleschis, ausgestattet von Donatello, und den  Medici-Kapellen, unter anderem der Neuen Sakristei mit den Grabfiguren von Michelangelo
- die Biblioteca Medicea Laurenziana im Kloster von San Lorenzo,
- Für Teile der Ausstattung des  Doms Santa Maria del Fiore, ist Cosimo verantwortlich,
- der Palazzo Medici, begonnen 1444, erbaut von Michelozzo,
- Kirche und Kloster von San Marco, ebenso von Michelozzo,
- der Palazzo Pitti, den Eleonora de Toledo, Cosimos Ehefrau, 1550 von Buonaccorso Pitti erwarb,
- der Boboli-Garten hinter dem Palazzo Pitti,
- die Uffizien, die Giorgio Vasari im Auftrag von Cosimo I. 1560 errichtete, für den er 1565 auch den Vasarikorridor schuf,
- die 1563 als Accademia e Compagnia dell’Arte del Disegno gegründete heutige Accademia delle Arti del Disegno (die jetzt das Original von Michelangelos „David“ bewahrt),
- der Belvedere Ferdinands I. aus den 1590er Jahren.

## Untersuchungen der Medici-Gräber

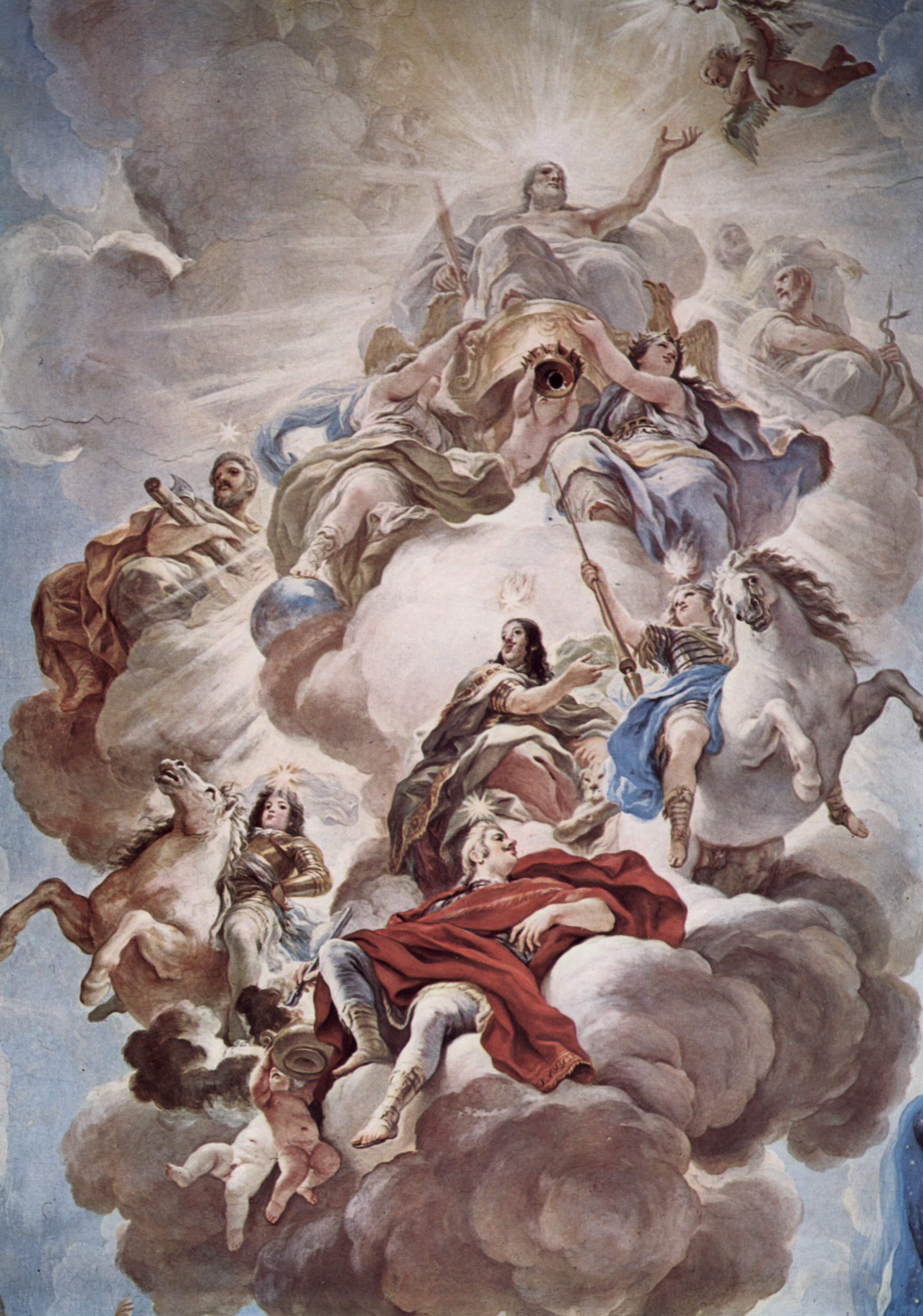
Triumph der Medici in den Wolken des Olymp, Fresken in der Galerie des Palazzo Medici-Riccardi in Florenz, Luca Giordano, 1684–1686

Ende April 2004 begannen italienische Wissenschaftler unter der Leitung des Paläopathologen Gino Fornaciari damit, die Gräber von insgesamt 49 Mitgliedern der Familie zu öffnen. Das Ziel sei es, die genauen Todesursachen, Krankheiten sowie Ernährungsgewohnheiten der Angehörigen zu erforschen. Zunächst wurden verschiedene Grabmäler in den Medici-Kapellen sowie in der Kirche San Lorenzo geöffnet. Dabei wurde gleich zu Beginn der Untersuchungen eine sensationelle Entdeckung gemacht: Unter der Gruft von Gian Gastone wurde eine bislang nicht bekannte Krypta entdeckt, in der acht Leichen gefunden wurden. Die italienischen Wissenschaftler versuchten nun herauszufinden, unter welchen Umständen die Toten – unter denen sich auch Kinder und Jugendliche befanden – ums Leben gekommen sind und warum sie versteckt bestattet wurden. Es wird angenommen, dass es sich dabei ebenfalls um Angehörige der Medici-Familie handelt.
Obwohl das Projekt erst in der kommenden Zeit zu Ende gebracht sein wird, steht inzwischen fest, dass die Medici entgegen der gängigen Meinung nicht an Gicht, sondern an einer genetisch bedingten Form der Arthrose erkrankt waren. Zudem aßen sie neben Fleisch auch viel Gemüse und Getreide. Außerdem litten viele Mitglieder der Familie an Karies. An den Knochen von Eleonora von Toledo konnte man feststellen, dass sie vermutlich häufig geritten war. Eine weitere überraschende Erkenntnis liegt darin, dass entgegen anderslautenden Behauptungen von Historikern des 16. Jahrhunderts Don Garzia de’ Medici seinen Bruder Giovanni nicht getötet hat. An dessen Skelett konnten keine Verletzungen gefunden werden. Stattdessen starben beide Brüder vermutlich an Malaria, die sie sich bei Jagdausflügen in der Maremma zugezogen haben könnten.

## Wichtige Familienmitglieder

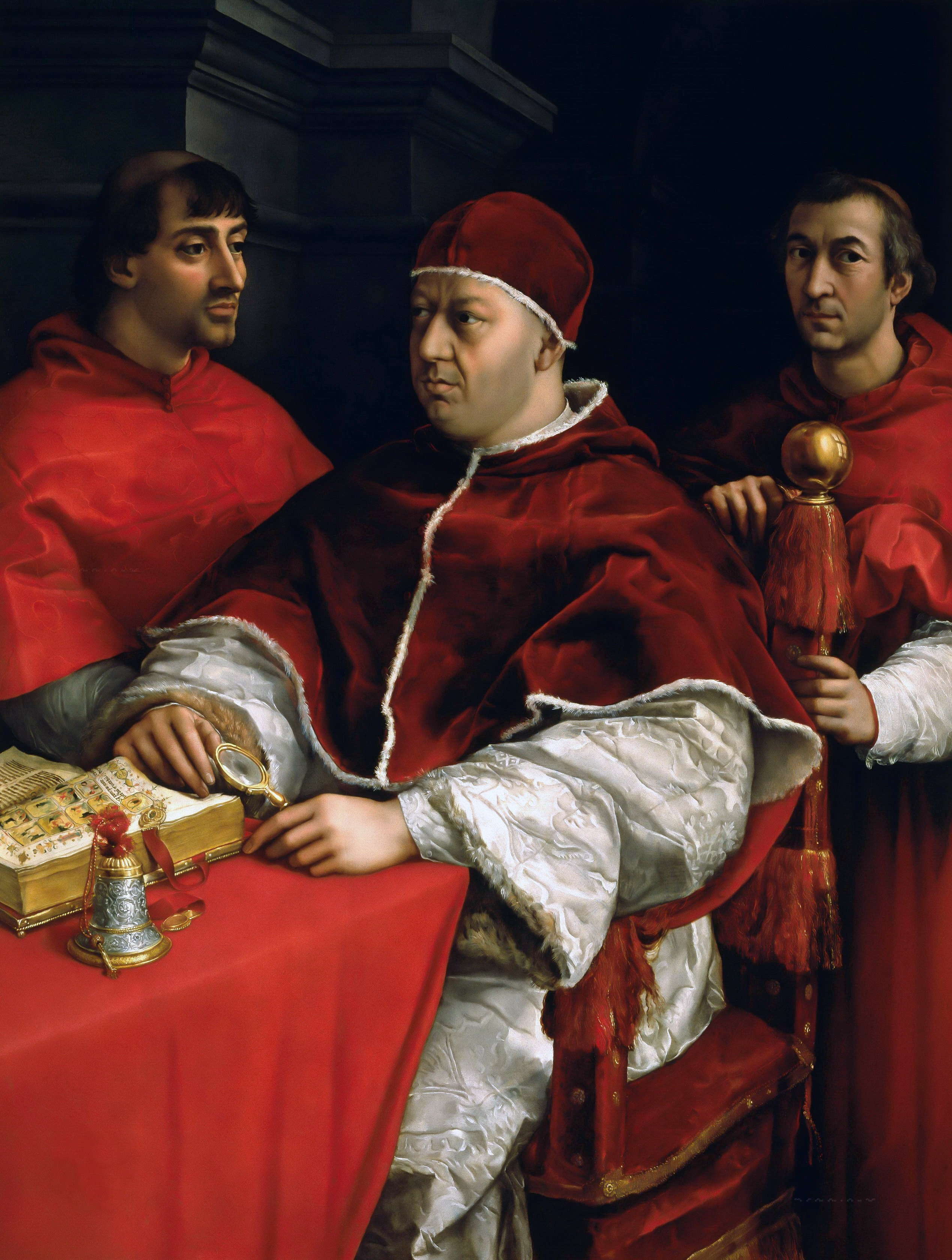
Papst Leo X. mit den Kardinälen Giulio de’ Medici, dem späteren Clemens VII., und Luigi de’ Rossi (von Raffael, um 1518–1519, Florenz, Uffizien)

### Aus der Zeit der älteren Medici
- Salvestro di Alamanno de’ Medici (1331–1388), führte den Angriff gegen die Revolte der ciompi und wurde Diktator von Florenz, 1382 verbannt
- Giovanni di Bicci de’ Medici (1360–1429), Florentiner Händler und Bankier
- Cosimo de’ Medici, il Vecchio, der Alte (1389–1464)
- Piero di Cosimo de’ Medici, il Gottoso, der Gichtige (1416–1469)
- Lorenzo il Magnifico, der Prächtige (1449–1492)
- Giuliano di Piero de’ Medici (1453–1478)
- Piero di Lorenzo de’ Medici, lo Sfortunato, der Unglückliche (1472–1503)
- Giovanni de’ Medici (1475–1521), ab 1513 Papst Leo X.
- Giuliano di Lorenzo de’ Medici (1479–1516), Herzog von Nemours
- Giulio de’ Medici (1478–1534), ab 1523 Papst Clemens VII.
- Lorenzo di Piero de’ Medici (1492–1519)
- Alessandro de’ Medici (1510–1537)
- Caterina de’ Medici (1519–1589), Königin von Frankreich

### Aus der Zeit der Großherzöge der Toskana
- Cosimo I. (1519–1574)

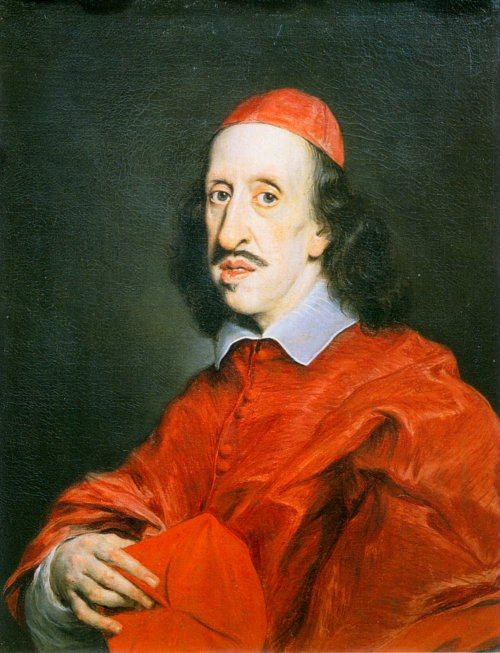
Der Kunstsammler Kardinal Leopoldo de’ Medici (1617–1675)

- Bernardo Antonio de’ Medici († 1552), italienischer Bischof und Botschafter der Medici
- Francesco I. (1541–1587)
- Ferdinando I. (1549–1609)
- Maria de’ Medici (1575–1642), Königin von Frankreich
- Cosimo II. (1590–1621)
- Caterina de’ Medici (1593–1629) (1593–1629), Herzogin von Mantua
- Claudia de’ Medici (1604–1648), Erzherzogin von Österreich und Landesfürstin von Tirol
- Ferdinando II. (1610–1670)
- Leopoldo de’ Medici (1617–1675), Kardinal
- Cosimo III. (1642–1723)
- Anna Maria Luisa de’ Medici (1667–1743), Großherzogin der Toskana, Letzte der Medici, 1691–1716 Kurfürstin von der Pfalz sowie Herzogin von der Pfalz-Neuburg, residierend in Düsseldorf
- Gian Gastone (1671–1737)

## Weitere Medici
- Theodorus I. de’ Medici (475–490), Erzbischof von Mailand
- Valperto de’ Medici (953–970), Erzbischof von Mailand
- Roland von Salsomaggiore († 1386), Einsiedler, auch genannt Heiliger Roland von Medici

- Lorenzo di Giovanni de’ Medici († 1440), florentinischer Bankier
- Lorenzo di Pierfrancesco de’ Medici (1463–1503), italienischer Bankier und Kunstmäzen
- Giovanni di Pierfrancesco de’ Medici (1467–1498), Vater von Giovanni dalle Bande Nere
- Francesco Armellini Pantalassi de’ Medici (1470–1528), italienischer Kardinal und Erzbischof
- Bia de’ Medici (1536–1542), uneheliche Tochter von Cosimo I. de’ Medici, Großherzog der Toskana
- Virginia de’ Medici (1568–1615), Mitglied der Familie Medici und Herzogin von Modena und Reggio
- Claudia de’ Medici (1604–1648), Erzherzogin von Österreich und Landesfürstin von Tirol
- Maria Maddalena de’ Medici (1600–1633), achtes Kind von Ferdinand I. de’ Medici und Christine von Lothringen
- Francesco Maria de’ Medici (1660–1711), italienischer Kardinal und Mäzen

- Emílio Garrastazu Médici (1905–1985), Staatspräsident von Brasilien 1969–1974
- Giuseppe Medici (1907–2000), italienischer Politiker
- Lorenzo de’ Medici (* 1951), italienischer Schriftsteller, entstammt der Familie der Medici

## Weitere Familienzweige
Ein Guglielmo Medici hatte sich vor den Auseinandersetzungen zwischen Guelfen und Ghibellinen nach Neapel geflüchtet und trat dort ab 1269 als Richter in Erscheinung. Seine Nachfahren waren in Gragnano bei Neapel wohnhaft und stifteten dort im 16. Jahrhundert mehrere Kirchen; die Linie ist später erloschen. Andere Zweige erloschen im 18. und 19. Jahrhundert.
Von einem Giuliano im 14. Jahrhundert stammten zwei weitere Zweige ab: Sein Enkel Giuliano begründete die Marchesi della Castellina, dessen Bruder Antonio die Fürsten von Ottajano. Lorenzo de’ Medici (1599–1648) aus dem ersten Zweig erhielt 1628 von Großherzog Ferdinando II. de’ Medici den Ort Castellina Marittima als Feudallehen mit dem Titel Marchese della Castellina. Der Zweig nahm durch Einheirat einer Margherita Tornaquinci ab 1730 den Namen Medici Tornaquinci an und existiert noch.
Vom zweiten Bruder stammte Ottaviano de’ Medici (1484–1546) ab, der 1531 Gonfaloniere di Giustizia in Florenz wurde. Sein Sohn Alessandro wurde 1574 Erzbischof von Florenz und amtierte 1605 kurzzeitig als Papst Leo XI. Dessen Bruder Bernadetto erwarb 1567 das Schloss und die Herrschaft Ottaviano am Fuß des Vesuvs bei Neapel. 1600 erhielt der Zweig im Königreich Neapel den Titel Principe di Ottajano verliehen und 1693 Duca di Sarno, 1822 erbte er auch den Titel Duca di Miranda (von den Gaetani dell'Aquila d'Aragona-Caracciolo). Dem Zweig entstammte u. a. Luigi de' Medici di Ottajano (1759–1830), der 1814 das Haus Bourbon-Sizilien auf dem Wiener Kongress vertrat und 1816–20 und 1822–30 als Premierminister des Königreichs beider Sizilien amtierte. Vom 1894 erloschenen neapolitanischen Hauptzweig gingen das Schloss Ottaviano und der Palazzo Miranda in Neapel an weibliche Nachfahren über, während die Titel an einen noch existierenden Nebenzweig fielen.

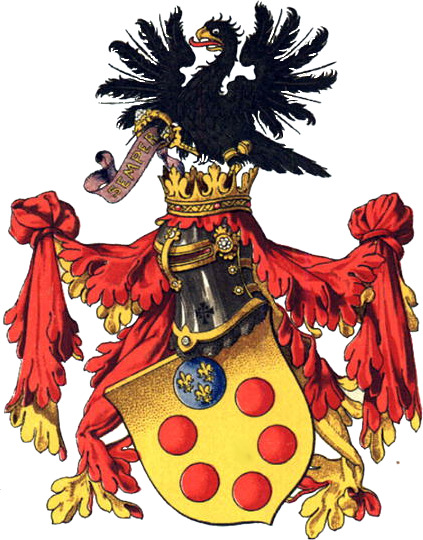
Vollständiges Stammwappen der Medici

## Familienbeziehungen
- Stammbaum der Medici (PNG, Stand: 2. August 2005)

### Die Anfänge der Familie Medici
|                                               |                                               |                                               |                                               |                                               |                                               |                        |                        |                               |                               |                               |                               |                               |                               |                    |                    |                               |                               |                               |                               |                                      |                                      |                                      |                                      | Medico di Potrone (1046?–1102)              |                                      |                            |                            |                            |                            |                       |                       |                                                                        |                                                                        |                                                                        |                                                                        |                                                                        |                                                                        |  |  |                    |                    |                    |                    |                    |                    |  |  |                                   |                                   |                                   |                                   |                                   |                                   |  |  |  |  |  |  |  |  |  |  |  |  |  |  |  |  |  |  |  |  |  |  |  |  |  |  |  |  |  |  |  |  |  |  |  |  |  |  |  |  |  |  |
|                                               |                                               |                                               |                                               |                                               |                                               |                        |                        |                               |                               |                               |                               |                               |                               |                    |                    |                               |                               |                               |                               |                                      |                                      |                                      |                                      |                                             |                                      |                            |                            |                            |                            |                       |                       |                                                                        |                                                                        |                                                                        |                                                                        |                                                                        |                                                                        |  |  |                    |                    |                    |                    |                    |                    |  |  |                                   |                                   |                                   |                                   |                                   |                                   |  |  |  |  |  |  |  |  |  |  |  |  |  |  |  |  |  |  |  |  |  |  |  |  |  |  |  |  |  |  |  |  |  |  |  |  |  |  |  |  |  |  |
|                                               |                                               |                                               |                                               |                                               |                                               |                        |                        |                               |                               |                               |                               |                               |                               |                    |                    |                               |                               |                               |                               |                                      |                                      |                                      |                                      | Bono di Potrone (1069?–1123)                |                                      |                            |                            |                            |                            |                       |                       |                                                                        |                                                                        |                                                                        |                                                                        |                                                                        |                                                                        |  |  |                    |                    |                    |                    |                    |                    |  |  |                                   |                                   |                                   |                                   |                                   |                                   |  |  |  |  |  |  |  |  |  |  |  |  |  |  |  |  |  |  |  |  |  |  |  |  |  |  |  |  |  |  |  |  |  |  |  |  |  |  |  |  |  |  |
|                                               |                                               |                                               |                                               |                                               |                                               |                        |                        |                               |                               |                               |                               |                               |                               |                    |                    |                               |                               |                               |                               |                                      |                                      |                                      |                                      |                                             |                                      |                            |                            |                            |                            |                       |                       |                                                                        |                                                                        |                                                                        |                                                                        |                                                                        |                                                                        |  |  |                    |                    |                    |                    |                    |                    |  |  |                                   |                                   |                                   |                                   |                                   |                                   |  |  |  |  |  |  |  |  |  |  |  |  |  |  |  |  |  |  |  |  |  |  |  |  |  |  |  |  |  |  |  |  |  |  |  |  |  |  |  |  |  |  |
|                                               |                                               |                                               |                                               |                                               |                                               |                        |                        |                               |                               |                               |                               |                               |                               |                    |                    |                               |                               |                               |                               |                                      |                                      |                                      |                                      | Bernardo di Potrone (1099?–1147)            |                                      |                            |                            |                            |                            |                       |                       |                                                                        |                                                                        |                                                                        |                                                                        |                                                                        |                                                                        |  |  |                    |                    |                    |                    |                    |                    |  |  |                                   |                                   |                                   |                                   |                                   |                                   |  |  |  |  |  |  |  |  |  |  |  |  |  |  |  |  |  |  |  |  |  |  |  |  |  |  |  |  |  |  |  |  |  |  |  |  |  |  |  |  |  |  |
|                                               |                                               |                                               |                                               |                                               |                                               |                        |                        |                               |                               |                               |                               |                               |                               |                    |                    |                               |                               |                               |                               |                                      |                                      |                                      |                                      |                                             |                                      |                            |                            |                            |                            |                       |                       |                                                                        |                                                                        |                                                                        |                                                                        |                                                                        |                                                                        |  |  |                    |                    |                    |                    |                    |                    |  |  |                                   |                                   |                                   |                                   |                                   |                                   |  |  |  |  |  |  |  |  |  |  |  |  |  |  |  |  |  |  |  |  |  |  |  |  |  |  |  |  |  |  |  |  |  |  |  |  |  |  |  |  |  |  |
|                                               |                                               |                                               |                                               |                                               |                                               |                        |                        |                               |                               |                               |                               |                               |                               |                    |                    |                               |                               |                               |                               |                                      |                                      |                                      |                                      | Giambono (Giambuono) de' Medici (1131–1192) |                                      |                            |                            |                            |                            |                       |                       |                                                                        |                                                                        |                                                                        |                                                                        |                                                                        |                                                                        |  |  |                    |                    |                    |                    |                    |                    |  |  |                                   |                                   |                                   |                                   |                                   |                                   |  |  |  |  |  |  |  |  |  |  |  |  |  |  |  |  |  |  |  |  |  |  |  |  |  |  |  |  |  |  |  |  |  |  |  |  |  |  |  |  |  |  |
|                                               |                                               |                                               |                                               |                                               |                                               |                        |                        |                               |                               |                               |                               |                               |                               |                    |                    |                               |                               |                               |                               |                                      |                                      |                                      |                                      |                                             |                                      |                            |                            |                            |                            |                       |                       |                                                                        |                                                                        |                                                                        |                                                                        |                                                                        |                                                                        |  |  |                    |                    |                    |                    |                    |                    |  |  |                                   |                                   |                                   |                                   |                                   |                                   |  |  |  |  |  |  |  |  |  |  |  |  |  |  |  |  |  |  |  |  |  |  |  |  |  |  |  |  |  |  |  |  |  |  |  |  |  |  |  |  |  |  |
|                                               |                                               |                                               |                                               |                                               |                                               |                        |                        |                               |                               |                               |                               |                               |                               |                    |                    |                               |                               |                               |                               |                                      |                                      |                                      |                                      |                                             |                                      |                            |                            |                            |                            |                       |                       |                                                                        |                                                                        |                                                                        |                                                                        |                                                                        |                                                                        |  |  |                    |                    |                    |                    |                    |                    |  |  |                                   |                                   |                                   |                                   |                                   |                                   |  |  |  |  |  |  |  |  |  |  |  |  |  |  |  |  |  |  |  |  |  |  |  |  |  |  |  |  |  |  |  |  |  |  |  |  |  |  |  |  |  |  |
|                                               |                                               |                                               |                                               |                                               |                                               |                        |                        |                               |                               |                               |                               |                               |                               |                    |                    |                               |                               |                               |                               | Chiarissimo de' Medici (1167–1210)11 | Chiarissimo de' Medici (1167–1210)11 | Chiarissimo de' Medici (1167–1210)11 | Chiarissimo de' Medici (1167–1210)11 | Chiarissimo de' Medici (1167–1210)11        | Chiarissimo de' Medici (1167–1210)11 |                            |                            | Bonagiunta de' Medici      | Bonagiunta de' Medici      | Bonagiunta de' Medici | Bonagiunta de' Medici | Bonagiunta de' Medici                                                  | Bonagiunta de' Medici                                                  |                                                                        |                                                                        |                                                                        |                                                                        |  |  |                    |                    |                    |                    |                    |                    |  |  |                                   |                                   |                                   |                                   |                                   |                                   |  |  |  |  |  |  |  |  |  |  |  |  |  |  |  |  |  |  |  |  |  |  |  |  |  |  |  |  |  |  |  |  |  |  |  |  |  |  |  |  |  |  |
|                                               |                                               |                                               |                                               |                                               |                                               |                        |                        |                               |                               |                               |                               |                               |                               |                    |                    |                               |                               |                               |                               | Chiarissimo de' Medici (1167–1210)11 | Chiarissimo de' Medici (1167–1210)11 | Chiarissimo de' Medici (1167–1210)11 | Chiarissimo de' Medici (1167–1210)11 | Chiarissimo de' Medici (1167–1210)11        | Chiarissimo de' Medici (1167–1210)11 |                            |                            | Bonagiunta de' Medici      | Bonagiunta de' Medici      | Bonagiunta de' Medici | Bonagiunta de' Medici | Bonagiunta de' Medici                                                  | Bonagiunta de' Medici                                                  |                                                                        |                                                                        |                                                                        |                                                                        |  |  |                    |                    |                    |                    |                    |                    |  |  |                                   |                                   |                                   |                                   |                                   |                                   |  |  |  |  |  |  |  |  |  |  |  |  |  |  |  |  |  |  |  |  |  |  |  |  |  |  |  |  |  |  |  |  |  |  |  |  |  |  |  |  |  |  |
|                                               |                                               |                                               |                                               |                                               |                                               |                        |                        |                               |                               |                               |                               |                               |                               |                    |                    |                               |                               |                               |                               |                                      |                                      |                                      |                                      |                                             |                                      |                            |                            |                            |                            |                       |                       |                                                                        |                                                                        |                                                                        |                                                                        |                                                                        |                                                                        |  |  |                    |                    |                    |                    |                    |                    |  |  |                                   |                                   |                                   |                                   |                                   |                                   |  |  |  |  |  |  |  |  |  |  |  |  |  |  |  |  |  |  |  |  |  |  |  |  |  |  |  |  |  |  |  |  |  |  |  |  |  |  |  |  |  |  |
|                                               |                                               |                                               |                                               |                                               |                                               |                        |                        |                               |                               |                               |                               | Filippo de’ Medici            | Filippo de’ Medici            | Filippo de’ Medici | Filippo de’ Medici | Filippo de’ Medici            | Filippo de’ Medici            |                               |                               |                                      |                                      |                                      |                                      |                                             |                                      |                            |                            | Ugo de’ Medici             | Ugo de’ Medici             | Ugo de’ Medici        | Ugo de’ Medici        | Ugo de’ Medici                                                         | Ugo de’ Medici                                                         |                                                                        |                                                                        |                                                                        |                                                                        |  |  |                    |                    |                    |                    |                    |                    |  |  |                                   |                                   |                                   |                                   |                                   |                                   |  |  |  |  |  |  |  |  |  |  |  |  |  |  |  |  |  |  |  |  |  |  |  |  |  |  |  |  |  |  |  |  |  |  |  |  |  |  |  |  |  |  |
|                                               |                                               |                                               |                                               |                                               |                                               |                        |                        |                               |                               |                               |                               | Filippo de’ Medici            | Filippo de’ Medici            | Filippo de’ Medici | Filippo de’ Medici | Filippo de’ Medici            | Filippo de’ Medici            |                               |                               |                                      |                                      |                                      |                                      |                                             |                                      |                            |                            | Ugo de’ Medici             | Ugo de’ Medici             | Ugo de’ Medici        | Ugo de’ Medici        | Ugo de’ Medici                                                         | Ugo de’ Medici                                                         |                                                                        |                                                                        |                                                                        |                                                                        |  |  |                    |                    |                    |                    |                    |                    |  |  |                                   |                                   |                                   |                                   |                                   |                                   |  |  |  |  |  |  |  |  |  |  |  |  |  |  |  |  |  |  |  |  |  |  |  |  |  |  |  |  |  |  |  |  |  |  |  |  |  |  |  |  |  |  |
|                                               |                                               |                                               |                                               |                                               |                                               |                        |                        |                               |                               |                               |                               |                               |                               |                    |                    |                               |                               |                               |                               |                                      |                                      |                                      |                                      |                                             |                                      |                            |                            |                            |                            |                       |                       |                                                                        |                                                                        |                                                                        |                                                                        |                                                                        |                                                                        |  |  |                    |                    |                    |                    |                    |                    |  |  |                                   |                                   |                                   |                                   |                                   |                                   |  |  |  |  |  |  |  |  |  |  |  |  |  |  |  |  |  |  |  |  |  |  |  |  |  |  |  |  |  |  |  |  |  |  |  |  |  |  |  |  |  |  |
|                                               |                                               |                                               |                                               | Chiarissimo de’ Medici                        | Chiarissimo de’ Medici                        | Chiarissimo de’ Medici | Chiarissimo de’ Medici | Chiarissimo de’ Medici        | Chiarissimo de’ Medici        |                               |                               |                               |                               |                    |                    | Averardo de’ Medici           | Averardo de’ Medici           | Averardo de’ Medici           | Averardo de’ Medici           | Averardo de’ Medici                  | Averardo de’ Medici                  |                                      |                                      |                                             |                                      |                            |                            | Galganus de’ Medici        | Galganus de’ Medici        | Galganus de’ Medici   | Galganus de’ Medici   | Galganus de’ Medici                                                    | Galganus de’ Medici                                                    |                                                                        |                                                                        |                                                                        |                                                                        |  |  |                    |                    |                    |                    |                    |                    |  |  |                                   |                                   |                                   |                                   |                                   |                                   |  |  |  |  |  |  |  |  |  |  |  |  |  |  |  |  |  |  |  |  |  |  |  |  |  |  |  |  |  |  |  |  |  |  |  |  |  |  |  |  |  |  |
|                                               |                                               |                                               |                                               | Chiarissimo de’ Medici                        | Chiarissimo de’ Medici                        | Chiarissimo de’ Medici | Chiarissimo de’ Medici | Chiarissimo de’ Medici        | Chiarissimo de’ Medici        |                               |                               |                               |                               |                    |                    | Averardo de’ Medici           | Averardo de’ Medici           | Averardo de’ Medici           | Averardo de’ Medici           | Averardo de’ Medici                  | Averardo de’ Medici                  |                                      |                                      |                                             |                                      |                            |                            | Galganus de’ Medici        | Galganus de’ Medici        | Galganus de’ Medici   | Galganus de’ Medici   | Galganus de’ Medici                                                    | Galganus de’ Medici                                                    |                                                                        |                                                                        |                                                                        |                                                                        |  |  |                    |                    |                    |                    |                    |                    |  |  |                                   |                                   |                                   |                                   |                                   |                                   |  |  |  |  |  |  |  |  |  |  |  |  |  |  |  |  |  |  |  |  |  |  |  |  |  |  |  |  |  |  |  |  |  |  |  |  |  |  |  |  |  |  |
|                                               |                                               |                                               |                                               |                                               |                                               |                        |                        |                               |                               |                               |                               |                               |                               |                    |                    |                               |                               |                               |                               |                                      |                                      |                                      |                                      |                                             |                                      |                            |                            |                            |                            |                       |                       |                                                                        |                                                                        |                                                                        |                                                                        |                                                                        |                                                                        |  |  |                    |                    |                    |                    |                    |                    |  |  |                                   |                                   |                                   |                                   |                                   |                                   |  |  |  |  |  |  |  |  |  |  |  |  |  |  |  |  |  |  |  |  |  |  |  |  |  |  |  |  |  |  |  |  |  |  |  |  |  |  |  |  |  |  |
| Filippo de’ Medici († 1290)                   | Filippo de’ Medici († 1290)                   | Filippo de’ Medici († 1290)                   | Filippo de’ Medici († 1290)                   | Filippo de’ Medici († 1290)                   | Filippo de’ Medici († 1290)                   |                        |                        | Giambuono de’ Medici          | Giambuono de’ Medici          | Giambuono de’ Medici          | Giambuono de’ Medici          | Giambuono de’ Medici          | Giambuono de’ Medici          |                    |                    | Alamanno de’ Medici           | Alamanno de’ Medici           | Alamanno de’ Medici           | Alamanno de’ Medici           | Alamanno de’ Medici                  | Alamanno de’ Medici                  |                                      |                                      | Arrigo de’ Medici                           | Arrigo de’ Medici                    | Arrigo de’ Medici          | Arrigo de’ Medici          | Arrigo de’ Medici          | Arrigo de’ Medici          |                       |                       | Bonagiunta de’ Medici                                                  | Bonagiunta de’ Medici                                                  | Bonagiunta de’ Medici                                                  | Bonagiunta de’ Medici                                                  | Bonagiunta de’ Medici                                                  | Bonagiunta de’ Medici                                                  |  |  |                    |                    |                    |                    |                    |                    |  |  |                                   |                                   |                                   |                                   |                                   |                                   |  |  |  |  |  |  |  |  |  |  |  |  |  |  |  |  |  |  |  |  |  |  |  |  |  |  |  |  |  |  |  |  |  |  |  |  |  |  |  |  |  |  |
| Filippo de’ Medici († 1290)                   | Filippo de’ Medici († 1290)                   | Filippo de’ Medici († 1290)                   | Filippo de’ Medici († 1290)                   | Filippo de’ Medici († 1290)                   | Filippo de’ Medici († 1290)                   |                        |                        | Giambuono de’ Medici          | Giambuono de’ Medici          | Giambuono de’ Medici          | Giambuono de’ Medici          | Giambuono de’ Medici          | Giambuono de’ Medici          |                    |                    | Alamanno de’ Medici           | Alamanno de’ Medici           | Alamanno de’ Medici           | Alamanno de’ Medici           | Alamanno de’ Medici                  | Alamanno de’ Medici                  |                                      |                                      | Arrigo de’ Medici                           | Arrigo de’ Medici                    | Arrigo de’ Medici          | Arrigo de’ Medici          | Arrigo de’ Medici          | Arrigo de’ Medici          |                       |                       | Bonagiunta de’ Medici                                                  | Bonagiunta de’ Medici                                                  | Bonagiunta de’ Medici                                                  | Bonagiunta de’ Medici                                                  | Bonagiunta de’ Medici                                                  | Bonagiunta de’ Medici                                                  |  |  |                    |                    |                    |                    |                    |                    |  |  |                                   |                                   |                                   |                                   |                                   |                                   |  |  |  |  |  |  |  |  |  |  |  |  |  |  |  |  |  |  |  |  |  |  |  |  |  |  |  |  |  |  |  |  |  |  |  |  |  |  |  |  |  |  |
|                                               |                                               |                                               |                                               |                                               |                                               |                        |                        |                               |                               |                               |                               |                               |                               |                    |                    |                               |                               |                               |                               |                                      |                                      |                                      |                                      |                                             |                                      |                            |                            |                            |                            |                       |                       |                                                                        |                                                                        |                                                                        |                                                                        |                                                                        |                                                                        |  |  |                    |                    |                    |                    |                    |                    |  |  |                                   |                                   |                                   |                                   |                                   |                                   |  |  |  |  |  |  |  |  |  |  |  |  |  |  |  |  |  |  |  |  |  |  |  |  |  |  |  |  |  |  |  |  |  |  |  |  |  |  |  |  |  |  |
|                                               |                                               |                                               |                                               |                                               |                                               |                        |                        |                               |                               |                               |                               |                               |                               |                    |                    |                               |                               |                               |                               |                                      |                                      |                                      |                                      |                                             |                                      |                            |                            |                            |                            |                       |                       | Guccio de’ Medici (1298–1315)                                          | Guccio de’ Medici (1298–1315)                                          | Guccio de’ Medici (1298–1315)                                          | Guccio de’ Medici (1298–1315)                                          | Guccio de’ Medici (1298–1315)                                          | Guccio de’ Medici (1298–1315)                                          |  |  |                    |                    |                    |                    |                    |                    |  |  | Ardingho de’ Medici († 1316)5     | Ardingho de’ Medici († 1316)5     | Ardingho de’ Medici († 1316)5     | Ardingho de’ Medici († 1316)5     | Ardingho de’ Medici († 1316)5     | Ardingho de’ Medici († 1316)5     |  |  |  |  |  |  |  |  |  |  |  |  |  |  |  |  |  |  |  |  |  |  |  |  |  |  |  |  |  |  |  |  |  |  |  |  |  |  |  |  |  |  |
|                                               |                                               |                                               |                                               |                                               |                                               |                        |                        |                               |                               |                               |                               |                               |                               |                    |                    |                               |                               |                               |                               |                                      |                                      |                                      |                                      |                                             |                                      |                            |                            |                            |                            |                       |                       | Guccio de’ Medici (1298–1315)                                          | Guccio de’ Medici (1298–1315)                                          | Guccio de’ Medici (1298–1315)                                          | Guccio de’ Medici (1298–1315)                                          | Guccio de’ Medici (1298–1315)                                          | Guccio de’ Medici (1298–1315)                                          |  |  |                    |                    |                    |                    |                    |                    |  |  | Ardingho de’ Medici († 1316)5     | Ardingho de’ Medici († 1316)5     | Ardingho de’ Medici († 1316)5     | Ardingho de’ Medici († 1316)5     | Ardingho de’ Medici († 1316)5     | Ardingho de’ Medici († 1316)5     |  |  |  |  |  |  |  |  |  |  |  |  |  |  |  |  |  |  |  |  |  |  |  |  |  |  |  |  |  |  |  |  |  |  |  |  |  |  |  |  |  |  |
|                                               |                                               |                                               |                                               |                                               |                                               |                        |                        |                               |                               |                               |                               |                               |                               |                    |                    |                               |                               |                               |                               |                                      |                                      |                                      |                                      |                                             |                                      |                            |                            |                            |                            |                       |                       |                                                                        |                                                                        |                                                                        |                                                                        |                                                                        |                                                                        |  |  |                    |                    |                    |                    |                    |                    |  |  |                                   |                                   |                                   |                                   |                                   |                                   |  |  |  |  |  |  |  |  |  |  |  |  |  |  |  |  |  |  |  |  |  |  |  |  |  |  |  |  |  |  |  |  |  |  |  |  |  |  |  |  |  |  |
|                                               |                                               |                                               |                                               |                                               |                                               |                        |                        | Averardo de’ Medici4          | Averardo de’ Medici4          | Averardo de’ Medici4          | Averardo de’ Medici4          | Averardo de’ Medici4          | Averardo de’ Medici4          |                    |                    | Giovenco de’ Medici           | Giovenco de’ Medici           | Giovenco de’ Medici           | Giovenco de’ Medici           | Giovenco de’ Medici                  | Giovenco de’ Medici                  |                                      |                                      | Francesco de’ Medici                        | Francesco de’ Medici                 | Francesco de’ Medici       | Francesco de’ Medici       | Francesco de’ Medici       | Francesco de’ Medici       |                       |                       | Salvestro di Averardo de’ Medici (Nachkommen: Stadtherren von Florenz) | Salvestro di Averardo de’ Medici (Nachkommen: Stadtherren von Florenz) | Salvestro di Averardo de’ Medici (Nachkommen: Stadtherren von Florenz) | Salvestro di Averardo de’ Medici (Nachkommen: Stadtherren von Florenz) | Salvestro di Averardo de’ Medici (Nachkommen: Stadtherren von Florenz) | Salvestro di Averardo de’ Medici (Nachkommen: Stadtherren von Florenz) |  |  | Talento de’ Medici | Talento de’ Medici | Talento de’ Medici | Talento de’ Medici | Talento de’ Medici | Talento de’ Medici |  |  |                                   |                                   |                                   |                                   |                                   |                                   |  |  |  |  |  |  |  |  |  |  |  |  |  |  |  |  |  |  |  |  |  |  |  |  |  |  |  |  |  |  |  |  |  |  |  |  |  |  |  |  |  |  |
|                                               |                                               |                                               |                                               |                                               |                                               |                        |                        | Averardo de’ Medici4          | Averardo de’ Medici4          | Averardo de’ Medici4          | Averardo de’ Medici4          | Averardo de’ Medici4          | Averardo de’ Medici4          |                    |                    | Giovenco de’ Medici           | Giovenco de’ Medici           | Giovenco de’ Medici           | Giovenco de’ Medici           | Giovenco de’ Medici                  | Giovenco de’ Medici                  |                                      |                                      | Francesco de’ Medici                        | Francesco de’ Medici                 | Francesco de’ Medici       | Francesco de’ Medici       | Francesco de’ Medici       | Francesco de’ Medici       |                       |                       | Salvestro di Averardo de’ Medici (Nachkommen: Stadtherren von Florenz) | Salvestro di Averardo de’ Medici (Nachkommen: Stadtherren von Florenz) | Salvestro di Averardo de’ Medici (Nachkommen: Stadtherren von Florenz) | Salvestro di Averardo de’ Medici (Nachkommen: Stadtherren von Florenz) | Salvestro di Averardo de’ Medici (Nachkommen: Stadtherren von Florenz) | Salvestro di Averardo de’ Medici (Nachkommen: Stadtherren von Florenz) |  |  | Talento de’ Medici | Talento de’ Medici | Talento de’ Medici | Talento de’ Medici | Talento de’ Medici | Talento de’ Medici |  |  |                                   |                                   |                                   |                                   |                                   |                                   |  |  |  |  |  |  |  |  |  |  |  |  |  |  |  |  |  |  |  |  |  |  |  |  |  |  |  |  |  |  |  |  |  |  |  |  |  |  |  |  |  |  |
|                                               |                                               |                                               |                                               |                                               |                                               |                        |                        |                               |                               |                               |                               |                               |                               |                    |                    |                               |                               |                               |                               |                                      |                                      |                                      |                                      |                                             |                                      |                            |                            |                            |                            |                       |                       |                                                                        |                                                                        |                                                                        |                                                                        |                                                                        |                                                                        |  |  |                    |                    |                    |                    |                    |                    |  |  |                                   |                                   |                                   |                                   |                                   |                                   |  |  |  |  |  |  |  |  |  |  |  |  |  |  |  |  |  |  |  |  |  |  |  |  |  |  |  |  |  |  |  |  |  |  |  |  |  |  |  |  |  |  |
|                                               |                                               |                                               |                                               |                                               |                                               |                        |                        |                               |                               |                               |                               |                               |                               |                    |                    |                               |                               |                               |                               |                                      |                                      |                                      |                                      |                                             |                                      |                            |                            |                            |                            |                       |                       |                                                                        |                                                                        |                                                                        |                                                                        |                                                                        |                                                                        |  |  |                    |                    |                    |                    |                    |                    |  |  |                                   |                                   |                                   |                                   |                                   |                                   |  |  |  |  |  |  |  |  |  |  |  |  |  |  |  |  |  |  |  |  |  |  |  |  |  |  |  |  |  |  |  |  |  |  |  |  |  |  |  |  |  |  |
|                                               |                                               |                                               |                                               |                                               |                                               |                        |                        |                               |                               |                               |                               |                               |                               |                    |                    |                               |                               |                               |                               |                                      |                                      |                                      |                                      |                                             |                                      |                            |                            |                            |                            |                       |                       |                                                                        |                                                                        |                                                                        |                                                                        |                                                                        |                                                                        |  |  |                    |                    |                    |                    |                    |                    |  |  |                                   |                                   |                                   |                                   |                                   |                                   |  |  |  |  |  |  |  |  |  |  |  |  |  |  |  |  |  |  |  |  |  |  |  |  |  |  |  |  |  |  |  |  |  |  |  |  |  |  |  |  |  |  |
| Arrigo de’ Medici                             | Arrigo de’ Medici                             | Arrigo de’ Medici                             | Arrigo de’ Medici                             | Arrigo de’ Medici                             | Arrigo de’ Medici                             |                        |                        | Alamanno de’ Medici1          | Alamanno de’ Medici1          | Alamanno de’ Medici1          | Alamanno de’ Medici1          | Alamanno de’ Medici1          | Alamanno de’ Medici1          |                    |                    | Giovanni de’ Medici († 1343)3 | Giovanni de’ Medici († 1343)3 | Giovanni de’ Medici († 1343)3 | Giovanni de’ Medici († 1343)3 | Giovanni de’ Medici († 1343)3        | Giovanni de’ Medici († 1343)3        |                                      |                                      | Cambio de’ Medici                           | Cambio de’ Medici                    | Cambio de’ Medici          | Cambio de’ Medici          | Cambio de’ Medici          | Cambio de’ Medici          |                       |                       |                                                                        |                                                                        |                                                                        |                                                                        |                                                                        |                                                                        |  |  |                    |                    |                    |                    |                    |                    |  |  | Francesco di Ardingho de’ Medici6 | Francesco di Ardingho de’ Medici6 | Francesco di Ardingho de’ Medici6 | Francesco di Ardingho de’ Medici6 | Francesco di Ardingho de’ Medici6 | Francesco di Ardingho de’ Medici6 |  |  |  |  |  |  |  |  |  |  |  |  |  |  |  |  |  |  |  |  |  |  |  |  |  |  |  |  |  |  |  |  |  |  |  |  |  |  |  |  |  |  |
| Arrigo de’ Medici                             | Arrigo de’ Medici                             | Arrigo de’ Medici                             | Arrigo de’ Medici                             | Arrigo de’ Medici                             | Arrigo de’ Medici                             |                        |                        | Alamanno de’ Medici1          | Alamanno de’ Medici1          | Alamanno de’ Medici1          | Alamanno de’ Medici1          | Alamanno de’ Medici1          | Alamanno de’ Medici1          |                    |                    | Giovanni de’ Medici († 1343)3 | Giovanni de’ Medici († 1343)3 | Giovanni de’ Medici († 1343)3 | Giovanni de’ Medici († 1343)3 | Giovanni de’ Medici († 1343)3        | Giovanni de’ Medici († 1343)3        |                                      |                                      | Cambio de’ Medici                           | Cambio de’ Medici                    | Cambio de’ Medici          | Cambio de’ Medici          | Cambio de’ Medici          | Cambio de’ Medici          |                       |                       | Jacopo de’ Medici                                                      |                                                                        |                                                                        |                                                                        |                                                                        |                                                                        |  |  |                    |                    |                    |                    |                    |                    |  |  | Francesco di Ardingho de’ Medici6 | Francesco di Ardingho de’ Medici6 | Francesco di Ardingho de’ Medici6 | Francesco di Ardingho de’ Medici6 | Francesco di Ardingho de’ Medici6 | Francesco di Ardingho de’ Medici6 |  |  |  |  |  |  |  |  |  |  |  |  |  |  |  |  |  |  |  |  |  |  |  |  |  |  |  |  |  |  |  |  |  |  |  |  |  |  |  |  |  |  |
|                                               |                                               |                                               |                                               |                                               |                                               |                        |                        |                               |                               |                               |                               |                               |                               |                    |                    |                               |                               |                               |                               |                                      |                                      |                                      |                                      |                                             |                                      |                            |                            |                            |                            |                       |                       |                                                                        |                                                                        |                                                                        |                                                                        |                                                                        |                                                                        |  |  |                    |                    |                    |                    |                    |                    |  |  |                                   |                                   |                                   |                                   |                                   |                                   |  |  |  |  |  |  |  |  |  |  |  |  |  |  |  |  |  |  |  |  |  |  |  |  |  |  |  |  |  |  |  |  |  |  |  |  |  |  |  |  |  |  |
|                                               |                                               |                                               |                                               |                                               |                                               |                        |                        |                               |                               |                               |                               |                               |                               |                    |                    |                               |                               |                               |                               |                                      |                                      |                                      |                                      |                                             |                                      |                            |                            |                            |                            |                       |                       |                                                                        |                                                                        |                                                                        |                                                                        |                                                                        |                                                                        |  |  |                    |                    |                    |                    |                    |                    |  |  |                                   |                                   |                                   |                                   |                                   |                                   |  |  |  |  |  |  |  |  |  |  |  |  |  |  |  |  |  |  |  |  |  |  |  |  |  |  |  |  |  |  |  |  |  |  |  |  |  |  |  |  |  |  |
| Salvestro di Alamanno de’ Medici (1331–1388)7 | Salvestro di Alamanno de’ Medici (1331–1388)7 | Salvestro di Alamanno de’ Medici (1331–1388)7 | Salvestro di Alamanno de’ Medici (1331–1388)7 | Salvestro di Alamanno de’ Medici (1331–1388)7 | Salvestro di Alamanno de’ Medici (1331–1388)7 |                        |                        | Andrea di Alamanno de’ Medici | Andrea di Alamanno de’ Medici | Andrea di Alamanno de’ Medici | Andrea di Alamanno de’ Medici | Andrea di Alamanno de’ Medici | Andrea di Alamanno de’ Medici |                    |                    | Bartolommeo di Alamanno       | Bartolommeo di Alamanno       | Bartolommeo di Alamanno       | Bartolommeo di Alamanno       | Bartolommeo di Alamanno              | Bartolommeo di Alamanno              |                                      |                                      | Vieri de’ Medici († 1395)8                  | Vieri de’ Medici († 1395)8           | Vieri de’ Medici († 1395)8 | Vieri de’ Medici († 1395)8 | Vieri de’ Medici († 1395)8 | Vieri de’ Medici († 1395)8 |                       |                       | Giovanni de’ Medici                                                    | Giovanni de’ Medici                                                    | Giovanni de’ Medici                                                    | Giovanni de’ Medici                                                    | Giovanni de’ Medici                                                    | Giovanni de’ Medici                                                    |  |  | Mario de’ Medici9  | Mario de’ Medici9  | Mario de’ Medici9  | Mario de’ Medici9  | Mario de’ Medici9  | Mario de’ Medici9  |  |  | Conte di Averardo de’ Medici10    | Conte di Averardo de’ Medici10    | Conte di Averardo de’ Medici10    | Conte di Averardo de’ Medici10    | Conte di Averardo de’ Medici10    | Conte di Averardo de’ Medici10    |  |  |  |  |  |  |  |  |  |  |  |  |  |  |  |  |  |  |  |  |  |  |  |  |  |  |  |  |  |  |  |  |  |  |  |  |  |  |  |  |  |  |
| Salvestro di Alamanno de’ Medici (1331–1388)7 | Salvestro di Alamanno de’ Medici (1331–1388)7 | Salvestro di Alamanno de’ Medici (1331–1388)7 | Salvestro di Alamanno de’ Medici (1331–1388)7 | Salvestro di Alamanno de’ Medici (1331–1388)7 | Salvestro di Alamanno de’ Medici (1331–1388)7 |                        |                        | Andrea di Alamanno de’ Medici | Andrea di Alamanno de’ Medici | Andrea di Alamanno de’ Medici | Andrea di Alamanno de’ Medici | Andrea di Alamanno de’ Medici | Andrea di Alamanno de’ Medici |                    |                    | Bartolommeo di Alamanno       | Bartolommeo di Alamanno       | Bartolommeo di Alamanno       | Bartolommeo di Alamanno       | Bartolommeo di Alamanno              | Bartolommeo di Alamanno              |                                      |                                      | Vieri de’ Medici († 1395)8                  | Vieri de’ Medici († 1395)8           | Vieri de’ Medici († 1395)8 | Vieri de’ Medici († 1395)8 | Vieri de’ Medici († 1395)8 | Vieri de’ Medici († 1395)8 |                       |                       | Giovanni de’ Medici                                                    | Giovanni de’ Medici                                                    | Giovanni de’ Medici                                                    | Giovanni de’ Medici                                                    | Giovanni de’ Medici                                                    | Giovanni de’ Medici                                                    |  |  | Mario de’ Medici9  | Mario de’ Medici9  | Mario de’ Medici9  | Mario de’ Medici9  | Mario de’ Medici9  | Mario de’ Medici9  |  |  | Conte di Averardo de’ Medici10    | Conte di Averardo de’ Medici10    | Conte di Averardo de’ Medici10    | Conte di Averardo de’ Medici10    | Conte di Averardo de’ Medici10    | Conte di Averardo de’ Medici10    |  |  |  |  |  |  |  |  |  |  |  |  |  |  |  |  |  |  |  |  |  |  |  |  |  |  |  |  |  |  |  |  |  |  |  |  |  |  |  |  |  |  |
|                                               |                                               |                                               |                                               |                                               |                                               |                        |                        |                               |                               |                               |                               |                               |                               |                    |                    |                               |                               |                               |                               |                                      |                                      |                                      |                                      |                                             |                                      |                            |                            |                            |                            |                       |                       |                                                                        |                                                                        |                                                                        |                                                                        |                                                                        |                                                                        |  |  |                    |                    |                    |                    |                    |                    |  |  | Giovanni di Conte de’ Medici11    |                                   |                                   |                                   |                                   |                                   |  |  |  |  |  |  |  |  |  |  |  |  |  |  |  |  |  |  |  |  |  |  |  |  |  |  |  |  |  |  |  |  |  |  |  |  |  |  |  |  |  |  |
|                                               |                                               |                                               |                                               |                                               |                                               |                        |                        |                               |                               |                               |                               |                               |                               |                    |                    |                               |                               |                               |                               |                                      |                                      |                                      |                                      |                                             |                                      |                            |                            |                            |                            |                       |                       |                                                                        |                                                                        |                                                                        |                                                                        |                                                                        |                                                                        |  |  |                    |                    |                    |                    |                    |                    |  |  |                                   |                                   |                                   |                                   |                                   |                                   |  |  |  |  |  |  |  |  |  |  |  |  |  |  |  |  |  |  |  |  |  |  |  |  |  |  |  |  |  |  |  |  |  |  |  |  |  |  |  |  |  |  |
|                                               |                                               |                                               |                                               |                                               |                                               |                        |                        |                               |                               |                               |                               |                               |                               |                    |                    |                               |                               |                               |                               |                                      |                                      |                                      |                                      |                                             |                                      |                            |                            |                            |                            |                       |                       |                                                                        |                                                                        |                                                                        |                                                                        |                                                                        |                                                                        |  |  |                    |                    |                    |                    |                    |                    |  |  | Filigno de’ Medici                |                                   |                                   |                                   |                                   |                                   |  |  |  |  |  |  |  |  |  |  |  |  |  |  |  |  |  |  |  |  |  |  |  |  |  |  |  |  |  |  |  |  |  |  |  |  |  |  |  |  |  |  |

1 1201 Mitglied im Stadtrat von Florenz
2 1314 Ritterschlag für Verdienste um die Republik Florenz
3 ab 1340 öffentliches Amt in Florenz
4 1309 Prior, 1299 und 1314 Gonfaloniere von Florenz, ⚭ Mandina Argucci, gilt als Begründer des Vermögens der Medici
5 ⚭ Gemma de’ Bardi, 1291 und um 1300 Prior, 1296 und noch einmal später Gonfaloniere von Florenz
6 ⚭ Contessina Adimari, 1343 einer von sieben Popolani der neuen Regierung nach Walter VI. von Brienne
7 ab 1360 im Amt, 1370 und 1377/78 Gonfaloniere von Florenz, verwickelt in den Ciompi-Aufstand, 1382 Verbannung
8 Ritterschlag nach Ciompi-Aufstand
9 ⚭ 1) ? Bardi, ⚭ 2) ? Strozzi
10 1318 und 1324 Prior von Florenz
11 Condottiere, 1349 Gonfaloniere von Florenz

### Die Stadtherren von Florenz
|                                   |                                   |                                   |                                   |                                           |                                           |                                           |                                           |                                           |                                           |                                           |                                           |                                           |                                           |                                   |                                   |                                    |                                    |                                    |                                    |                                    |                                    |                      |                      |                                         |                                         |                                         |                                         |                                              |                                              |                                              |                                              | Salvestro di Averardo de’ Medici1            |                                              |                                            |                                            |                                            |                                            |                                     |                                     |                                                    |                                                    |                                                    |                                                    |                                                    |                                                    |                                           |                                           |                                                         |                                                         |                                                         |                                                         |                                                         |                                                         |  |  |  |  |  |  |  |  |  |  |  |  |  |  |  |  |  |  |  |  |  |  |  |  |  |  |  |  |  |  |  |  |  |  |  |  |  |  |  |  |  |  |
|                                   |                                   |                                   |                                   |                                           |                                           |                                           |                                           |                                           |                                           |                                           |                                           |                                           |                                           |                                   |                                   |                                    |                                    |                                    |                                    |                                    |                                    |                      |                      |                                         |                                         |                                         |                                         |                                              |                                              |                                              |                                              |                                              |                                              |                                            |                                            |                                            |                                            |                                     |                                     |                                                    |                                                    |                                                    |                                                    |                                                    |                                                    |                                           |                                           |                                                         |                                                         |                                                         |                                                         |                                                         |                                                         |  |  |  |  |  |  |  |  |  |  |  |  |  |  |  |  |  |  |  |  |  |  |  |  |  |  |  |  |  |  |  |  |  |  |  |  |  |  |  |  |  |  |
|                                   |                                   |                                   |                                   |                                           |                                           |                                           |                                           |                                           |                                           |                                           |                                           |                                           |                                           |                                   |                                   |                                    |                                    |                                    |                                    |                                    |                                    |                      |                      |                                         |                                         |                                         |                                         |                                              |                                              |                                              |                                              |                                              |                                              |                                            |                                            |                                            |                                            |                                     |                                     |                                                    |                                                    |                                                    |                                                    |                                                    |                                                    |                                           |                                           |                                                         |                                                         |                                                         |                                                         |                                                         |                                                         |  |  |  |  |  |  |  |  |  |  |  |  |  |  |  |  |  |  |  |  |  |  |  |  |  |  |  |  |  |  |  |  |  |  |  |  |  |  |  |  |  |  |
|                                   |                                   |                                   |                                   |                                           |                                           |                                           |                                           |                                           |                                           |                                           |                                           |                                           |                                           |                                   |                                   |                                    |                                    |                                    |                                    | Talento de’ Medici                 | Talento de’ Medici                 | Talento de’ Medici   | Talento de’ Medici   | Talento de’ Medici                      | Talento de’ Medici                      |                                         |                                         |                                              |                                              |                                              |                                              | Averardo de’ Medici2                         | Averardo de’ Medici2                         | Averardo de’ Medici2                       | Averardo de’ Medici2                       | Averardo de’ Medici2                       | Averardo de’ Medici2                       |                                     |                                     |                                                    |                                                    |                                                    |                                                    |                                                    |                                                    |                                           |                                           |                                                         |                                                         |                                                         |                                                         |                                                         |                                                         |  |  |  |  |  |  |  |  |  |  |  |  |  |  |  |  |  |  |  |  |  |  |  |  |  |  |  |  |  |  |  |  |  |  |  |  |  |  |  |  |  |  |
|                                   |                                   |                                   |                                   |                                           |                                           |                                           |                                           |                                           |                                           |                                           |                                           |                                           |                                           |                                   |                                   |                                    |                                    |                                    |                                    | Talento de’ Medici                 | Talento de’ Medici                 | Talento de’ Medici   | Talento de’ Medici   | Talento de’ Medici                      | Talento de’ Medici                      |                                         |                                         |                                              |                                              |                                              |                                              | Averardo de’ Medici2                         | Averardo de’ Medici2                         | Averardo de’ Medici2                       | Averardo de’ Medici2                       | Averardo de’ Medici2                       | Averardo de’ Medici2                       |                                     |                                     |                                                    |                                                    |                                                    |                                                    |                                                    |                                                    |                                           |                                           |                                                         |                                                         |                                                         |                                                         |                                                         |                                                         |  |  |  |  |  |  |  |  |  |  |  |  |  |  |  |  |  |  |  |  |  |  |  |  |  |  |  |  |  |  |  |  |  |  |  |  |  |  |  |  |  |  |
|                                   |                                   |                                   |                                   |                                           |                                           |                                           |                                           |                                           |                                           |                                           |                                           |                                           |                                           |                                   |                                   |                                    |                                    |                                    |                                    |                                    |                                    |                      |                      |                                         |                                         |                                         |                                         |                                              |                                              |                                              |                                              |                                              |                                              |                                            |                                            |                                            |                                            |                                     |                                     |                                                    |                                                    |                                                    |                                                    |                                                    |                                                    |                                           |                                           |                                                         |                                                         |                                                         |                                                         |                                                         |                                                         |  |  |  |  |  |  |  |  |  |  |  |  |  |  |  |  |  |  |  |  |  |  |  |  |  |  |  |  |  |  |  |  |  |  |  |  |  |  |  |  |  |  |
|                                   |                                   |                                   |                                   |                                           |                                           |                                           |                                           |                                           |                                           |                                           |                                           |                                           |                                           |                                   |                                   |                                    |                                    |                                    |                                    | Francesco de’ Medici               | Francesco de’ Medici               | Francesco de’ Medici | Francesco de’ Medici | Francesco de’ Medici                    | Francesco de’ Medici                    |                                         |                                         |                                              |                                              |                                              |                                              | Antonia de’ Medici3                          | Antonia de’ Medici3                          | Antonia de’ Medici3                        | Antonia de’ Medici3                        | Antonia de’ Medici3                        | Antonia de’ Medici3                        |                                     |                                     |                                                    |                                                    |                                                    |                                                    | Giovanni di Bicci de’ Medici (1360–1429)4          | Giovanni di Bicci de’ Medici (1360–1429)4          | Giovanni di Bicci de’ Medici (1360–1429)4 | Giovanni di Bicci de’ Medici (1360–1429)4 | Giovanni di Bicci de’ Medici (1360–1429)4               | Giovanni di Bicci de’ Medici (1360–1429)4               |                                                         |                                                         |                                                         |                                                         |  |  |  |  |  |  |  |  |  |  |  |  |  |  |  |  |  |  |  |  |  |  |  |  |  |  |  |  |  |  |  |  |  |  |  |  |  |  |  |  |  |  |
|                                   |                                   |                                   |                                   |                                           |                                           |                                           |                                           |                                           |                                           |                                           |                                           |                                           |                                           |                                   |                                   |                                    |                                    |                                    |                                    | Francesco de’ Medici               | Francesco de’ Medici               | Francesco de’ Medici | Francesco de’ Medici | Francesco de’ Medici                    | Francesco de’ Medici                    |                                         |                                         |                                              |                                              |                                              |                                              | Antonia de’ Medici3                          | Antonia de’ Medici3                          | Antonia de’ Medici3                        | Antonia de’ Medici3                        | Antonia de’ Medici3                        | Antonia de’ Medici3                        |                                     |                                     |                                                    |                                                    |                                                    |                                                    | Giovanni di Bicci de’ Medici (1360–1429)4          | Giovanni di Bicci de’ Medici (1360–1429)4          | Giovanni di Bicci de’ Medici (1360–1429)4 | Giovanni di Bicci de’ Medici (1360–1429)4 | Giovanni di Bicci de’ Medici (1360–1429)4               | Giovanni di Bicci de’ Medici (1360–1429)4               |                                                         |                                                         |                                                         |                                                         |  |  |  |  |  |  |  |  |  |  |  |  |  |  |  |  |  |  |  |  |  |  |  |  |  |  |  |  |  |  |  |  |  |  |  |  |  |  |  |  |  |  |
|                                   |                                   |                                   |                                   |                                           |                                           |                                           |                                           |                                           |                                           |                                           |                                           |                                           |                                           |                                   |                                   |                                    |                                    |                                    |                                    |                                    |                                    |                      |                      |                                         |                                         |                                         |                                         |                                              |                                              |                                              |                                              |                                              |                                              |                                            |                                            |                                            |                                            |                                     |                                     |                                                    |                                                    |                                                    |                                                    |                                                    |                                                    |                                           |                                           |                                                         |                                                         |                                                         |                                                         |                                                         |                                                         |  |  |  |  |  |  |  |  |  |  |  |  |  |  |  |  |  |  |  |  |  |  |  |  |  |  |  |  |  |  |  |  |  |  |  |  |  |  |  |  |  |  |
| Malatesta de’ Medici              | Malatesta de’ Medici              | Malatesta de’ Medici              | Malatesta de’ Medici              | Malatesta de’ Medici                      | Malatesta de’ Medici                      |                                           |                                           | Diamante de’ Medici                       | Diamante de’ Medici                       | Diamante de’ Medici                       | Diamante de’ Medici                       | Diamante de’ Medici                       | Diamante de’ Medici                       |                                   |                                   | Dianora de’ Medici                 | Dianora de’ Medici                 | Dianora de’ Medici                 | Dianora de’ Medici                 | Dianora de’ Medici                 | Dianora de’ Medici                 |                      |                      | Averardo de’ Medici († 1434)            | Averardo de’ Medici († 1434)            | Averardo de’ Medici († 1434)            | Averardo de’ Medici († 1434)            | Averardo de’ Medici († 1434)                 | Averardo de’ Medici († 1434)                 |                                              |                                              | Caterina de’ Medici                          | Caterina de’ Medici                          | Caterina de’ Medici                        | Caterina de’ Medici                        | Caterina de’ Medici                        | Caterina de’ Medici                        |                                     |                                     | Cosimo de’ Medici (1389–1464)5                     | Cosimo de’ Medici (1389–1464)5                     | Cosimo de’ Medici (1389–1464)5                     | Cosimo de’ Medici (1389–1464)5                     | Cosimo de’ Medici (1389–1464)5                     | Cosimo de’ Medici (1389–1464)5                     |                                           |                                           | Lorenzo de’ Medici (1395–1440)6                         | Lorenzo de’ Medici (1395–1440)6                         | Lorenzo de’ Medici (1395–1440)6                         | Lorenzo de’ Medici (1395–1440)6                         | Lorenzo de’ Medici (1395–1440)6                         | Lorenzo de’ Medici (1395–1440)6                         |  |  |  |  |  |  |  |  |  |  |  |  |  |  |  |  |  |  |  |  |  |  |  |  |  |  |  |  |  |  |  |  |  |  |  |  |  |  |  |  |  |  |
| Malatesta de’ Medici              | Malatesta de’ Medici              | Malatesta de’ Medici              | Malatesta de’ Medici              | Malatesta de’ Medici                      | Malatesta de’ Medici                      |                                           |                                           | Diamante de’ Medici                       | Diamante de’ Medici                       | Diamante de’ Medici                       | Diamante de’ Medici                       | Diamante de’ Medici                       | Diamante de’ Medici                       |                                   |                                   | Dianora de’ Medici                 | Dianora de’ Medici                 | Dianora de’ Medici                 | Dianora de’ Medici                 | Dianora de’ Medici                 | Dianora de’ Medici                 |                      |                      | Averardo de’ Medici († 1434)            | Averardo de’ Medici († 1434)            | Averardo de’ Medici († 1434)            | Averardo de’ Medici († 1434)            | Averardo de’ Medici († 1434)                 | Averardo de’ Medici († 1434)                 |                                              |                                              | Caterina de’ Medici                          | Caterina de’ Medici                          | Caterina de’ Medici                        | Caterina de’ Medici                        | Caterina de’ Medici                        | Caterina de’ Medici                        |                                     |                                     | Cosimo de’ Medici (1389–1464)5                     | Cosimo de’ Medici (1389–1464)5                     | Cosimo de’ Medici (1389–1464)5                     | Cosimo de’ Medici (1389–1464)5                     | Cosimo de’ Medici (1389–1464)5                     | Cosimo de’ Medici (1389–1464)5                     |                                           |                                           | Lorenzo de’ Medici (1395–1440)6                         | Lorenzo de’ Medici (1395–1440)6                         | Lorenzo de’ Medici (1395–1440)6                         | Lorenzo de’ Medici (1395–1440)6                         | Lorenzo de’ Medici (1395–1440)6                         | Lorenzo de’ Medici (1395–1440)6                         |  |  |  |  |  |  |  |  |  |  |  |  |  |  |  |  |  |  |  |  |  |  |  |  |  |  |  |  |  |  |  |  |  |  |  |  |  |  |  |  |  |  |
|                                   |                                   |                                   |                                   |                                           |                                           |                                           |                                           |                                           |                                           |                                           |                                           |                                           |                                           |                                   |                                   |                                    |                                    |                                    |                                    |                                    |                                    |                      |                      |                                         |                                         |                                         |                                         |                                              |                                              |                                              |                                              |                                              |                                              |                                            |                                            |                                            |                                            |                                     |                                     |                                                    |                                                    |                                                    |                                                    |                                                    |                                                    |                                           |                                           |                                                         |                                                         |                                                         |                                                         |                                                         |                                                         |  |  |  |  |  |  |  |  |  |  |  |  |  |  |  |  |  |  |  |  |  |  |  |  |  |  |  |  |  |  |  |  |  |  |  |  |  |  |  |  |  |  |
| Giuliano de’ Medici               | Giuliano de’ Medici               | Giuliano de’ Medici               | Giuliano de’ Medici               | Giuliano de’ Medici                       | Giuliano de’ Medici                       |                                           |                                           | Selvaggia de’ Medici                      | Selvaggia de’ Medici                      | Selvaggia de’ Medici                      | Selvaggia de’ Medici                      | Selvaggia de’ Medici                      | Selvaggia de’ Medici                      |                                   |                                   | Matteo de’ Medici                  | Matteo de’ Medici                  | Matteo de’ Medici                  | Matteo de’ Medici                  | Matteo de’ Medici                  | Matteo de’ Medici                  |                      |                      | Caterina de’ Medici7                    | Caterina de’ Medici7                    | Caterina de’ Medici7                    | Caterina de’ Medici7                    | Caterina de’ Medici7                         | Caterina de’ Medici7                         |                                              |                                              | Mariotto de’ Medici                          | Mariotto de’ Medici                          | Mariotto de’ Medici                        | Mariotto de’ Medici                        | Mariotto de’ Medici                        | Mariotto de’ Medici                        |                                     |                                     |                                                    |                                                    |                                                    |                                                    |                                                    |                                                    |                                           |                                           |                                                         |                                                         |                                                         |                                                         |                                                         |                                                         |  |  |  |  |  |  |  |  |  |  |  |  |  |  |  |  |  |  |  |  |  |  |  |  |  |  |  |  |  |  |  |  |  |  |  |  |  |  |  |  |  |  |
| Giuliano de’ Medici               | Giuliano de’ Medici               | Giuliano de’ Medici               | Giuliano de’ Medici               | Giuliano de’ Medici                       | Giuliano de’ Medici                       |                                           |                                           | Selvaggia de’ Medici                      | Selvaggia de’ Medici                      | Selvaggia de’ Medici                      | Selvaggia de’ Medici                      | Selvaggia de’ Medici                      | Selvaggia de’ Medici                      |                                   |                                   | Matteo de’ Medici                  | Matteo de’ Medici                  | Matteo de’ Medici                  | Matteo de’ Medici                  | Matteo de’ Medici                  | Matteo de’ Medici                  |                      |                      | Caterina de’ Medici7                    | Caterina de’ Medici7                    | Caterina de’ Medici7                    | Caterina de’ Medici7                    | Caterina de’ Medici7                         | Caterina de’ Medici7                         |                                              |                                              | Mariotto de’ Medici                          | Mariotto de’ Medici                          | Mariotto de’ Medici                        | Mariotto de’ Medici                        | Mariotto de’ Medici                        | Mariotto de’ Medici                        |                                     |                                     |                                                    |                                                    |                                                    |                                                    |                                                    |                                                    |                                           |                                           |                                                         |                                                         |                                                         |                                                         |                                                         |                                                         |  |  |  |  |  |  |  |  |  |  |  |  |  |  |  |  |  |  |  |  |  |  |  |  |  |  |  |  |  |  |  |  |  |  |  |  |  |  |  |  |  |  |
|                                   |                                   |                                   |                                   |                                           |                                           |                                           |                                           |                                           |                                           |                                           |                                           |                                           |                                           |                                   |                                   |                                    |                                    |                                    |                                    |                                    |                                    |                      |                      |                                         |                                         |                                         |                                         |                                              |                                              |                                              |                                              |                                              |                                              |                                            |                                            |                                            |                                            |                                     |                                     |                                                    |                                                    |                                                    |                                                    |                                                    |                                                    |                                           |                                           |                                                         |                                                         |                                                         |                                                         |                                                         |                                                         |  |  |  |  |  |  |  |  |  |  |  |  |  |  |  |  |  |  |  |  |  |  |  |  |  |  |  |  |  |  |  |  |  |  |  |  |  |  |  |  |  |  |
|                                   |                                   |                                   |                                   |                                           |                                           |                                           |                                           |                                           |                                           |                                           |                                           |                                           |                                           |                                   |                                   |                                    |                                    |                                    |                                    |                                    |                                    |                      |                      | Piero di Cosimo de’ Medici (1416–1469)8 | Piero di Cosimo de’ Medici (1416–1469)8 | Piero di Cosimo de’ Medici (1416–1469)8 | Piero di Cosimo de’ Medici (1416–1469)8 | Piero di Cosimo de’ Medici (1416–1469)8      | Piero di Cosimo de’ Medici (1416–1469)8      |                                              |                                              | Giovanni de’ Medici (1421–1463)9             | Giovanni de’ Medici (1421–1463)9             | Giovanni de’ Medici (1421–1463)9           | Giovanni de’ Medici (1421–1463)9           | Giovanni de’ Medici (1421–1463)9           | Giovanni de’ Medici (1421–1463)9           |                                     |                                     | Carlo de’ Medici (* 1430)10                        | Carlo de’ Medici (* 1430)10                        | Carlo de’ Medici (* 1430)10                        | Carlo de’ Medici (* 1430)10                        | Carlo de’ Medici (* 1430)10                        | Carlo de’ Medici (* 1430)10                        |                                           |                                           | Pierfrancesco de’ Medici der Ältere (1430–1476)11       | Pierfrancesco de’ Medici der Ältere (1430–1476)11       | Pierfrancesco de’ Medici der Ältere (1430–1476)11       | Pierfrancesco de’ Medici der Ältere (1430–1476)11       | Pierfrancesco de’ Medici der Ältere (1430–1476)11       | Pierfrancesco de’ Medici der Ältere (1430–1476)11       |  |  |  |  |  |  |  |  |  |  |  |  |  |  |  |  |  |  |  |  |  |  |  |  |  |  |  |  |  |  |  |  |  |  |  |  |  |  |  |  |  |  |
|                                   |                                   |                                   |                                   |                                           |                                           |                                           |                                           |                                           |                                           |                                           |                                           |                                           |                                           |                                   |                                   |                                    |                                    |                                    |                                    |                                    |                                    |                      |                      | Piero di Cosimo de’ Medici (1416–1469)8 | Piero di Cosimo de’ Medici (1416–1469)8 | Piero di Cosimo de’ Medici (1416–1469)8 | Piero di Cosimo de’ Medici (1416–1469)8 | Piero di Cosimo de’ Medici (1416–1469)8      | Piero di Cosimo de’ Medici (1416–1469)8      |                                              |                                              | Giovanni de’ Medici (1421–1463)9             | Giovanni de’ Medici (1421–1463)9             | Giovanni de’ Medici (1421–1463)9           | Giovanni de’ Medici (1421–1463)9           | Giovanni de’ Medici (1421–1463)9           | Giovanni de’ Medici (1421–1463)9           |                                     |                                     | Carlo de’ Medici (* 1430)10                        | Carlo de’ Medici (* 1430)10                        | Carlo de’ Medici (* 1430)10                        | Carlo de’ Medici (* 1430)10                        | Carlo de’ Medici (* 1430)10                        | Carlo de’ Medici (* 1430)10                        |                                           |                                           | Pierfrancesco de’ Medici der Ältere (1430–1476)11       | Pierfrancesco de’ Medici der Ältere (1430–1476)11       | Pierfrancesco de’ Medici der Ältere (1430–1476)11       | Pierfrancesco de’ Medici der Ältere (1430–1476)11       | Pierfrancesco de’ Medici der Ältere (1430–1476)11       | Pierfrancesco de’ Medici der Ältere (1430–1476)11       |  |  |  |  |  |  |  |  |  |  |  |  |  |  |  |  |  |  |  |  |  |  |  |  |  |  |  |  |  |  |  |  |  |  |  |  |  |  |  |  |  |  |
| Francesco de’ Medici              | Francesco de’ Medici              | Francesco de’ Medici              | Francesco de’ Medici              | Francesco de’ Medici                      | Francesco de’ Medici                      |                                           |                                           |                                           |                                           |                                           |                                           |                                           |                                           |                                   |                                   |                                    |                                    |                                    |                                    |                                    |                                    |                      |                      |                                         |                                         |                                         |                                         |                                              |                                              |                                              |                                              | Cosimo de’ Medici (1452–1461)                | Cosimo de’ Medici (1452–1461)                | Cosimo de’ Medici (1452–1461)              | Cosimo de’ Medici (1452–1461)              | Cosimo de’ Medici (1452–1461)              | Cosimo de’ Medici (1452–1461)              |                                     |                                     |                                                    |                                                    |                                                    |                                                    |                                                    |                                                    |                                           |                                           |                                                         |                                                         |                                                         |                                                         |                                                         |                                                         |  |  |  |  |  |  |  |  |  |  |  |  |  |  |  |  |  |  |  |  |  |  |  |  |  |  |  |  |  |  |  |  |  |  |  |  |  |  |  |  |  |  |
| Francesco de’ Medici              | Francesco de’ Medici              | Francesco de’ Medici              | Francesco de’ Medici              | Francesco de’ Medici                      | Francesco de’ Medici                      |                                           |                                           |                                           |                                           |                                           |                                           |                                           |                                           |                                   |                                   |                                    |                                    |                                    |                                    |                                    |                                    |                      |                      |                                         |                                         |                                         |                                         |                                              |                                              |                                              |                                              | Cosimo de’ Medici (1452–1461)                | Cosimo de’ Medici (1452–1461)                | Cosimo de’ Medici (1452–1461)              | Cosimo de’ Medici (1452–1461)              | Cosimo de’ Medici (1452–1461)              | Cosimo de’ Medici (1452–1461)              |                                     |                                     |                                                    |                                                    |                                                    |                                                    |                                                    |                                                    |                                           |                                           |                                                         |                                                         |                                                         |                                                         |                                                         |                                                         |  |  |  |  |  |  |  |  |  |  |  |  |  |  |  |  |  |  |  |  |  |  |  |  |  |  |  |  |  |  |  |  |  |  |  |  |  |  |  |  |  |  |
|                                   |                                   |                                   |                                   |                                           |                                           |                                           |                                           |                                           |                                           |                                           |                                           |                                           |                                           |                                   |                                   |                                    |                                    |                                    |                                    |                                    |                                    |                      |                      |                                         |                                         |                                         |                                         |                                              |                                              |                                              |                                              |                                              |                                              |                                            |                                            |                                            |                                            |                                     |                                     |                                                    |                                                    |                                                    |                                                    |                                                    |                                                    |                                           |                                           |                                                         |                                                         |                                                         |                                                         |                                                         |                                                         |  |  |  |  |  |  |  |  |  |  |  |  |  |  |  |  |  |  |  |  |  |  |  |  |  |  |  |  |  |  |  |  |  |  |  |  |  |  |  |  |  |  |
| Lorenzo il Magnifico12(1449–1492) | Lorenzo il Magnifico12(1449–1492) | Lorenzo il Magnifico12(1449–1492) | Lorenzo il Magnifico12(1449–1492) | Lorenzo il Magnifico12(1449–1492)         | Lorenzo il Magnifico12(1449–1492)         |                                           |                                           | Bianca de’ Medici (1445–1488)13           | Bianca de’ Medici (1445–1488)13           | Bianca de’ Medici (1445–1488)13           | Bianca de’ Medici (1445–1488)13           | Bianca de’ Medici (1445–1488)13           | Bianca de’ Medici (1445–1488)13           |                                   |                                   | Lucrezia de’ Medici (1447–1482)14  | Lucrezia de’ Medici (1447–1482)14  | Lucrezia de’ Medici (1447–1482)14  | Lucrezia de’ Medici (1447–1482)14  | Lucrezia de’ Medici (1447–1482)14  | Lucrezia de’ Medici (1447–1482)14  |                      |                      | Maria de’ Medici15                      | Maria de’ Medici15                      | Maria de’ Medici15                      | Maria de’ Medici15                      | Maria de’ Medici15                           | Maria de’ Medici15                           |                                              |                                              | Giuliano di Piero de’ Medici (1453–1478)16   | Giuliano di Piero de’ Medici (1453–1478)16   | Giuliano di Piero de’ Medici (1453–1478)16 | Giuliano di Piero de’ Medici (1453–1478)16 | Giuliano di Piero de’ Medici (1453–1478)16 | Giuliano di Piero de’ Medici (1453–1478)16 |                                     |                                     | Lorenzo de’ Medici (1463–1503)17                   | Lorenzo de’ Medici (1463–1503)17                   | Lorenzo de’ Medici (1463–1503)17                   | Lorenzo de’ Medici (1463–1503)17                   | Lorenzo de’ Medici (1463–1503)17                   | Lorenzo de’ Medici (1463–1503)17                   |                                           |                                           | Giovanni di Pierfrancesco de’ Medici (1467–1498)18      | Giovanni di Pierfrancesco de’ Medici (1467–1498)18      | Giovanni di Pierfrancesco de’ Medici (1467–1498)18      | Giovanni di Pierfrancesco de’ Medici (1467–1498)18      | Giovanni di Pierfrancesco de’ Medici (1467–1498)18      | Giovanni di Pierfrancesco de’ Medici (1467–1498)18      |  |  |  |  |  |  |  |  |  |  |  |  |  |  |  |  |  |  |  |  |  |  |  |  |  |  |  |  |  |  |  |  |  |  |  |  |  |  |  |  |  |  |
| Lorenzo il Magnifico12(1449–1492) | Lorenzo il Magnifico12(1449–1492) | Lorenzo il Magnifico12(1449–1492) | Lorenzo il Magnifico12(1449–1492) | Lorenzo il Magnifico12(1449–1492)         | Lorenzo il Magnifico12(1449–1492)         |                                           |                                           | Bianca de’ Medici (1445–1488)13           | Bianca de’ Medici (1445–1488)13           | Bianca de’ Medici (1445–1488)13           | Bianca de’ Medici (1445–1488)13           | Bianca de’ Medici (1445–1488)13           | Bianca de’ Medici (1445–1488)13           |                                   |                                   | Lucrezia de’ Medici (1447–1482)14  | Lucrezia de’ Medici (1447–1482)14  | Lucrezia de’ Medici (1447–1482)14  | Lucrezia de’ Medici (1447–1482)14  | Lucrezia de’ Medici (1447–1482)14  | Lucrezia de’ Medici (1447–1482)14  |                      |                      | Maria de’ Medici15                      | Maria de’ Medici15                      | Maria de’ Medici15                      | Maria de’ Medici15                      | Maria de’ Medici15                           | Maria de’ Medici15                           |                                              |                                              | Giuliano di Piero de’ Medici (1453–1478)16   | Giuliano di Piero de’ Medici (1453–1478)16   | Giuliano di Piero de’ Medici (1453–1478)16 | Giuliano di Piero de’ Medici (1453–1478)16 | Giuliano di Piero de’ Medici (1453–1478)16 | Giuliano di Piero de’ Medici (1453–1478)16 |                                     |                                     | Lorenzo de’ Medici (1463–1503)17                   | Lorenzo de’ Medici (1463–1503)17                   | Lorenzo de’ Medici (1463–1503)17                   | Lorenzo de’ Medici (1463–1503)17                   | Lorenzo de’ Medici (1463–1503)17                   | Lorenzo de’ Medici (1463–1503)17                   |                                           |                                           | Giovanni di Pierfrancesco de’ Medici (1467–1498)18      | Giovanni di Pierfrancesco de’ Medici (1467–1498)18      | Giovanni di Pierfrancesco de’ Medici (1467–1498)18      | Giovanni di Pierfrancesco de’ Medici (1467–1498)18      | Giovanni di Pierfrancesco de’ Medici (1467–1498)18      | Giovanni di Pierfrancesco de’ Medici (1467–1498)18      |  |  |  |  |  |  |  |  |  |  |  |  |  |  |  |  |  |  |  |  |  |  |  |  |  |  |  |  |  |  |  |  |  |  |  |  |  |  |  |  |  |  |
|                                   |                                   |                                   |                                   |                                           |                                           |                                           |                                           |                                           |                                           |                                           |                                           |                                           |                                           |                                   |                                   |                                    |                                    |                                    |                                    |                                    |                                    |                      |                      |                                         |                                         |                                         |                                         |                                              |                                              |                                              |                                              |                                              |                                              |                                            |                                            |                                            |                                            |                                     |                                     |                                                    |                                                    |                                                    |                                                    |                                                    |                                                    |                                           |                                           |                                                         |                                                         |                                                         |                                                         |                                                         |                                                         |  |  |  |  |  |  |  |  |  |  |  |  |  |  |  |  |  |  |  |  |  |  |  |  |  |  |  |  |  |  |  |  |  |  |  |  |  |  |  |  |  |  |
|                                   |                                   |                                   |                                   |                                           |                                           |                                           |                                           |                                           |                                           |                                           |                                           |                                           |                                           |                                   |                                   |                                    |                                    |                                    |                                    |                                    |                                    |                      |                      |                                         |                                         |                                         |                                         |                                              |                                              |                                              |                                              |                                              |                                              |                                            |                                            |                                            |                                            |                                     |                                     |                                                    |                                                    |                                                    |                                                    |                                                    |                                                    |                                           |                                           |                                                         |                                                         |                                                         |                                                         |                                                         |                                                         |  |  |  |  |  |  |  |  |  |  |  |  |  |  |  |  |  |  |  |  |  |  |  |  |  |  |  |  |  |  |  |  |  |  |  |  |  |  |  |  |  |  |
|                                   |                                   |                                   |                                   |                                           |                                           |                                           |                                           |                                           |                                           |                                           |                                           |                                           |                                           |                                   |                                   |                                    |                                    |                                    |                                    |                                    |                                    |                      |                      |                                         |                                         |                                         |                                         |                                              |                                              |                                              |                                              |                                              |                                              |                                            |                                            |                                            |                                            |                                     |                                     |                                                    |                                                    |                                                    |                                                    |                                                    |                                                    |                                           |                                           |                                                         |                                                         |                                                         |                                                         |                                                         |                                                         |  |  |  |  |  |  |  |  |  |  |  |  |  |  |  |  |  |  |  |  |  |  |  |  |  |  |  |  |  |  |  |  |  |  |  |  |  |  |  |  |  |  |
|                                   |                                   |                                   |                                   |                                           |                                           |                                           |                                           | Vincenzo de’ Medici                       | Vincenzo de’ Medici                       | Vincenzo de’ Medici                       | Vincenzo de’ Medici                       | Vincenzo de’ Medici                       | Vincenzo de’ Medici                       |                                   |                                   | Laudomia de’ Medici19              | Laudomia de’ Medici19              | Laudomia de’ Medici19              | Laudomia de’ Medici19              | Laudomia de’ Medici19              | Laudomia de’ Medici19              |                      |                      | Averardo de’ Medici                     | Averardo de’ Medici                     | Averardo de’ Medici                     | Averardo de’ Medici                     | Averardo de’ Medici                          | Averardo de’ Medici                          |                                              |                                              | Ginevra de’ Medici20                         | Ginevra de’ Medici20                         | Ginevra de’ Medici20                       | Ginevra de’ Medici20                       | Ginevra de’ Medici20                       | Ginevra de’ Medici20                       |                                     |                                     | Pierfrancesco de’ Medici der Jüngere (1487–1525)21 | Pierfrancesco de’ Medici der Jüngere (1487–1525)21 | Pierfrancesco de’ Medici der Jüngere (1487–1525)21 | Pierfrancesco de’ Medici der Jüngere (1487–1525)21 | Pierfrancesco de’ Medici der Jüngere (1487–1525)21 | Pierfrancesco de’ Medici der Jüngere (1487–1525)21 |                                           |                                           | Giovanni de’ Medici22                                   | Giovanni de’ Medici22                                   | Giovanni de’ Medici22                                   | Giovanni de’ Medici22                                   | Giovanni de’ Medici22                                   | Giovanni de’ Medici22                                   |  |  |  |  |  |  |  |  |  |  |  |  |  |  |  |  |  |  |  |  |  |  |  |  |  |  |  |  |  |  |  |  |  |  |  |  |  |  |  |  |  |  |
|                                   |                                   |                                   |                                   |                                           |                                           |                                           |                                           | Vincenzo de’ Medici                       | Vincenzo de’ Medici                       | Vincenzo de’ Medici                       | Vincenzo de’ Medici                       | Vincenzo de’ Medici                       | Vincenzo de’ Medici                       |                                   |                                   | Laudomia de’ Medici19              | Laudomia de’ Medici19              | Laudomia de’ Medici19              | Laudomia de’ Medici19              | Laudomia de’ Medici19              | Laudomia de’ Medici19              |                      |                      | Averardo de’ Medici                     | Averardo de’ Medici                     | Averardo de’ Medici                     | Averardo de’ Medici                     | Averardo de’ Medici                          | Averardo de’ Medici                          |                                              |                                              | Ginevra de’ Medici20                         | Ginevra de’ Medici20                         | Ginevra de’ Medici20                       | Ginevra de’ Medici20                       | Ginevra de’ Medici20                       | Ginevra de’ Medici20                       |                                     |                                     | Pierfrancesco de’ Medici der Jüngere (1487–1525)21 | Pierfrancesco de’ Medici der Jüngere (1487–1525)21 | Pierfrancesco de’ Medici der Jüngere (1487–1525)21 | Pierfrancesco de’ Medici der Jüngere (1487–1525)21 | Pierfrancesco de’ Medici der Jüngere (1487–1525)21 | Pierfrancesco de’ Medici der Jüngere (1487–1525)21 |                                           |                                           | Giovanni de’ Medici22                                   | Giovanni de’ Medici22                                   | Giovanni de’ Medici22                                   | Giovanni de’ Medici22                                   | Giovanni de’ Medici22                                   | Giovanni de’ Medici22                                   |  |  |  |  |  |  |  |  |  |  |  |  |  |  |  |  |  |  |  |  |  |  |  |  |  |  |  |  |  |  |  |  |  |  |  |  |  |  |  |  |  |  |
|                                   |                                   |                                   |                                   |                                           |                                           |                                           |                                           |                                           |                                           |                                           |                                           |                                           |                                           |                                   |                                   |                                    |                                    |                                    |                                    |                                    |                                    |                      |                      |                                         |                                         |                                         |                                         |                                              |                                              |                                              |                                              |                                              |                                              |                                            |                                            |                                            |                                            |                                     |                                     |                                                    |                                                    |                                                    |                                                    |                                                    |                                                    |                                           |                                           |                                                         |                                                         |                                                         |                                                         |                                                         |                                                         |  |  |  |  |  |  |  |  |  |  |  |  |  |  |  |  |  |  |  |  |  |  |  |  |  |  |  |  |  |  |  |  |  |  |  |  |  |  |  |  |  |  |
|                                   |                                   |                                   |                                   |                                           |                                           |                                           |                                           |                                           |                                           |                                           |                                           |                                           |                                           |                                   |                                   |                                    |                                    |                                    |                                    |                                    |                                    |                      |                      |                                         |                                         |                                         |                                         |                                              |                                              |                                              |                                              | Giulio de’ Medici (1478–1534)23              |                                              |                                            |                                            |                                            |                                            |                                     |                                     |                                                    |                                                    |                                                    |                                                    |                                                    |                                                    |                                           |                                           |                                                         |                                                         |                                                         |                                                         |                                                         |                                                         |  |  |  |  |  |  |  |  |  |  |  |  |  |  |  |  |  |  |  |  |  |  |  |  |  |  |  |  |  |  |  |  |  |  |  |  |  |  |  |  |  |  |
|                                   |                                   |                                   |                                   |                                           |                                           |                                           |                                           |                                           |                                           |                                           |                                           |                                           |                                           |                                   |                                   |                                    |                                    |                                    |                                    |                                    |                                    |                      |                      |                                         |                                         |                                         |                                         |                                              |                                              |                                              |                                              |                                              |                                              |                                            |                                            |                                            |                                            |                                     |                                     |                                                    |                                                    |                                                    |                                                    |                                                    |                                                    |                                           |                                           |                                                         |                                                         |                                                         |                                                         |                                                         |                                                         |  |  |  |  |  |  |  |  |  |  |  |  |  |  |  |  |  |  |  |  |  |  |  |  |  |  |  |  |  |  |  |  |  |  |  |  |  |  |  |  |  |  |
|                                   |                                   |                                   |                                   |                                           |                                           |                                           |                                           |                                           |                                           |                                           |                                           |                                           |                                           |                                   |                                   |                                    |                                    |                                    |                                    |                                    |                                    |                      |                      |                                         |                                         |                                         |                                         |                                              |                                              |                                              |                                              |                                              |                                              |                                            |                                            |                                            |                                            |                                     |                                     |                                                    |                                                    |                                                    |                                                    |                                                    |                                                    |                                           |                                           |                                                         |                                                         |                                                         |                                                         |                                                         |                                                         |  |  |  |  |  |  |  |  |  |  |  |  |  |  |  |  |  |  |  |  |  |  |  |  |  |  |  |  |  |  |  |  |  |  |  |  |  |  |  |  |  |  |
|                                   |                                   |                                   |                                   |                                           |                                           |                                           |                                           |                                           |                                           |                                           |                                           |                                           |                                           |                                   |                                   |                                    |                                    |                                    |                                    |                                    |                                    |                      |                      |                                         |                                         |                                         |                                         |                                              |                                              |                                              |                                              |                                              |                                              |                                            |                                            |                                            |                                            |                                     |                                     |                                                    |                                                    |                                                    |                                                    |                                                    |                                                    |                                           |                                           |                                                         |                                                         |                                                         |                                                         |                                                         |                                                         |  |  |  |  |  |  |  |  |  |  |  |  |  |  |  |  |  |  |  |  |  |  |  |  |  |  |  |  |  |  |  |  |  |  |  |  |  |  |  |  |  |  |
|                                   |                                   |                                   |                                   |                                           |                                           |                                           |                                           |                                           |                                           |                                           |                                           |                                           |                                           |                                   |                                   |                                    |                                    |                                    |                                    |                                    |                                    |                      |                      |                                         |                                         |                                         |                                         |                                              |                                              |                                              |                                              |                                              |                                              |                                            |                                            |                                            |                                            |                                     |                                     |                                                    |                                                    |                                                    |                                                    |                                                    |                                                    |                                           |                                           |                                                         |                                                         |                                                         |                                                         |                                                         |                                                         |  |  |  |  |  |  |  |  |  |  |  |  |  |  |  |  |  |  |  |  |  |  |  |  |  |  |  |  |  |  |  |  |  |  |  |  |  |  |  |  |  |  |
| Lucrezia de’ Medici24             | Lucrezia de’ Medici24             | Lucrezia de’ Medici24             | Lucrezia de’ Medici24             | Lucrezia de’ Medici24                     | Lucrezia de’ Medici24                     |                                           |                                           | Piero di Lorenzo de’ Medici (1472–1503)25 | Piero di Lorenzo de’ Medici (1472–1503)25 | Piero di Lorenzo de’ Medici (1472–1503)25 | Piero di Lorenzo de’ Medici (1472–1503)25 | Piero di Lorenzo de’ Medici (1472–1503)25 | Piero di Lorenzo de’ Medici (1472–1503)25 |                                   |                                   | Maddalena de’ Medici (1473–1519)26 | Maddalena de’ Medici (1473–1519)26 | Maddalena de’ Medici (1473–1519)26 | Maddalena de’ Medici (1473–1519)26 | Maddalena de’ Medici (1473–1519)26 | Maddalena de’ Medici (1473–1519)26 |                      |                      | Giovanni de’ Medici (1475–1521)27       | Giovanni de’ Medici (1475–1521)27       | Giovanni de’ Medici (1475–1521)27       | Giovanni de’ Medici (1475–1521)27       | Giovanni de’ Medici (1475–1521)27            | Giovanni de’ Medici (1475–1521)27            |                                              |                                              | Luisa de’ Medici (1477–1488)                 | Luisa de’ Medici (1477–1488)                 | Luisa de’ Medici (1477–1488)               | Luisa de’ Medici (1477–1488)               | Luisa de’ Medici (1477–1488)               | Luisa de’ Medici (1477–1488)               |                                     |                                     |                                                    |                                                    |                                                    |                                                    |                                                    |                                                    |                                           |                                           |                                                         |                                                         |                                                         |                                                         |                                                         |                                                         |  |  |  |  |  |  |  |  |  |  |  |  |  |  |  |  |  |  |  |  |  |  |  |  |  |  |  |  |  |  |  |  |  |  |  |  |  |  |  |  |  |  |
| Lucrezia de’ Medici24             | Lucrezia de’ Medici24             | Lucrezia de’ Medici24             | Lucrezia de’ Medici24             | Lucrezia de’ Medici24                     | Lucrezia de’ Medici24                     |                                           |                                           | Piero di Lorenzo de’ Medici (1472–1503)25 | Piero di Lorenzo de’ Medici (1472–1503)25 | Piero di Lorenzo de’ Medici (1472–1503)25 | Piero di Lorenzo de’ Medici (1472–1503)25 | Piero di Lorenzo de’ Medici (1472–1503)25 | Piero di Lorenzo de’ Medici (1472–1503)25 |                                   |                                   | Maddalena de’ Medici (1473–1519)26 | Maddalena de’ Medici (1473–1519)26 | Maddalena de’ Medici (1473–1519)26 | Maddalena de’ Medici (1473–1519)26 | Maddalena de’ Medici (1473–1519)26 | Maddalena de’ Medici (1473–1519)26 |                      |                      | Giovanni de’ Medici (1475–1521)27       | Giovanni de’ Medici (1475–1521)27       | Giovanni de’ Medici (1475–1521)27       | Giovanni de’ Medici (1475–1521)27       | Giovanni de’ Medici (1475–1521)27            | Giovanni de’ Medici (1475–1521)27            |                                              |                                              | Luisa de’ Medici (1477–1488)                 | Luisa de’ Medici (1477–1488)                 | Luisa de’ Medici (1477–1488)               | Luisa de’ Medici (1477–1488)               | Luisa de’ Medici (1477–1488)               | Luisa de’ Medici (1477–1488)               |                                     |                                     |                                                    |                                                    |                                                    |                                                    |                                                    |                                                    |                                           |                                           |                                                         |                                                         |                                                         |                                                         |                                                         |                                                         |  |  |  |  |  |  |  |  |  |  |  |  |  |  |  |  |  |  |  |  |  |  |  |  |  |  |  |  |  |  |  |  |  |  |  |  |  |  |  |  |  |  |
|                                   |                                   |                                   |                                   |                                           |                                           |                                           |                                           |                                           |                                           |                                           |                                           |                                           |                                           |                                   |                                   |                                    |                                    |                                    |                                    |                                    |                                    |                      |                      |                                         |                                         |                                         |                                         |                                              |                                              |                                              |                                              |                                              |                                              |                                            |                                            |                                            |                                            |                                     |                                     |                                                    |                                                    |                                                    |                                                    |                                                    |                                                    |                                           |                                           |                                                         |                                                         |                                                         |                                                         |                                                         |                                                         |  |  |  |  |  |  |  |  |  |  |  |  |  |  |  |  |  |  |  |  |  |  |  |  |  |  |  |  |  |  |  |  |  |  |  |  |  |  |  |  |  |  |
|                                   |                                   |                                   |                                   |                                           |                                           |                                           |                                           |                                           |                                           |                                           |                                           |                                           |                                           |                                   |                                   |                                    |                                    |                                    |                                    |                                    |                                    |                      |                      |                                         |                                         |                                         |                                         | Giuliano di Lorenzo de’ Medici (1479–1516)28 | Giuliano di Lorenzo de’ Medici (1479–1516)28 | Giuliano di Lorenzo de’ Medici (1479–1516)28 | Giuliano di Lorenzo de’ Medici (1479–1516)28 | Giuliano di Lorenzo de’ Medici (1479–1516)28 | Giuliano di Lorenzo de’ Medici (1479–1516)28 |                                            |                                            | Contessina de’ Medici (1478–1515)29        | Contessina de’ Medici (1478–1515)29        | Contessina de’ Medici (1478–1515)29 | Contessina de’ Medici (1478–1515)29 | Contessina de’ Medici (1478–1515)29                | Contessina de’ Medici (1478–1515)29                |                                                    |                                                    |                                                    |                                                    |                                           |                                           |                                                         |                                                         |                                                         |                                                         |                                                         |                                                         |  |  |  |  |  |  |  |  |  |  |  |  |  |  |  |  |  |  |  |  |  |  |  |  |  |  |  |  |  |  |  |  |  |  |  |  |  |  |  |  |  |  |
|                                   |                                   |                                   |                                   |                                           |                                           |                                           |                                           |                                           |                                           |                                           |                                           |                                           |                                           |                                   |                                   |                                    |                                    |                                    |                                    |                                    |                                    |                      |                      |                                         |                                         |                                         |                                         | Giuliano di Lorenzo de’ Medici (1479–1516)28 | Giuliano di Lorenzo de’ Medici (1479–1516)28 | Giuliano di Lorenzo de’ Medici (1479–1516)28 | Giuliano di Lorenzo de’ Medici (1479–1516)28 | Giuliano di Lorenzo de’ Medici (1479–1516)28 | Giuliano di Lorenzo de’ Medici (1479–1516)28 |                                            |                                            | Contessina de’ Medici (1478–1515)29        | Contessina de’ Medici (1478–1515)29        | Contessina de’ Medici (1478–1515)29 | Contessina de’ Medici (1478–1515)29 | Contessina de’ Medici (1478–1515)29                | Contessina de’ Medici (1478–1515)29                |                                                    |                                                    |                                                    |                                                    |                                           |                                           |                                                         |                                                         |                                                         |                                                         |                                                         |                                                         |  |  |  |  |  |  |  |  |  |  |  |  |  |  |  |  |  |  |  |  |  |  |  |  |  |  |  |  |  |  |  |  |  |  |  |  |  |  |  |  |  |  |
|                                   |                                   |                                   |                                   |                                           |                                           |                                           |                                           |                                           |                                           |                                           |                                           |                                           |                                           |                                   |                                   |                                    |                                    |                                    |                                    |                                    |                                    |                      |                      |                                         |                                         |                                         |                                         |                                              |                                              |                                              |                                              |                                              |                                              |                                            |                                            |                                            |                                            |                                     |                                     |                                                    |                                                    |                                                    |                                                    |                                                    |                                                    |                                           |                                           |                                                         |                                                         |                                                         |                                                         |                                                         |                                                         |  |  |  |  |  |  |  |  |  |  |  |  |  |  |  |  |  |  |  |  |  |  |  |  |  |  |  |  |  |  |  |  |  |  |  |  |  |  |  |  |  |  |
|                                   |                                   |                                   |                                   | Lorenzo di Piero de’ Medici (1492–1519)30 | Lorenzo di Piero de’ Medici (1492–1519)30 | Lorenzo di Piero de’ Medici (1492–1519)30 | Lorenzo di Piero de’ Medici (1492–1519)30 | Lorenzo di Piero de’ Medici (1492–1519)30 | Lorenzo di Piero de’ Medici (1492–1519)30 |                                           |                                           | Clarice de’ Medici (1493–1528)31          | Clarice de’ Medici (1493–1528)31          | Clarice de’ Medici (1493–1528)31  | Clarice de’ Medici (1493–1528)31  | Clarice de’ Medici (1493–1528)31   | Clarice de’ Medici (1493–1528)31   |                                    |                                    |                                    |                                    |                      |                      |                                         |                                         |                                         |                                         | Ippolito de’ Medici (1511–1535)32            | Ippolito de’ Medici (1511–1535)32            | Ippolito de’ Medici (1511–1535)32            | Ippolito de’ Medici (1511–1535)32            | Ippolito de’ Medici (1511–1535)32            | Ippolito de’ Medici (1511–1535)32            |                                            |                                            |                                            |                                            |                                     |                                     | Alessandro de’ Medici (1510–1537)33                | Alessandro de’ Medici (1510–1537)33                | Alessandro de’ Medici (1510–1537)33                | Alessandro de’ Medici (1510–1537)33                | Alessandro de’ Medici (1510–1537)33                | Alessandro de’ Medici (1510–1537)33                |                                           |                                           | Cosimo I. (1519–1574)34                                 | Cosimo I. (1519–1574)34                                 | Cosimo I. (1519–1574)34                                 | Cosimo I. (1519–1574)34                                 | Cosimo I. (1519–1574)34                                 | Cosimo I. (1519–1574)34                                 |  |  |  |  |  |  |  |  |  |  |  |  |  |  |  |  |  |  |  |  |  |  |  |  |  |  |  |  |  |  |  |  |  |  |  |  |  |  |  |  |  |  |
|                                   |                                   |                                   |                                   | Lorenzo di Piero de’ Medici (1492–1519)30 | Lorenzo di Piero de’ Medici (1492–1519)30 | Lorenzo di Piero de’ Medici (1492–1519)30 | Lorenzo di Piero de’ Medici (1492–1519)30 | Lorenzo di Piero de’ Medici (1492–1519)30 | Lorenzo di Piero de’ Medici (1492–1519)30 |                                           |                                           | Clarice de’ Medici (1493–1528)31          | Clarice de’ Medici (1493–1528)31          | Clarice de’ Medici (1493–1528)31  | Clarice de’ Medici (1493–1528)31  | Clarice de’ Medici (1493–1528)31   | Clarice de’ Medici (1493–1528)31   |                                    |                                    |                                    |                                    |                      |                      |                                         |                                         |                                         |                                         | Ippolito de’ Medici (1511–1535)32            | Ippolito de’ Medici (1511–1535)32            | Ippolito de’ Medici (1511–1535)32            | Ippolito de’ Medici (1511–1535)32            | Ippolito de’ Medici (1511–1535)32            | Ippolito de’ Medici (1511–1535)32            |                                            |                                            |                                            |                                            |                                     |                                     | Alessandro de’ Medici (1510–1537)33                | Alessandro de’ Medici (1510–1537)33                | Alessandro de’ Medici (1510–1537)33                | Alessandro de’ Medici (1510–1537)33                | Alessandro de’ Medici (1510–1537)33                | Alessandro de’ Medici (1510–1537)33                |                                           |                                           | Cosimo I. (1519–1574)34                                 | Cosimo I. (1519–1574)34                                 | Cosimo I. (1519–1574)34                                 | Cosimo I. (1519–1574)34                                 | Cosimo I. (1519–1574)34                                 | Cosimo I. (1519–1574)34                                 |  |  |  |  |  |  |  |  |  |  |  |  |  |  |  |  |  |  |  |  |  |  |  |  |  |  |  |  |  |  |  |  |  |  |  |  |  |  |  |  |  |  |
|                                   |                                   |                                   |                                   |                                           |                                           |                                           |                                           |                                           |                                           |                                           |                                           |                                           |                                           |                                   |                                   |                                    |                                    |                                    |                                    |                                    |                                    |                      |                      |                                         |                                         |                                         |                                         |                                              |                                              |                                              |                                              |                                              |                                              |                                            |                                            |                                            |                                            |                                     |                                     |                                                    |                                                    |                                                    |                                                    |                                                    |                                                    |                                           |                                           |                                                         |                                                         |                                                         |                                                         |                                                         |                                                         |  |  |  |  |  |  |  |  |  |  |  |  |  |  |  |  |  |  |  |  |  |  |  |  |  |  |  |  |  |  |  |  |  |  |  |  |  |  |  |  |  |  |
|                                   |                                   |                                   |                                   | Alessandro de’ Medici (1510–1537)38       | Alessandro de’ Medici (1510–1537)38       | Alessandro de’ Medici (1510–1537)38       | Alessandro de’ Medici (1510–1537)38       | Alessandro de’ Medici (1510–1537)38       | Alessandro de’ Medici (1510–1537)38       |                                           |                                           | Caterina de’ Medici (1519–1589)39         | Caterina de’ Medici (1519–1589)39         | Caterina de’ Medici (1519–1589)39 | Caterina de’ Medici (1519–1589)39 | Caterina de’ Medici (1519–1589)39  | Caterina de’ Medici (1519–1589)39  |                                    |                                    |                                    |                                    |                      |                      | Lorenzino de’ Medici (1514–1548)35      | Lorenzino de’ Medici (1514–1548)35      | Lorenzino de’ Medici (1514–1548)35      | Lorenzino de’ Medici (1514–1548)35      | Lorenzino de’ Medici (1514–1548)35           | Lorenzino de’ Medici (1514–1548)35           |                                              |                                              | Laudomia de’ Medici (* 1518)36               | Laudomia de’ Medici (* 1518)36               | Laudomia de’ Medici (* 1518)36             | Laudomia de’ Medici (* 1518)36             | Laudomia de’ Medici (* 1518)36             | Laudomia de’ Medici (* 1518)36             |                                     |                                     | Giuliano de’ Medici (1520–1588)37                  | Giuliano de’ Medici (1520–1588)37                  | Giuliano de’ Medici (1520–1588)37                  | Giuliano de’ Medici (1520–1588)37                  | Giuliano de’ Medici (1520–1588)37                  | Giuliano de’ Medici (1520–1588)37                  |                                           |                                           | Maddalena de’ Medici (†; 1583)37 ⚭ 1539 Roberto Strozzi | Maddalena de’ Medici (†; 1583)37 ⚭ 1539 Roberto Strozzi | Maddalena de’ Medici (†; 1583)37 ⚭ 1539 Roberto Strozzi | Maddalena de’ Medici (†; 1583)37 ⚭ 1539 Roberto Strozzi | Maddalena de’ Medici (†; 1583)37 ⚭ 1539 Roberto Strozzi | Maddalena de’ Medici (†; 1583)37 ⚭ 1539 Roberto Strozzi |  |  |  |  |  |  |  |  |  |  |  |  |  |  |  |  |  |  |  |  |  |  |  |  |  |  |  |  |  |  |  |  |  |  |  |  |  |  |  |  |  |  |
|                                   |                                   |                                   |                                   | Alessandro de’ Medici (1510–1537)38       | Alessandro de’ Medici (1510–1537)38       | Alessandro de’ Medici (1510–1537)38       | Alessandro de’ Medici (1510–1537)38       | Alessandro de’ Medici (1510–1537)38       | Alessandro de’ Medici (1510–1537)38       |                                           |                                           | Caterina de’ Medici (1519–1589)39         | Caterina de’ Medici (1519–1589)39         | Caterina de’ Medici (1519–1589)39 | Caterina de’ Medici (1519–1589)39 | Caterina de’ Medici (1519–1589)39  | Caterina de’ Medici (1519–1589)39  |                                    |                                    |                                    |                                    |                      |                      | Lorenzino de’ Medici (1514–1548)35      | Lorenzino de’ Medici (1514–1548)35      | Lorenzino de’ Medici (1514–1548)35      | Lorenzino de’ Medici (1514–1548)35      | Lorenzino de’ Medici (1514–1548)35           | Lorenzino de’ Medici (1514–1548)35           |                                              |                                              | Laudomia de’ Medici (* 1518)36               | Laudomia de’ Medici (* 1518)36               | Laudomia de’ Medici (* 1518)36             | Laudomia de’ Medici (* 1518)36             | Laudomia de’ Medici (* 1518)36             | Laudomia de’ Medici (* 1518)36             |                                     |                                     | Giuliano de’ Medici (1520–1588)37                  | Giuliano de’ Medici (1520–1588)37                  | Giuliano de’ Medici (1520–1588)37                  | Giuliano de’ Medici (1520–1588)37                  | Giuliano de’ Medici (1520–1588)37                  | Giuliano de’ Medici (1520–1588)37                  |                                           |                                           | Maddalena de’ Medici (†; 1583)37 ⚭ 1539 Roberto Strozzi | Maddalena de’ Medici (†; 1583)37 ⚭ 1539 Roberto Strozzi | Maddalena de’ Medici (†; 1583)37 ⚭ 1539 Roberto Strozzi | Maddalena de’ Medici (†; 1583)37 ⚭ 1539 Roberto Strozzi | Maddalena de’ Medici (†; 1583)37 ⚭ 1539 Roberto Strozzi | Maddalena de’ Medici (†; 1583)37 ⚭ 1539 Roberto Strozzi |  |  |  |  |  |  |  |  |  |  |  |  |  |  |  |  |  |  |  |  |  |  |  |  |  |  |  |  |  |  |  |  |  |  |  |  |  |  |  |  |  |  |
|                                   |                                   |                                   |                                   | Giulio de’ Medici (1527/32–1600)40        |                                           |                                           |                                           |                                           |                                           |                                           |                                           |                                           |                                           |                                   |                                   |                                    |                                    |                                    |                                    |                                    |                                    |                      |                      |                                         |                                         |                                         |                                         |                                              |                                              |                                              |                                              |                                              |                                              |                                            |                                            |                                            |                                            |                                     |                                     |                                                    |                                                    |                                                    |                                                    |                                                    |                                                    |                                           |                                           |                                                         |                                                         |                                                         |                                                         |                                                         |                                                         |  |  |  |  |  |  |  |  |  |  |  |  |  |  |  |  |  |  |  |  |  |  |  |  |  |  |  |  |  |  |  |  |  |  |  |  |  |  |  |  |  |  |

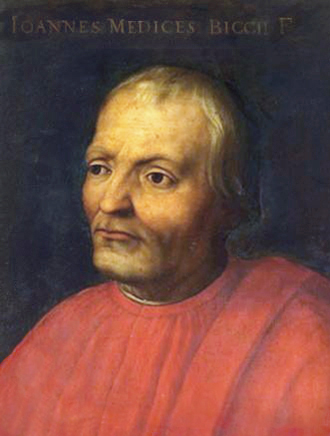
Giovanni di Bicci de’ Medici (1360–1429), Händler und Bankier

1 ⚭ Lisa Donati, 1336 Botschafter in Venedig (Vorfahren siehe oben)
2 ⚭ 1) Giovanna de’ Bonaguisi, ⚭ 2) Giacoma di Francesco Spini
3 ⚭ Angiolo Ardinghelli
4 eigentlich Giovanni di Averardo de’ Medici, Florentiner Händler und Bankier, 1402, 1408 und 1411 Prior von Florenz
5  il Vecchio, der Alte, ⚭ Contessina de’ Bardi, Stadtherr von Florenz
6 ⚭ Ginevra Cavalcanti
7 ⚭ Alamanno Schiatta
8 ⚭ Lucrezia Tornabuoni, Stadtherr von Florenz 1464
9 ⚭ Ginevra degli Albizzi
10 unehelich
11 ⚭ Laudomia Acciaiuoli
12 "der Prächtige", ⚭ Clarice Orsini, Stadtherr von Florenz 1469
13 ⚭ Guglielmo de’ Pazzi
14 ⚭ Bernardo Rucellai
15 unehelich, ⚭ Leopetto de’ Rossi
16 ⚭ Antonia Gorini
17 ⚭ Semiramide Appiano
18 genannt il Popolano, ⚭ 1497 Caterina Sforza (1463–1509), Tochter des Galeazzo Maria Sforza, Herzog von Mailand
19 ⚭ Francesco Salviati
20 ⚭ Girolamo degli Albizzi
21 ⚭ Maria Soderini
22 genannt dalle Bande Nere (1498–1526), ⚭ Maria Salviati, Condottiere
23 Papst Clemens VII.
24 ⚭ Jacopo Salviati
25 ⚭ Alfonsina Orsini, Stadtherr von Florenz 1492
26 ⚭ Francesco Cibo
27 Papst Leo X.
28 ⚭ Filliberta von Savoyen (1498–1524), Herzog von Nemours
29 ⚭ Piero Ridolfi
30 ⚭ Madeleine de La Tour d’Auvergne, Stadtherr von Florenz, 1516 Herzog von Urbino
31 ⚭ Filippo Strozzi (1489–1538)
32 unehelich, Kardinal
33 Herzog von Florenz

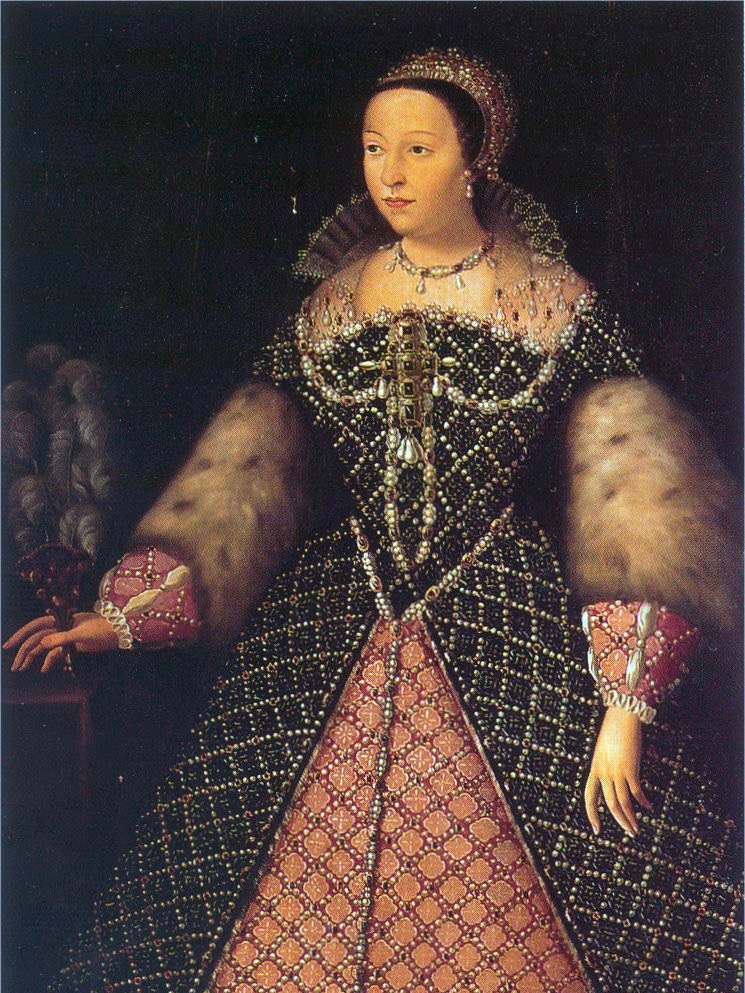
Caterina de’ Medici (1519–1589), Königin von Frankreich

34 Herzog von Florenz 1537, Großherzog der Toskana 1569 (Nachkommen siehe unten)
35 Schriftsteller
36 ⚭ 1) 1532 Alemanno Salviati, ⚭ 2) 1539 Piero Strozzi (1510–1558)
37 Erzbischof von Albi
37 ⚭ 1539 Roberto Strozzi
38 unehelich (wahrscheinlich ein Sohn des Papstes Clemens VII., siehe unten, und einer maurischen Konkubine), Duca della città di Penna, Stadtherr von Florenz ⚭ 1536 Margarete von Parma, uneheliche Tochter des Kaisers Karl V.
39 Königin von Frankreich ⚭ 1533 Heinrich II. König von Frankreich (1519–1559)
40 unehelich

### Die Großherzöge der Toskana
|                                        |                                        |                                        |                                        |                                        |                                        |                              |                              |                                                                     |                                                                     |                                                                     |                                                                     |                                                                     |                                                                     |                                  |                                  |                                       |                                       |                                       |                                       |                                       |                                       | Cosimo I. (1519–1574)1           |                                  |                                                  |                                                  |                                                  |                                                  |                                                  |                                                  |                                  |                                  |                                      |                                      |                                      |                                      |                                      |                                      |                               |                               |                                      |                                      |                                      |                                      |                                      |                                      |                                |                                |  |  |  |  |  |  |  |  |  |  |  |  |  |  |  |  |  |  |  |  |  |  |  |  |  |  |  |  |  |  |  |  |  |  |  |  |
|                                        |                                        |                                        |                                        |                                        |                                        |                              |                              |                                                                     |                                                                     |                                                                     |                                                                     |                                                                     |                                                                     |                                  |                                  |                                       |                                       |                                       |                                       |                                       |                                       |                                  |                                  |                                                  |                                                  |                                                  |                                                  |                                                  |                                                  |                                  |                                  |                                      |                                      |                                      |                                      |                                      |                                      |                               |                               |                                      |                                      |                                      |                                      |                                      |                                      |                                |                                |  |  |  |  |  |  |  |  |  |  |  |  |  |  |  |  |  |  |  |  |  |  |  |  |  |  |  |  |  |  |  |  |  |  |  |  |
|                                        |                                        |                                        |                                        |                                        |                                        |                              |                              |                                                                     |                                                                     |                                                                     |                                                                     |                                                                     |                                                                     |                                  |                                  |                                       |                                       |                                       |                                       |                                       |                                       |                                  |                                  |                                                  |                                                  |                                                  |                                                  |                                                  |                                                  |                                  |                                  |                                      |                                      |                                      |                                      |                                      |                                      |                               |                               |                                      |                                      |                                      |                                      |                                      |                                      |                                |                                |  |  |  |  |  |  |  |  |  |  |  |  |  |  |  |  |  |  |  |  |  |  |  |  |  |  |  |  |  |  |  |  |  |  |  |  |
|                                        |                                        | Maria de’ Medici (1540–1557)           | Maria de’ Medici (1540–1557)           | Maria de’ Medici (1540–1557)           | Maria de’ Medici (1540–1557)           | Maria de’ Medici (1540–1557) | Maria de’ Medici (1540–1557) |                                                                     |                                                                     | Isabella de’ Medici (1542–1576)2                                    | Isabella de’ Medici (1542–1576)2                                    | Isabella de’ Medici (1542–1576)2                                    | Isabella de’ Medici (1542–1576)2                                    | Isabella de’ Medici (1542–1576)2 | Isabella de’ Medici (1542–1576)2 |                                       |                                       | Giovanni de’ Medici (1543–1562)3      | Giovanni de’ Medici (1543–1562)3      | Giovanni de’ Medici (1543–1562)3      | Giovanni de’ Medici (1543–1562)3      | Giovanni de’ Medici (1543–1562)3 | Giovanni de’ Medici (1543–1562)3 |                                                  |                                                  | Lucrezia de’ Medici (1545–1562)4                 | Lucrezia de’ Medici (1545–1562)4                 | Lucrezia de’ Medici (1545–1562)4                 | Lucrezia de’ Medici (1545–1562)4                 | Lucrezia de’ Medici (1545–1562)4 | Lucrezia de’ Medici (1545–1562)4 |                                      |                                      | Garzia de’ Medici (1547–1562)        | Garzia de’ Medici (1547–1562)        | Garzia de’ Medici (1547–1562)        | Garzia de’ Medici (1547–1562)        | Garzia de’ Medici (1547–1562) | Garzia de’ Medici (1547–1562) |                                      |                                      | Pietro de’ Medici (1554–1604)5       | Pietro de’ Medici (1554–1604)5       | Pietro de’ Medici (1554–1604)5       | Pietro de’ Medici (1554–1604)5       | Pietro de’ Medici (1554–1604)5 | Pietro de’ Medici (1554–1604)5 |  |  |  |  |  |  |  |  |  |  |  |  |  |  |  |  |  |  |  |  |  |  |  |  |  |  |  |  |  |  |  |  |  |  |  |  |
|                                        |                                        | Maria de’ Medici (1540–1557)           | Maria de’ Medici (1540–1557)           | Maria de’ Medici (1540–1557)           | Maria de’ Medici (1540–1557)           | Maria de’ Medici (1540–1557) | Maria de’ Medici (1540–1557) |                                                                     |                                                                     | Isabella de’ Medici (1542–1576)2                                    | Isabella de’ Medici (1542–1576)2                                    | Isabella de’ Medici (1542–1576)2                                    | Isabella de’ Medici (1542–1576)2                                    | Isabella de’ Medici (1542–1576)2 | Isabella de’ Medici (1542–1576)2 |                                       |                                       | Giovanni de’ Medici (1543–1562)3      | Giovanni de’ Medici (1543–1562)3      | Giovanni de’ Medici (1543–1562)3      | Giovanni de’ Medici (1543–1562)3      | Giovanni de’ Medici (1543–1562)3 | Giovanni de’ Medici (1543–1562)3 |                                                  |                                                  | Lucrezia de’ Medici (1545–1562)4                 | Lucrezia de’ Medici (1545–1562)4                 | Lucrezia de’ Medici (1545–1562)4                 | Lucrezia de’ Medici (1545–1562)4                 | Lucrezia de’ Medici (1545–1562)4 | Lucrezia de’ Medici (1545–1562)4 |                                      |                                      | Garzia de’ Medici (1547–1562)        | Garzia de’ Medici (1547–1562)        | Garzia de’ Medici (1547–1562)        | Garzia de’ Medici (1547–1562)        | Garzia de’ Medici (1547–1562) | Garzia de’ Medici (1547–1562) |                                      |                                      | Pietro de’ Medici (1554–1604)5       | Pietro de’ Medici (1554–1604)5       | Pietro de’ Medici (1554–1604)5       | Pietro de’ Medici (1554–1604)5       | Pietro de’ Medici (1554–1604)5 | Pietro de’ Medici (1554–1604)5 |  |  |  |  |  |  |  |  |  |  |  |  |  |  |  |  |  |  |  |  |  |  |  |  |  |  |  |  |  |  |  |  |  |  |  |  |
|                                        |                                        |                                        |                                        |                                        |                                        |                              |                              |                                                                     |                                                                     |                                                                     |                                                                     |                                                                     |                                                                     |                                  |                                  |                                       |                                       |                                       |                                       |                                       |                                       |                                  |                                  |                                                  |                                                  |                                                  |                                                  |                                                  |                                                  |                                  |                                  |                                      |                                      |                                      |                                      |                                      |                                      |                               |                               |                                      |                                      |                                      |                                      |                                      |                                      |                                |                                |  |  |  |  |  |  |  |  |  |  |  |  |  |  |  |  |  |  |  |  |  |  |  |  |  |  |  |  |  |  |  |  |  |  |  |  |
| Francesco I. de’ Medici (1541–1587)6   | Francesco I. de’ Medici (1541–1587)6   | Francesco I. de’ Medici (1541–1587)6   | Francesco I. de’ Medici (1541–1587)6   | Francesco I. de’ Medici (1541–1587)6   | Francesco I. de’ Medici (1541–1587)6   |                              |                              | Giovanni de’ Medici (1567–1621), unehelich)                         | Giovanni de’ Medici (1567–1621), unehelich)                         | Giovanni de’ Medici (1567–1621), unehelich)                         | Giovanni de’ Medici (1567–1621), unehelich)                         | Giovanni de’ Medici (1567–1621), unehelich)                         | Giovanni de’ Medici (1567–1621), unehelich)                         |                                  |                                  | Virginia de’ Medici (1568–1615)7      | Virginia de’ Medici (1568–1615)7      | Virginia de’ Medici (1568–1615)7      | Virginia de’ Medici (1568–1615)7      | Virginia de’ Medici (1568–1615)7      | Virginia de’ Medici (1568–1615)7      |                                  |                                  | Ferdinando I. de’ Medici (1549–1609)8            | Ferdinando I. de’ Medici (1549–1609)8            | Ferdinando I. de’ Medici (1549–1609)8            | Ferdinando I. de’ Medici (1549–1609)8            | Ferdinando I. de’ Medici (1549–1609)8            | Ferdinando I. de’ Medici (1549–1609)8            |                                  |                                  |                                      |                                      |                                      |                                      |                                      |                                      |                               |                               |                                      |                                      |                                      |                                      |                                      |                                      |                                |                                |  |  |  |  |  |  |  |  |  |  |  |  |  |  |  |  |  |  |  |  |  |  |  |  |  |  |  |  |  |  |  |  |  |  |  |  |
| Francesco I. de’ Medici (1541–1587)6   | Francesco I. de’ Medici (1541–1587)6   | Francesco I. de’ Medici (1541–1587)6   | Francesco I. de’ Medici (1541–1587)6   | Francesco I. de’ Medici (1541–1587)6   | Francesco I. de’ Medici (1541–1587)6   |                              |                              | Giovanni de’ Medici (1567–1621), unehelich)                         | Giovanni de’ Medici (1567–1621), unehelich)                         | Giovanni de’ Medici (1567–1621), unehelich)                         | Giovanni de’ Medici (1567–1621), unehelich)                         | Giovanni de’ Medici (1567–1621), unehelich)                         | Giovanni de’ Medici (1567–1621), unehelich)                         |                                  |                                  | Virginia de’ Medici (1568–1615)7      | Virginia de’ Medici (1568–1615)7      | Virginia de’ Medici (1568–1615)7      | Virginia de’ Medici (1568–1615)7      | Virginia de’ Medici (1568–1615)7      | Virginia de’ Medici (1568–1615)7      |                                  |                                  | Ferdinando I. de’ Medici (1549–1609)8            | Ferdinando I. de’ Medici (1549–1609)8            | Ferdinando I. de’ Medici (1549–1609)8            | Ferdinando I. de’ Medici (1549–1609)8            | Ferdinando I. de’ Medici (1549–1609)8            | Ferdinando I. de’ Medici (1549–1609)8            |                                  |                                  |                                      |                                      |                                      |                                      |                                      |                                      |                               |                               |                                      |                                      |                                      |                                      |                                      |                                      |                                |                                |  |  |  |  |  |  |  |  |  |  |  |  |  |  |  |  |  |  |  |  |  |  |  |  |  |  |  |  |  |  |  |  |  |  |  |  |
|                                        |                                        |                                        |                                        |                                        |                                        |                              |                              |                                                                     |                                                                     |                                                                     |                                                                     |                                                                     |                                                                     |                                  |                                  |                                       |                                       |                                       |                                       |                                       |                                       |                                  |                                  |                                                  |                                                  |                                                  |                                                  |                                                  |                                                  |                                  |                                  |                                      |                                      |                                      |                                      |                                      |                                      |                               |                               |                                      |                                      |                                      |                                      |                                      |                                      |                                |                                |  |  |  |  |  |  |  |  |  |  |  |  |  |  |  |  |  |  |  |  |  |  |  |  |  |  |  |  |  |  |  |  |  |  |  |  |
|                                        |                                        |                                        |                                        |                                        |                                        |                              |                              |                                                                     |                                                                     |                                                                     |                                                                     |                                                                     |                                                                     |                                  |                                  |                                       |                                       |                                       |                                       |                                       |                                       |                                  |                                  |                                                  |                                                  |                                                  |                                                  |                                                  |                                                  |                                  |                                  |                                      |                                      |                                      |                                      |                                      |                                      |                               |                               |                                      |                                      |                                      |                                      |                                      |                                      |                                |                                |  |  |  |  |  |  |  |  |  |  |  |  |  |  |  |  |  |  |  |  |  |  |  |  |  |  |  |  |  |  |  |  |  |  |  |  |
|                                        |                                        |                                        |                                        |                                        |                                        |                              |                              |                                                                     |                                                                     |                                                                     |                                                                     |                                                                     |                                                                     |                                  |                                  |                                       |                                       |                                       |                                       |                                       |                                       |                                  |                                  |                                                  |                                                  |                                                  |                                                  |                                                  |                                                  |                                  |                                  |                                      |                                      |                                      |                                      |                                      |                                      |                               |                               |                                      |                                      |                                      |                                      |                                      |                                      |                                |                                |  |  |  |  |  |  |  |  |  |  |  |  |  |  |  |  |  |  |  |  |  |  |  |  |  |  |  |  |  |  |  |  |  |  |  |  |
| Pellegrina 1564–?8                     | Pellegrina 1564–?8                     | Pellegrina 1564–?8                     | Pellegrina 1564–?8                     | Pellegrina 1564–?8                     | Pellegrina 1564–?8                     |                              |                              | Eleonora (* 28.02.1567; † 9. 09.1611)9                              | Eleonora (* 28.02.1567; † 9. 09.1611)9                              | Eleonora (* 28.02.1567; † 9. 09.1611)9                              | Eleonora (* 28.02.1567; † 9. 09.1611)9                              | Eleonora (* 28.02.1567; † 9. 09.1611)9                              | Eleonora (* 28.02.1567; † 9. 09.1611)9                              |                                  |                                  | Romola (* 20.11.1568; † 2.12.1568)    | Romola (* 20.11.1568; † 2.12.1568)    | Romola (* 20.11.1568; † 2.12.1568)    | Romola (* 20.11.1568; † 2.12.1568)    | Romola (* 20.11.1568; † 2.12.1568)    | Romola (* 20.11.1568; † 2.12.1568)    |                                  |                                  | Anna (* 31.12.1569; † 19.02.1584)                | Anna (* 31.12.1569; † 19.02.1584)                | Anna (* 31.12.1569; † 19.02.1584)                | Anna (* 31.12.1569; † 19.02.1584)                | Anna (* 31.12.1569; † 19.02.1584)                | Anna (* 31.12.1569; † 19.02.1584)                |                                  |                                  | Isabella (* 30.09.1571; † 8.08.1572) | Isabella (* 30.09.1571; † 8.08.1572) | Isabella (* 30.09.1571; † 8.08.1572) | Isabella (* 30.09.1571; † 8.08.1572) | Isabella (* 30.09.1571; † 8.08.1572) | Isabella (* 30.09.1571; † 8.08.1572) |                               |                               |                                      |                                      |                                      |                                      |                                      |                                      |                                |                                |  |  |  |  |  |  |  |  |  |  |  |  |  |  |  |  |  |  |  |  |  |  |  |  |  |  |  |  |  |  |  |  |  |  |  |  |
| Pellegrina 1564–?8                     | Pellegrina 1564–?8                     | Pellegrina 1564–?8                     | Pellegrina 1564–?8                     | Pellegrina 1564–?8                     | Pellegrina 1564–?8                     |                              |                              | Eleonora (* 28.02.1567; † 9. 09.1611)9                              | Eleonora (* 28.02.1567; † 9. 09.1611)9                              | Eleonora (* 28.02.1567; † 9. 09.1611)9                              | Eleonora (* 28.02.1567; † 9. 09.1611)9                              | Eleonora (* 28.02.1567; † 9. 09.1611)9                              | Eleonora (* 28.02.1567; † 9. 09.1611)9                              |                                  |                                  | Romola (* 20.11.1568; † 2.12.1568)    | Romola (* 20.11.1568; † 2.12.1568)    | Romola (* 20.11.1568; † 2.12.1568)    | Romola (* 20.11.1568; † 2.12.1568)    | Romola (* 20.11.1568; † 2.12.1568)    | Romola (* 20.11.1568; † 2.12.1568)    |                                  |                                  | Anna (* 31.12.1569; † 19.02.1584)                | Anna (* 31.12.1569; † 19.02.1584)                | Anna (* 31.12.1569; † 19.02.1584)                | Anna (* 31.12.1569; † 19.02.1584)                | Anna (* 31.12.1569; † 19.02.1584)                | Anna (* 31.12.1569; † 19.02.1584)                |                                  |                                  | Isabella (* 30.09.1571; † 8.08.1572) | Isabella (* 30.09.1571; † 8.08.1572) | Isabella (* 30.09.1571; † 8.08.1572) | Isabella (* 30.09.1571; † 8.08.1572) | Isabella (* 30.09.1571; † 8.08.1572) | Isabella (* 30.09.1571; † 8.08.1572) |                               |                               |                                      |                                      |                                      |                                      |                                      |                                      |                                |                                |  |  |  |  |  |  |  |  |  |  |  |  |  |  |  |  |  |  |  |  |  |  |  |  |  |  |  |  |  |  |  |  |  |  |  |  |
|                                        |                                        |                                        |                                        |                                        |                                        |                              |                              |                                                                     |                                                                     |                                                                     |                                                                     |                                                                     |                                                                     |                                  |                                  |                                       |                                       |                                       |                                       |                                       |                                       |                                  |                                  |                                                  |                                                  |                                                  |                                                  |                                                  |                                                  |                                  |                                  |                                      |                                      |                                      |                                      |                                      |                                      |                               |                               |                                      |                                      |                                      |                                      |                                      |                                      |                                |                                |  |  |  |  |  |  |  |  |  |  |  |  |  |  |  |  |  |  |  |  |  |  |  |  |  |  |  |  |  |  |  |  |  |  |  |  |
|                                        |                                        |                                        |                                        |                                        |                                        |                              |                              |                                                                     |                                                                     |                                                                     |                                                                     |                                                                     |                                                                     |                                  |                                  | Lucrezia (* 7.11.1572; † 14.08.1574)  | Lucrezia (* 7.11.1572; † 14.08.1574)  | Lucrezia (* 7.11.1572; † 14.08.1574)  | Lucrezia (* 7.11.1572; † 14.08.1574)  | Lucrezia (* 7.11.1572; † 14.08.1574)  | Lucrezia (* 7.11.1572; † 14.08.1574)  |                                  |                                  | Maria (* 26.04.1575 Florenz; † 3.07.1642 Köln)10 | Maria (* 26.04.1575 Florenz; † 3.07.1642 Köln)10 | Maria (* 26.04.1575 Florenz; † 3.07.1642 Köln)10 | Maria (* 26.04.1575 Florenz; † 3.07.1642 Köln)10 | Maria (* 26.04.1575 Florenz; † 3.07.1642 Köln)10 | Maria (* 26.04.1575 Florenz; † 3.07.1642 Köln)10 |                                  |                                  | Antonio (1576–1621)11                | Antonio (1576–1621)11                | Antonio (1576–1621)11                | Antonio (1576–1621)11                | Antonio (1576–1621)11                | Antonio (1576–1621)11                |                               |                               | Filippo (* 20.05.1577; † 29.03.1582) | Filippo (* 20.05.1577; † 29.03.1582) | Filippo (* 20.05.1577; † 29.03.1582) | Filippo (* 20.05.1577; † 29.03.1582) | Filippo (* 20.05.1577; † 29.03.1582) | Filippo (* 20.05.1577; † 29.03.1582) |                                |                                |  |  |  |  |  |  |  |  |  |  |  |  |  |  |  |  |  |  |  |  |  |  |  |  |  |  |  |  |  |  |  |  |  |  |  |  |
|                                        |                                        |                                        |                                        |                                        |                                        |                              |                              |                                                                     |                                                                     |                                                                     |                                                                     |                                                                     |                                                                     |                                  |                                  | Lucrezia (* 7.11.1572; † 14.08.1574)  | Lucrezia (* 7.11.1572; † 14.08.1574)  | Lucrezia (* 7.11.1572; † 14.08.1574)  | Lucrezia (* 7.11.1572; † 14.08.1574)  | Lucrezia (* 7.11.1572; † 14.08.1574)  | Lucrezia (* 7.11.1572; † 14.08.1574)  |                                  |                                  | Maria (* 26.04.1575 Florenz; † 3.07.1642 Köln)10 | Maria (* 26.04.1575 Florenz; † 3.07.1642 Köln)10 | Maria (* 26.04.1575 Florenz; † 3.07.1642 Köln)10 | Maria (* 26.04.1575 Florenz; † 3.07.1642 Köln)10 | Maria (* 26.04.1575 Florenz; † 3.07.1642 Köln)10 | Maria (* 26.04.1575 Florenz; † 3.07.1642 Köln)10 |                                  |                                  | Antonio (1576–1621)11                | Antonio (1576–1621)11                | Antonio (1576–1621)11                | Antonio (1576–1621)11                | Antonio (1576–1621)11                | Antonio (1576–1621)11                |                               |                               | Filippo (* 20.05.1577; † 29.03.1582) | Filippo (* 20.05.1577; † 29.03.1582) | Filippo (* 20.05.1577; † 29.03.1582) | Filippo (* 20.05.1577; † 29.03.1582) | Filippo (* 20.05.1577; † 29.03.1582) | Filippo (* 20.05.1577; † 29.03.1582) |                                |                                |  |  |  |  |  |  |  |  |  |  |  |  |  |  |  |  |  |  |  |  |  |  |  |  |  |  |  |  |  |  |  |  |  |  |  |  |
|                                        |                                        |                                        |                                        |                                        |                                        |                              |                              |                                                                     |                                                                     |                                                                     |                                                                     |                                                                     |                                                                     |                                  |                                  |                                       |                                       |                                       |                                       |                                       |                                       |                                  |                                  |                                                  |                                                  |                                                  |                                                  |                                                  |                                                  |                                  |                                  |                                      |                                      |                                      |                                      |                                      |                                      |                               |                               |                                      |                                      |                                      |                                      |                                      |                                      |                                |                                |  |  |  |  |  |  |  |  |  |  |  |  |  |  |  |  |  |  |  |  |  |  |  |  |  |  |  |  |  |  |  |  |  |  |  |  |
| Eleonora de’ Medici (1591–1617)        | Eleonora de’ Medici (1591–1617)        | Eleonora de’ Medici (1591–1617)        | Eleonora de’ Medici (1591–1617)        | Eleonora de’ Medici (1591–1617)        | Eleonora de’ Medici (1591–1617)        |                              |                              | Caterina de’ Medici (1593–1629)12                                   | Caterina de’ Medici (1593–1629)12                                   | Caterina de’ Medici (1593–1629)12                                   | Caterina de’ Medici (1593–1629)12                                   | Caterina de’ Medici (1593–1629)12                                   | Caterina de’ Medici (1593–1629)12                                   |                                  |                                  | Francesco de’ Medici (1594–1614)      | Francesco de’ Medici (1594–1614)      | Francesco de’ Medici (1594–1614)      | Francesco de’ Medici (1594–1614)      | Francesco de’ Medici (1594–1614)      | Francesco de’ Medici (1594–1614)      |                                  |                                  | Carlo di Ferdinando de’ Medici13                 | Carlo di Ferdinando de’ Medici13                 | Carlo di Ferdinando de’ Medici13                 | Carlo di Ferdinando de’ Medici13                 | Carlo di Ferdinando de’ Medici13                 | Carlo di Ferdinando de’ Medici13                 |                                  |                                  | Lorenzo de’ Medici (1599–1648)       | Lorenzo de’ Medici (1599–1648)       | Lorenzo de’ Medici (1599–1648)       | Lorenzo de’ Medici (1599–1648)       | Lorenzo de’ Medici (1599–1648)       | Lorenzo de’ Medici (1599–1648)       |                               |                               | Maddalena de’ Medici (1600–1633)     | Maddalena de’ Medici (1600–1633)     | Maddalena de’ Medici (1600–1633)     | Maddalena de’ Medici (1600–1633)     | Maddalena de’ Medici (1600–1633)     | Maddalena de’ Medici (1600–1633)     |                                |                                |  |  |  |  |  |  |  |  |  |  |  |  |  |  |  |  |  |  |  |  |  |  |  |  |  |  |  |  |  |  |  |  |  |  |  |  |
| Eleonora de’ Medici (1591–1617)        | Eleonora de’ Medici (1591–1617)        | Eleonora de’ Medici (1591–1617)        | Eleonora de’ Medici (1591–1617)        | Eleonora de’ Medici (1591–1617)        | Eleonora de’ Medici (1591–1617)        |                              |                              | Caterina de’ Medici (1593–1629)12                                   | Caterina de’ Medici (1593–1629)12                                   | Caterina de’ Medici (1593–1629)12                                   | Caterina de’ Medici (1593–1629)12                                   | Caterina de’ Medici (1593–1629)12                                   | Caterina de’ Medici (1593–1629)12                                   |                                  |                                  | Francesco de’ Medici (1594–1614)      | Francesco de’ Medici (1594–1614)      | Francesco de’ Medici (1594–1614)      | Francesco de’ Medici (1594–1614)      | Francesco de’ Medici (1594–1614)      | Francesco de’ Medici (1594–1614)      |                                  |                                  | Carlo di Ferdinando de’ Medici13                 | Carlo di Ferdinando de’ Medici13                 | Carlo di Ferdinando de’ Medici13                 | Carlo di Ferdinando de’ Medici13                 | Carlo di Ferdinando de’ Medici13                 | Carlo di Ferdinando de’ Medici13                 |                                  |                                  | Lorenzo de’ Medici (1599–1648)       | Lorenzo de’ Medici (1599–1648)       | Lorenzo de’ Medici (1599–1648)       | Lorenzo de’ Medici (1599–1648)       | Lorenzo de’ Medici (1599–1648)       | Lorenzo de’ Medici (1599–1648)       |                               |                               | Maddalena de’ Medici (1600–1633)     | Maddalena de’ Medici (1600–1633)     | Maddalena de’ Medici (1600–1633)     | Maddalena de’ Medici (1600–1633)     | Maddalena de’ Medici (1600–1633)     | Maddalena de’ Medici (1600–1633)     |                                |                                |  |  |  |  |  |  |  |  |  |  |  |  |  |  |  |  |  |  |  |  |  |  |  |  |  |  |  |  |  |  |  |  |  |  |  |  |
|                                        |                                        |                                        |                                        |                                        |                                        |                              |                              |                                                                     |                                                                     |                                                                     |                                                                     |                                                                     |                                                                     |                                  |                                  |                                       |                                       |                                       |                                       |                                       |                                       |                                  |                                  |                                                  |                                                  |                                                  |                                                  |                                                  |                                                  |                                  |                                  |                                      |                                      |                                      |                                      |                                      |                                      |                               |                               |                                      |                                      |                                      |                                      |                                      |                                      |                                |                                |  |  |  |  |  |  |  |  |  |  |  |  |  |  |  |  |  |  |  |  |  |  |  |  |  |  |  |  |  |  |  |  |  |  |  |  |
|                                        |                                        |                                        |                                        |                                        |                                        |                              |                              |                                                                     |                                                                     |                                                                     |                                                                     |                                                                     |                                                                     |                                  |                                  |                                       |                                       |                                       |                                       |                                       |                                       |                                  |                                  |                                                  |                                                  |                                                  |                                                  |                                                  |                                                  |                                  |                                  | Cosimo II. de’ Medici (1590–1621)14  | Cosimo II. de’ Medici (1590–1621)14  | Cosimo II. de’ Medici (1590–1621)14  | Cosimo II. de’ Medici (1590–1621)14  | Cosimo II. de’ Medici (1590–1621)14  | Cosimo II. de’ Medici (1590–1621)14  |                               |                               | Claudia de’ Medici (1604–1648)15     | Claudia de’ Medici (1604–1648)15     | Claudia de’ Medici (1604–1648)15     | Claudia de’ Medici (1604–1648)15     | Claudia de’ Medici (1604–1648)15     | Claudia de’ Medici (1604–1648)15     |                                |                                |  |  |  |  |  |  |  |  |  |  |  |  |  |  |  |  |  |  |  |  |  |  |  |  |  |  |  |  |  |  |  |  |  |  |  |  |
|                                        |                                        |                                        |                                        |                                        |                                        |                              |                              |                                                                     |                                                                     |                                                                     |                                                                     |                                                                     |                                                                     |                                  |                                  |                                       |                                       |                                       |                                       |                                       |                                       |                                  |                                  |                                                  |                                                  |                                                  |                                                  |                                                  |                                                  |                                  |                                  | Cosimo II. de’ Medici (1590–1621)14  | Cosimo II. de’ Medici (1590–1621)14  | Cosimo II. de’ Medici (1590–1621)14  | Cosimo II. de’ Medici (1590–1621)14  | Cosimo II. de’ Medici (1590–1621)14  | Cosimo II. de’ Medici (1590–1621)14  |                               |                               | Claudia de’ Medici (1604–1648)15     | Claudia de’ Medici (1604–1648)15     | Claudia de’ Medici (1604–1648)15     | Claudia de’ Medici (1604–1648)15     | Claudia de’ Medici (1604–1648)15     | Claudia de’ Medici (1604–1648)15     |                                |                                |  |  |  |  |  |  |  |  |  |  |  |  |  |  |  |  |  |  |  |  |  |  |  |  |  |  |  |  |  |  |  |  |  |  |  |  |
|                                        |                                        |                                        |                                        |                                        |                                        |                              |                              |                                                                     |                                                                     |                                                                     |                                                                     |                                                                     |                                                                     |                                  |                                  |                                       |                                       |                                       |                                       |                                       |                                       |                                  |                                  |                                                  |                                                  |                                                  |                                                  |                                                  |                                                  |                                  |                                  |                                      |                                      |                                      |                                      |                                      |                                      |                               |                               |                                      |                                      |                                      |                                      |                                      |                                      |                                |                                |  |  |  |  |  |  |  |  |  |  |  |  |  |  |  |  |  |  |  |  |  |  |  |  |  |  |  |  |  |  |  |  |  |  |  |  |
|                                        |                                        |                                        |                                        |                                        |                                        |                              |                              | Giancarlo de’ Medici (1611–1663)16                                  | Giancarlo de’ Medici (1611–1663)16                                  | Giancarlo de’ Medici (1611–1663)16                                  | Giancarlo de’ Medici (1611–1663)16                                  | Giancarlo de’ Medici (1611–1663)16                                  | Giancarlo de’ Medici (1611–1663)16                                  |                                  |                                  | Margherita de’ Medici (1612–1679)17   | Margherita de’ Medici (1612–1679)17   | Margherita de’ Medici (1612–1679)17   | Margherita de’ Medici (1612–1679)17   | Margherita de’ Medici (1612–1679)17   | Margherita de’ Medici (1612–1679)17   |                                  |                                  | Matteo de’ Medici (1613–1667)18                  | Matteo de’ Medici (1613–1667)18                  | Matteo de’ Medici (1613–1667)18                  | Matteo de’ Medici (1613–1667)18                  | Matteo de’ Medici (1613–1667)18                  | Matteo de’ Medici (1613–1667)18                  |                                  |                                  | Francesco de’ Medici (1614–1634)     | Francesco de’ Medici (1614–1634)     | Francesco de’ Medici (1614–1634)     | Francesco de’ Medici (1614–1634)     | Francesco de’ Medici (1614–1634)     | Francesco de’ Medici (1614–1634)     |                               |                               | Anna de’ Medici (1616–1676)19        | Anna de’ Medici (1616–1676)19        | Anna de’ Medici (1616–1676)19        | Anna de’ Medici (1616–1676)19        | Anna de’ Medici (1616–1676)19        | Anna de’ Medici (1616–1676)19        |                                |                                |  |  |  |  |  |  |  |  |  |  |  |  |  |  |  |  |  |  |  |  |  |  |  |  |  |  |  |  |  |  |  |  |  |  |  |  |
|                                        |                                        |                                        |                                        |                                        |                                        |                              |                              | Giancarlo de’ Medici (1611–1663)16                                  | Giancarlo de’ Medici (1611–1663)16                                  | Giancarlo de’ Medici (1611–1663)16                                  | Giancarlo de’ Medici (1611–1663)16                                  | Giancarlo de’ Medici (1611–1663)16                                  | Giancarlo de’ Medici (1611–1663)16                                  |                                  |                                  | Margherita de’ Medici (1612–1679)17   | Margherita de’ Medici (1612–1679)17   | Margherita de’ Medici (1612–1679)17   | Margherita de’ Medici (1612–1679)17   | Margherita de’ Medici (1612–1679)17   | Margherita de’ Medici (1612–1679)17   |                                  |                                  | Matteo de’ Medici (1613–1667)18                  | Matteo de’ Medici (1613–1667)18                  | Matteo de’ Medici (1613–1667)18                  | Matteo de’ Medici (1613–1667)18                  | Matteo de’ Medici (1613–1667)18                  | Matteo de’ Medici (1613–1667)18                  |                                  |                                  | Francesco de’ Medici (1614–1634)     | Francesco de’ Medici (1614–1634)     | Francesco de’ Medici (1614–1634)     | Francesco de’ Medici (1614–1634)     | Francesco de’ Medici (1614–1634)     | Francesco de’ Medici (1614–1634)     |                               |                               | Anna de’ Medici (1616–1676)19        | Anna de’ Medici (1616–1676)19        | Anna de’ Medici (1616–1676)19        | Anna de’ Medici (1616–1676)19        | Anna de’ Medici (1616–1676)19        | Anna de’ Medici (1616–1676)19        |                                |                                |  |  |  |  |  |  |  |  |  |  |  |  |  |  |  |  |  |  |  |  |  |  |  |  |  |  |  |  |  |  |  |  |  |  |  |  |
|                                        |                                        |                                        |                                        |                                        |                                        |                              |                              |                                                                     |                                                                     |                                                                     |                                                                     |                                                                     |                                                                     |                                  |                                  |                                       |                                       |                                       |                                       |                                       |                                       |                                  |                                  |                                                  |                                                  |                                                  |                                                  |                                                  |                                                  |                                  |                                  |                                      |                                      |                                      |                                      |                                      |                                      |                               |                               |                                      |                                      |                                      |                                      |                                      |                                      |                                |                                |  |  |  |  |  |  |  |  |  |  |  |  |  |  |  |  |  |  |  |  |  |  |  |  |  |  |  |  |  |  |  |  |  |  |  |  |
| Maria Christine de’ Medici (1609–1632) | Maria Christine de’ Medici (1609–1632) | Maria Christine de’ Medici (1609–1632) | Maria Christine de’ Medici (1609–1632) | Maria Christine de’ Medici (1609–1632) | Maria Christine de’ Medici (1609–1632) |                              |                              | Ferdinando II. de’ Medici (1610–1670)20                             | Ferdinando II. de’ Medici (1610–1670)20                             | Ferdinando II. de’ Medici (1610–1670)20                             | Ferdinando II. de’ Medici (1610–1670)20                             | Ferdinando II. de’ Medici (1610–1670)20                             | Ferdinando II. de’ Medici (1610–1670)20                             |                                  |                                  | Leopoldo de’ Medici (1617–1675)21     | Leopoldo de’ Medici (1617–1675)21     | Leopoldo de’ Medici (1617–1675)21     | Leopoldo de’ Medici (1617–1675)21     | Leopoldo de’ Medici (1617–1675)21     | Leopoldo de’ Medici (1617–1675)21     |                                  |                                  |                                                  |                                                  |                                                  |                                                  |                                                  |                                                  |                                  |                                  |                                      |                                      |                                      |                                      |                                      |                                      |                               |                               |                                      |                                      |                                      |                                      |                                      |                                      |                                |                                |  |  |  |  |  |  |  |  |  |  |  |  |  |  |  |  |  |  |  |  |  |  |  |  |  |  |  |  |  |  |  |  |  |  |  |  |
| Maria Christine de’ Medici (1609–1632) | Maria Christine de’ Medici (1609–1632) | Maria Christine de’ Medici (1609–1632) | Maria Christine de’ Medici (1609–1632) | Maria Christine de’ Medici (1609–1632) | Maria Christine de’ Medici (1609–1632) |                              |                              | Ferdinando II. de’ Medici (1610–1670)20                             | Ferdinando II. de’ Medici (1610–1670)20                             | Ferdinando II. de’ Medici (1610–1670)20                             | Ferdinando II. de’ Medici (1610–1670)20                             | Ferdinando II. de’ Medici (1610–1670)20                             | Ferdinando II. de’ Medici (1610–1670)20                             |                                  |                                  | Leopoldo de’ Medici (1617–1675)21     | Leopoldo de’ Medici (1617–1675)21     | Leopoldo de’ Medici (1617–1675)21     | Leopoldo de’ Medici (1617–1675)21     | Leopoldo de’ Medici (1617–1675)21     | Leopoldo de’ Medici (1617–1675)21     |                                  |                                  |                                                  |                                                  |                                                  |                                                  |                                                  |                                                  |                                  |                                  |                                      |                                      |                                      |                                      |                                      |                                      |                               |                               |                                      |                                      |                                      |                                      |                                      |                                      |                                |                                |  |  |  |  |  |  |  |  |  |  |  |  |  |  |  |  |  |  |  |  |  |  |  |  |  |  |  |  |  |  |  |  |  |  |  |  |
|                                        |                                        |                                        |                                        |                                        |                                        |                              |                              | Cosimo III. de’ Medici (1642–1723)22                                |                                                                     |                                                                     |                                                                     |                                                                     |                                                                     |                                  |                                  |                                       |                                       |                                       |                                       |                                       |                                       |                                  |                                  |                                                  |                                                  |                                                  |                                                  |                                                  |                                                  |                                  |                                  |                                      |                                      |                                      |                                      |                                      |                                      |                               |                               |                                      |                                      |                                      |                                      |                                      |                                      |                                |                                |  |  |  |  |  |  |  |  |  |  |  |  |  |  |  |  |  |  |  |  |  |  |  |  |  |  |  |  |  |  |  |  |  |  |  |  |
|                                        |                                        |                                        |                                        |                                        |                                        |                              |                              |                                                                     |                                                                     |                                                                     |                                                                     |                                                                     |                                                                     |                                  |                                  |                                       |                                       |                                       |                                       |                                       |                                       |                                  |                                  |                                                  |                                                  |                                                  |                                                  |                                                  |                                                  |                                  |                                  |                                      |                                      |                                      |                                      |                                      |                                      |                               |                               |                                      |                                      |                                      |                                      |                                      |                                      |                                |                                |  |  |  |  |  |  |  |  |  |  |  |  |  |  |  |  |  |  |  |  |  |  |  |  |  |  |  |  |  |  |  |  |  |  |  |  |
|                                        |                                        |                                        |                                        |                                        |                                        |                              |                              |                                                                     |                                                                     |                                                                     |                                                                     |                                                                     |                                                                     |                                  |                                  |                                       |                                       |                                       |                                       |                                       |                                       |                                  |                                  |                                                  |                                                  |                                                  |                                                  |                                                  |                                                  |                                  |                                  |                                      |                                      |                                      |                                      |                                      |                                      |                               |                               |                                      |                                      |                                      |                                      |                                      |                                      |                                |                                |  |  |  |  |  |  |  |  |  |  |  |  |  |  |  |  |  |  |  |  |  |  |  |  |  |  |  |  |  |  |  |  |  |  |  |  |
| Ferdinando de’ Medici (1663–1713)23    | Ferdinando de’ Medici (1663–1713)23    | Ferdinando de’ Medici (1663–1713)23    | Ferdinando de’ Medici (1663–1713)23    | Ferdinando de’ Medici (1663–1713)23    | Ferdinando de’ Medici (1663–1713)23    |                              |                              | Anna Maria Luisa de’ Medici (1667–1743), Großherzogin der Toskana24 | Anna Maria Luisa de’ Medici (1667–1743), Großherzogin der Toskana24 | Anna Maria Luisa de’ Medici (1667–1743), Großherzogin der Toskana24 | Anna Maria Luisa de’ Medici (1667–1743), Großherzogin der Toskana24 | Anna Maria Luisa de’ Medici (1667–1743), Großherzogin der Toskana24 | Anna Maria Luisa de’ Medici (1667–1743), Großherzogin der Toskana24 |                                  |                                  | Gian Gastone de’ Medici (1671–1737)25 | Gian Gastone de’ Medici (1671–1737)25 | Gian Gastone de’ Medici (1671–1737)25 | Gian Gastone de’ Medici (1671–1737)25 | Gian Gastone de’ Medici (1671–1737)25 | Gian Gastone de’ Medici (1671–1737)25 |                                  |                                  |                                                  |                                                  |                                                  |                                                  |                                                  |                                                  |                                  |                                  |                                      |                                      |                                      |                                      |                                      |                                      |                               |                               |                                      |                                      |                                      |                                      |                                      |                                      |                                |                                |  |  |  |  |  |  |  |  |  |  |  |  |  |  |  |  |  |  |  |  |  |  |  |  |  |  |  |  |  |  |  |  |  |  |  |  |

1 ⚭ 1) Eleonora von Toledo, ⚭ 2) Camilla Martelli, Herzog von Florenz 1537, 1. Großherzog der Toskana 1569 (Vorfahren siehe oben)
2 ⚭ Paolo Orsini
3 Erzbischof von Pisa, 1560 Kardinal
4 ⚭ Alfonso II. d’Este, Herzog von Ferrara (1533–1597)

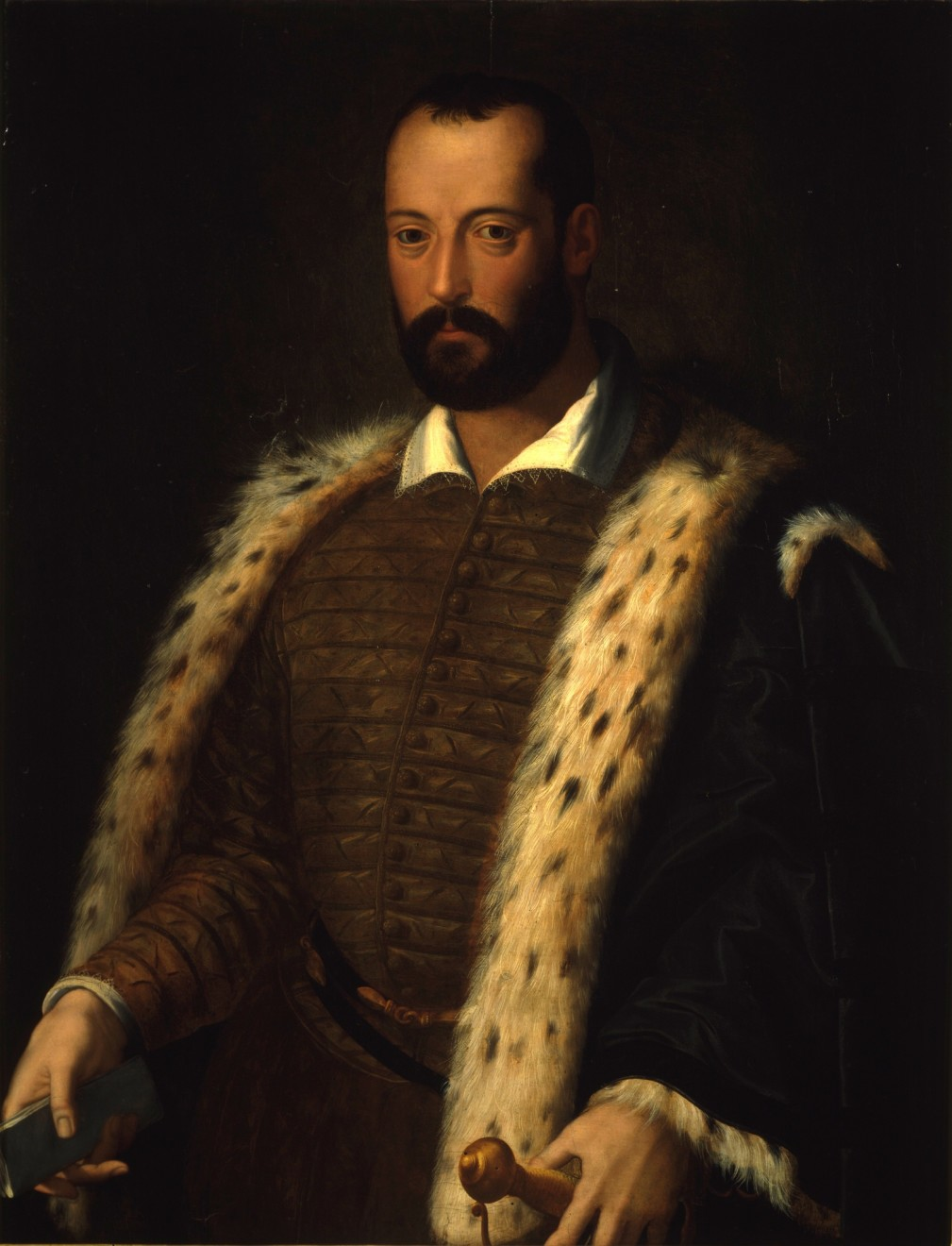
Francesco I. de’ Medici (1541–1587), 2. Großherzog der Toskana

5 unehelich, ⚭ Eleonora von Toledo (Haus Álvarez de Toledo)
6 Regent 1564, 2. Großherzog 1574 ⚭ 1) 1565 Johanna von Habsburg (1547–1578), Tochter des Kaisers Ferdinand I., ⚭ 2) 1579 Bianca Cappello (1548–1587)
7 ⚭ 1586 Cesare d’Este, Herzog von Modena (1552–1628)
8 1563–1589 Kardinal, 1587 Großherzog der Toskana, ⚭ 1589 Christine von Lothringen (1565–1637), Tochter des Herzogs Karl III. (Haus Vaudémont)
8 adoptiert, die Mutter war Francescos zweite Ehefrau Bianca
9 ⚭ 1584 Vincenzo I. Gonzaga (1562–1612), Herzog von Mantua
10 ⚭ 5. Oktober 1600 Heinrich IV., König von Frankreich (1553–1610)
11 adoptiert
12 ⚭ 1617 Ferdinando Gonzaga (1587–1626), Herzog von Mantua
13 (1595–1666), Kardinal und Bischof
Großherzog 1608 ⚭ 1608 Maria Magdalena von Habsburg (1587–1631), Tochter des Erzherzogs Karl
15 Erzherzogin von Österreich und Landesfürstin von Tirol ⚭ 1) 1621 Federico Ubaldo della Rovere, Herzog von Urbino (1605–1625), ⚭ 1626 Leopold V. Erzherzog von Österreich (1586–1632)
16 1644 Kardinal
17 ⚭ 1628 Odoardo I. Farnese, Herzog von Parma (1612–1646)
18 Statthalter von Siena
19 ⚭ 1646 Ferdinand Karl, Erzherzog von Österreich (1628–1662)
20 Großherzog 1621, ⚭ 1634 Vittoria della Rovere (1622–1694), Tochter des Federico Ubaldo della Rovere, Fürst von Urbino
21 1667 Kardinal
22 Großherzog 1670, ⚭ 1661, geschieden 1675, Marguerite Louise d’Orléans (1645–1721), Tochter des Herzogs Gaston
23 ⚭ 1689 Violante von Bayern (1673–1731), Tochter des Kurfürsten Ferdinand Maria
24 ⚭ 1691 Johann Wilhelm, Kurfürst von Pfalz-Neuburg (1658–1716)
25 Großherzog 1723, ⚭ 1697 Anna Maria Franziska von Sachsen-Lauenburg (1672–1741), Tochter des Herzogs Julius Franz von Sachsen-Lauenburg

### Andere Familienzweige

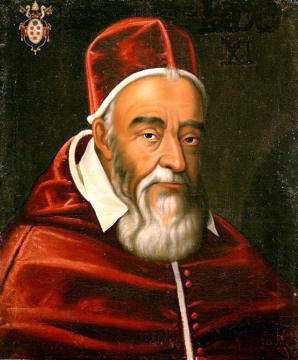
Papst Leo XI. (Alessandro Ottaviano de’ Medici, 1535–1605)

| Bernardino de’ Medici, Herkunft unklar, Neffe von Cosimo il Vecchio | Bernardino de’ Medici, Herkunft unklar, Neffe von Cosimo il Vecchio | Bernardino de’ Medici, Herkunft unklar, Neffe von Cosimo il Vecchio | Bernardino de’ Medici, Herkunft unklar, Neffe von Cosimo il Vecchio | Bernardino de’ Medici, Herkunft unklar, Neffe von Cosimo il Vecchio | Bernardino de’ Medici, Herkunft unklar, Neffe von Cosimo il Vecchio |  |  | Bernardo de’ Medici, 1307, 1309, 1317, 1320 und 1322 Prior von Florenz, Herkunft unklar, Vetternschaft zu Ardingho de’ Medici jedoch klar | Bernardo de’ Medici, 1307, 1309, 1317, 1320 und 1322 Prior von Florenz, Herkunft unklar, Vetternschaft zu Ardingho de’ Medici jedoch klar | Bernardo de’ Medici, 1307, 1309, 1317, 1320 und 1322 Prior von Florenz, Herkunft unklar, Vetternschaft zu Ardingho de’ Medici jedoch klar | Bernardo de’ Medici, 1307, 1309, 1317, 1320 und 1322 Prior von Florenz, Herkunft unklar, Vetternschaft zu Ardingho de’ Medici jedoch klar | Bernardo de’ Medici, 1307, 1309, 1317, 1320 und 1322 Prior von Florenz, Herkunft unklar, Vetternschaft zu Ardingho de’ Medici jedoch klar | Bernardo de’ Medici, 1307, 1309, 1317, 1320 und 1322 Prior von Florenz, Herkunft unklar, Vetternschaft zu Ardingho de’ Medici jedoch klar |
| Bernardino de’ Medici, Herkunft unklar, Neffe von Cosimo il Vecchio | Bernardino de’ Medici, Herkunft unklar, Neffe von Cosimo il Vecchio | Bernardino de’ Medici, Herkunft unklar, Neffe von Cosimo il Vecchio | Bernardino de’ Medici, Herkunft unklar, Neffe von Cosimo il Vecchio | Bernardino de’ Medici, Herkunft unklar, Neffe von Cosimo il Vecchio | Bernardino de’ Medici, Herkunft unklar, Neffe von Cosimo il Vecchio |  |  | Bernardo de’ Medici, 1307, 1309, 1317, 1320 und 1322 Prior von Florenz, Herkunft unklar, Vetternschaft zu Ardingho de’ Medici jedoch klar | Bernardo de’ Medici, 1307, 1309, 1317, 1320 und 1322 Prior von Florenz, Herkunft unklar, Vetternschaft zu Ardingho de’ Medici jedoch klar | Bernardo de’ Medici, 1307, 1309, 1317, 1320 und 1322 Prior von Florenz, Herkunft unklar, Vetternschaft zu Ardingho de’ Medici jedoch klar | Bernardo de’ Medici, 1307, 1309, 1317, 1320 und 1322 Prior von Florenz, Herkunft unklar, Vetternschaft zu Ardingho de’ Medici jedoch klar | Bernardo de’ Medici, 1307, 1309, 1317, 1320 und 1322 Prior von Florenz, Herkunft unklar, Vetternschaft zu Ardingho de’ Medici jedoch klar | Bernardo de’ Medici, 1307, 1309, 1317, 1320 und 1322 Prior von Florenz, Herkunft unklar, Vetternschaft zu Ardingho de’ Medici jedoch klar |
|                                                                     |                                                                     |                                                                     |                                                                     |                                                                     |                                                                     |  |  | | | | | | |
|                                                                     |                                                                     |                                                                     |                                                                     |                                                                     |                                                                     |  |  | Giovanni de’ Medici († 1343), Gonfaloniere in Florenz, wurde von Walter VI. von Brienne hingerichtet                                      | | | | | |

| Giovenco?                                                                                                   |  |  |  |  |  |
| |  |  |  |  |  |
| Giuliano |  |  |  |  |  |
| |  |  |  |  |  |
| Antonio |  |  |  |  |  |
| |  |  |  |  |  |
| Bernardetto (†; 1465)                                                                                       |  |  |  |  |  |
| |  |  |  |  |  |
| Lorenzo |  |  |  |  |  |
| |  |  |  |  |  |
| Ottaviano (1482–1546)                                                                                       |  |  |  |  |  |
| |  |  |  |  |  |
| Alessandro Ottaviano de’ Medici (1535–1605), 1574 Erzbischof von Florenz, 1583 Kardinal, 1605 Papst Leo XI. |  |  |  |  |  |

## Mailänder Medici
Aus der Mailänder Familie Medici gehen die Medici di Nosigia hervor, die sich nach Erlangung des Titels Marchese Medici di Marignano (Melegnano) nennen. Behauptete verwandtschaftliche Beziehungen sind nicht nachweisbar, wenngleich das Medici-Wappen übernommen wurde.